# Plancoët
Pour les articles homonymes, voir Plancoët (homonymie).
Plancoët [plɑ̃kwɛt], est une commune, chef-lieu de canton du département des Côtes-d'Armor, dans la région Bretagne, en France.

## Géographie

### Situation
| Saint-Lormel |          | Créhen  |
| Pluduno      | Plancoët |         |
| Bourseul     |          | Corseul |

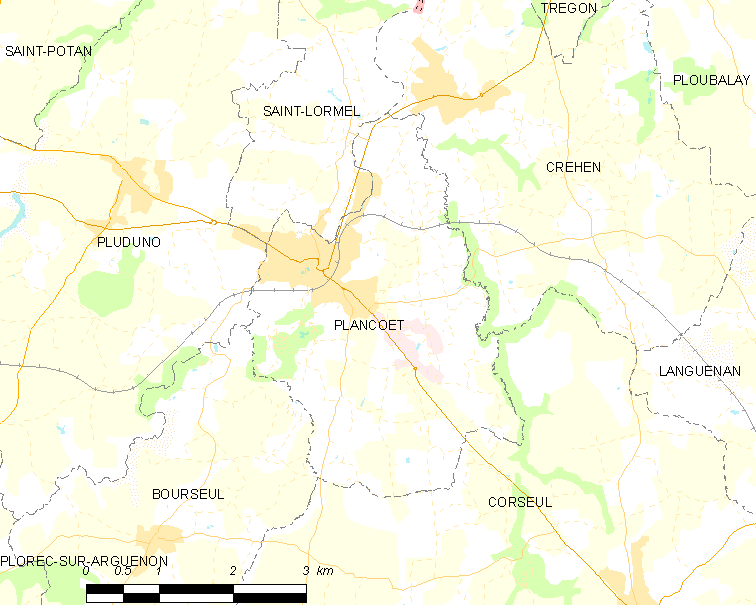
Carte de la commune de Plancoët et des communes avoisinantes.

La ville est située en bordure de l'Arguenon, à 10 minutes des plages de la Côte d'Émeraude et fait partie traditionnellement du Penthièvre, mais situé à la limite du Poudouvre, l'Arguenon séparant ces deux pays bretons.

### Relief et hydrographie
Les altitudes de la commune vont de 87 mètres (butte du Tertre de Brandefer [Branfer], qui est un espace naturel remarquable et protégé de 96 hectares alimentant la source Sassay) entre la Ville Hatte et la Louvelais) et presque le niveau de la mer (5 mètres). La topographie est formée pour l'essentiel d'un plateau situé en moyenne vers une cinquantaine de mètres d'altitude, en pente douce vers le nord et compris entre les deux vallées de l'Arguenon et du Ruisseau de Montafilan.

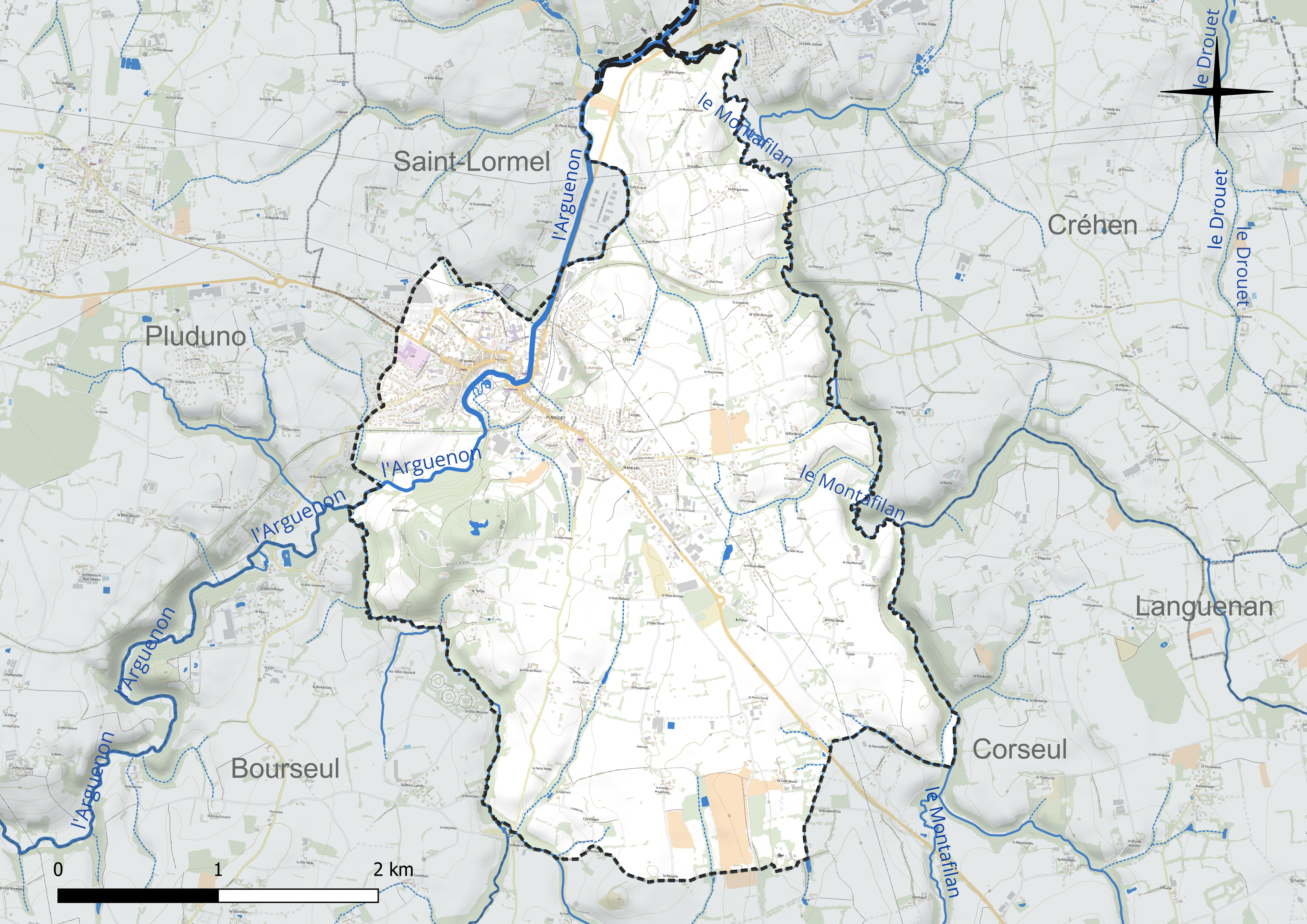
Carte du réseau hydrographique de la commune de Plancoët.
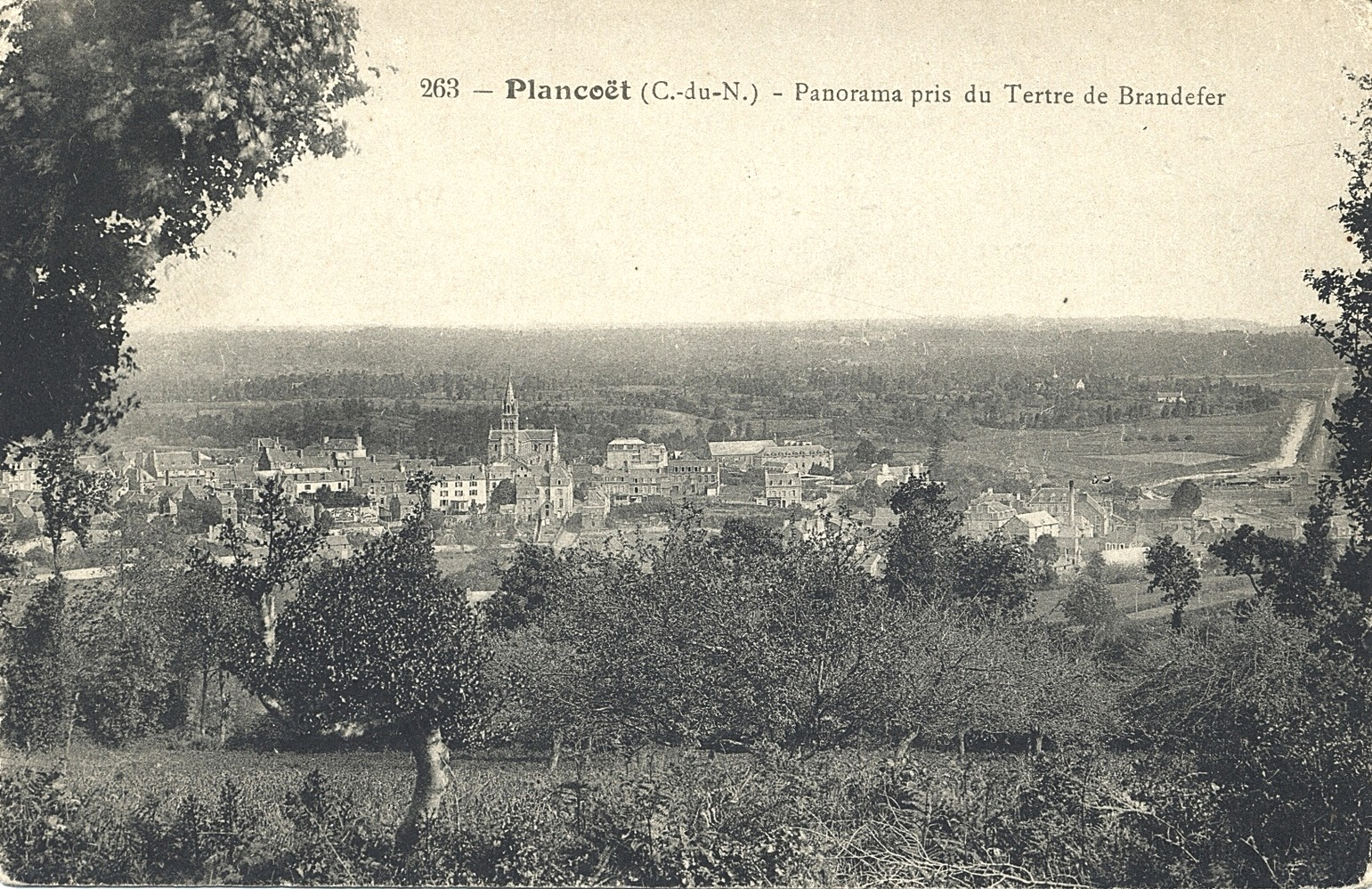
Plancoët : vue générale depuis le Tertre de Brandefer au début du XXe siècle (carte postale).
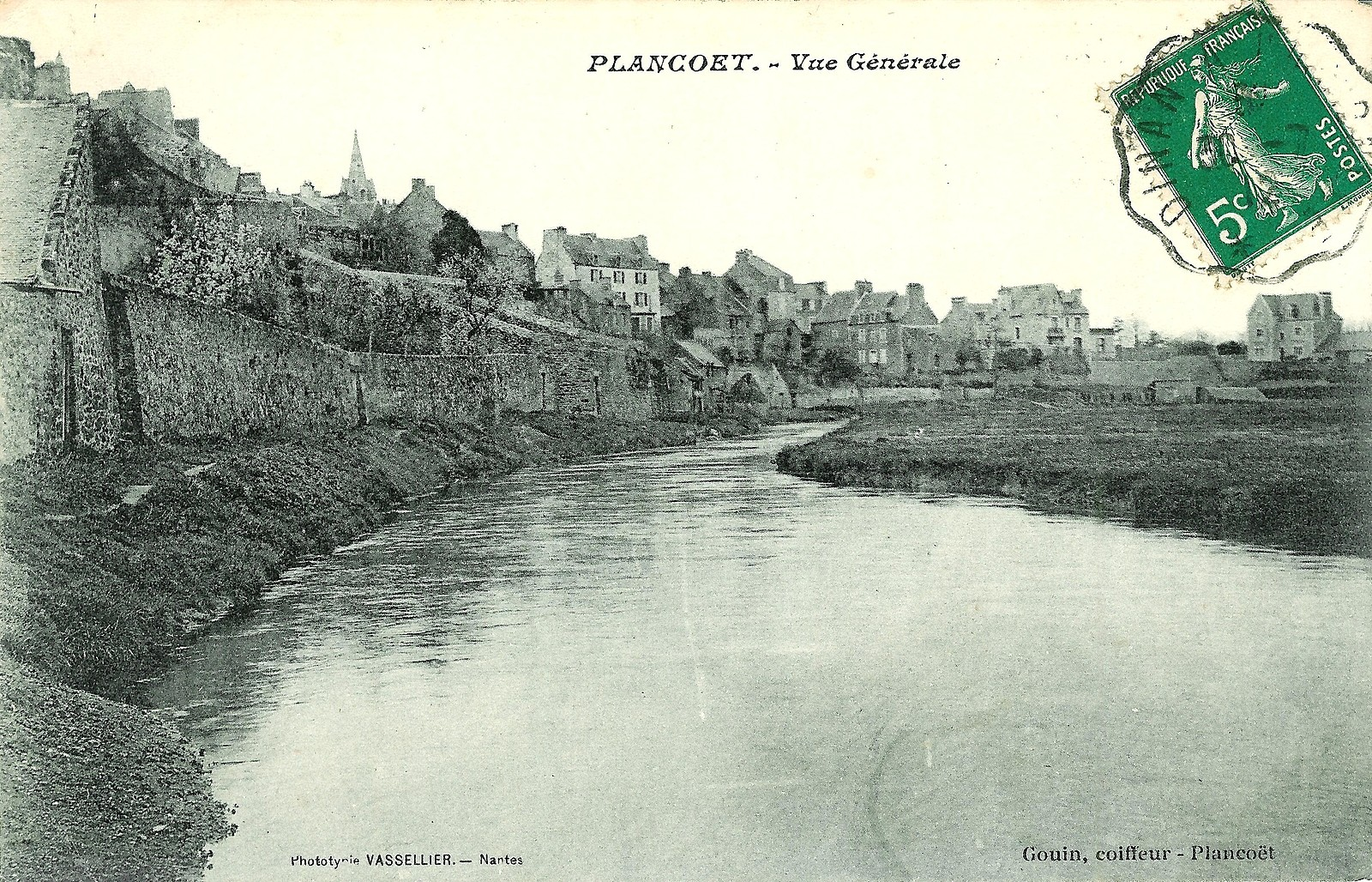
Les bords de l'Arguenon au début du XXe siècle (carte postale).
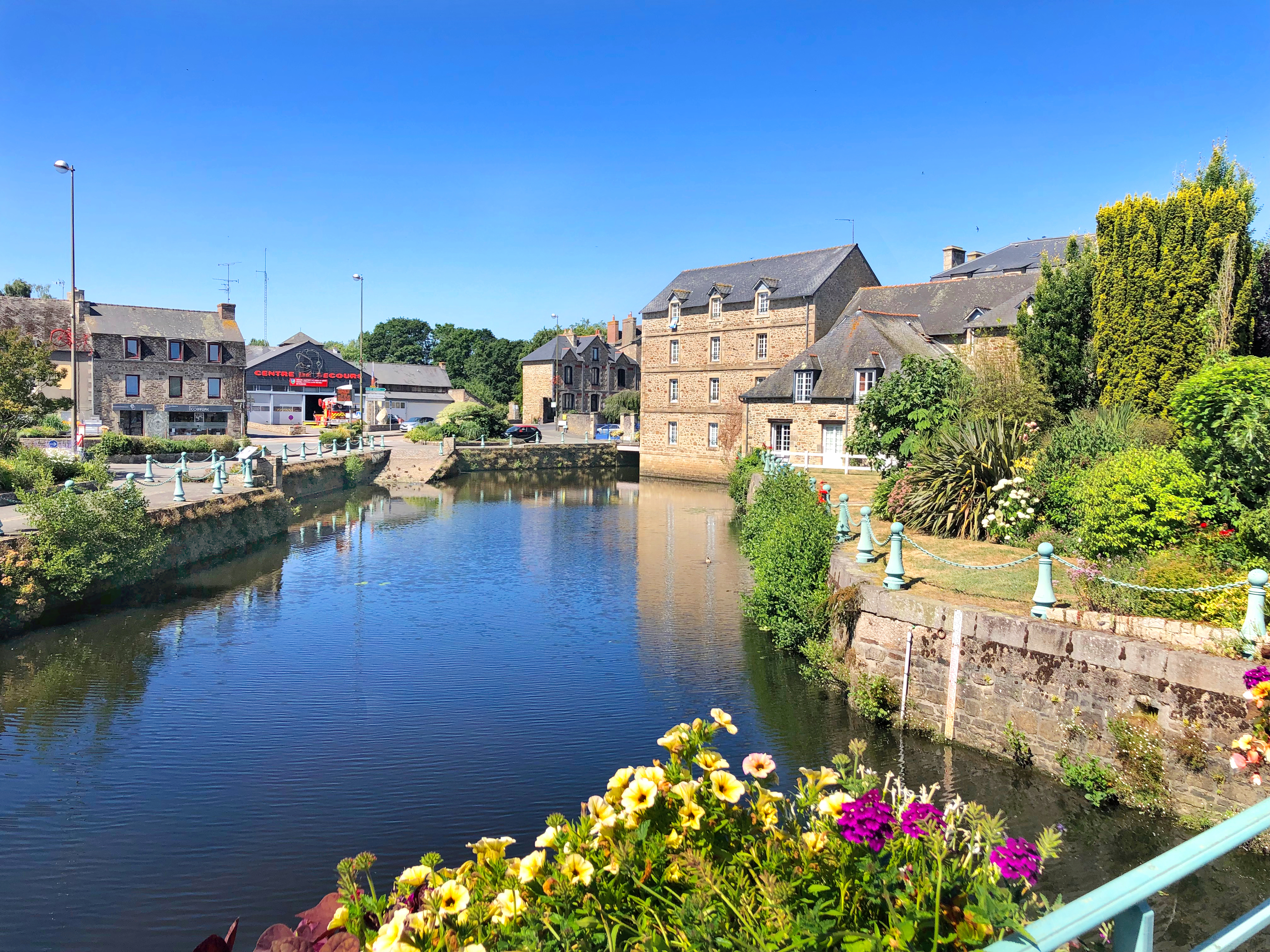
L'Arguenon à Plancoët.
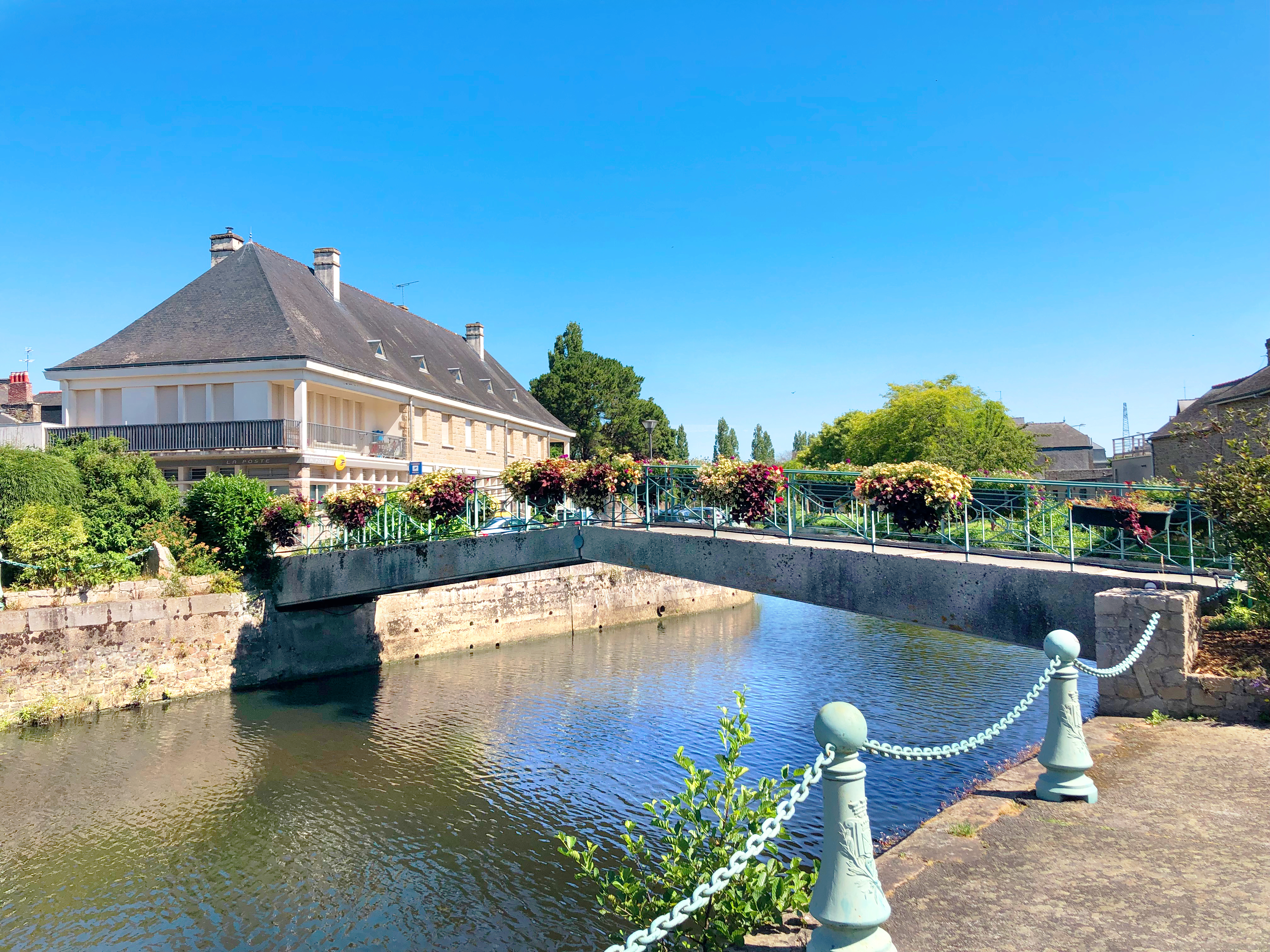
La passerelle permettant aux piétons et cyclistes de traverser l’Arguenon en aval du port.
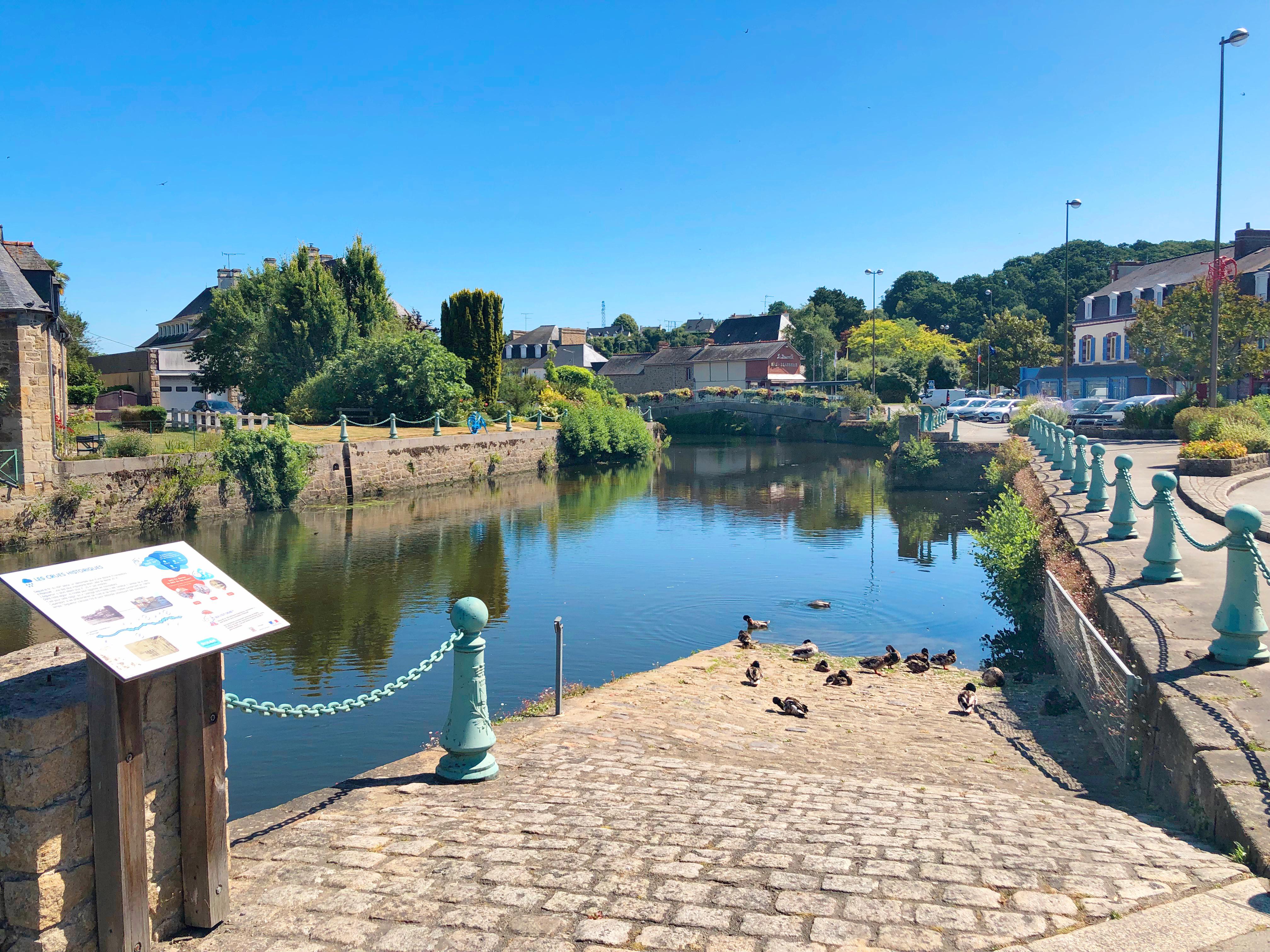
La cale du port de Plancoët sur l’Arguenon, refuge des canards.

Plancoët est (depuis l'annexion de la rive droite autour de Nazareth) à cheval sur les deux rives d'un petit fleuve côtier, l'Arguenon et se trouve en fond d'estuaire, ce qui explique sa fonction portuaire. Un de ses affluents de rive droite, le Ruisseau de Montafilan, dont la vallée est étroite et encaissée d'une cinquantaine de mètres, sert côté est de limite communale avec Corseul.
L'Arguenon provoque régulièrement des inondations importantes, par exemple en janvier 1877, en 1884, en février 1900, en novembre 1910, etc..
La source de Sassay, « source d'origine profonde peu minéralisée, radioactive et contenant des gaz rares » possède « des propriétés physiologiques et thérapeutiques » dans le traitement du rhumatisme, de la goutte et de l'obésité, ainsi que dans la désintoxication du rein et des voies biliaires, écrit dans une thèse intitulée "Essai d'étude biologique et clinique de l'eau de Sassay-Plancoët" le docteur René Léon, au point qu'il fut envisagé de faire de Plancoët une station thermale. Son eau est vendue principalement comme eau minérale.
Du minerai d'étain existe dans des filons quartzeux côté sud de la butte de Brandefer, qui voisinent avec des restes d'occupation romaine.

### Hydrographie
Pour un article plus général, voir Réseau hydrographique des Côtes-d'Armor.
La commune est située dans le bassin Loire-Bretagne. Elle est drainée par l'Arguenon et le Montafilan,.
L'Arguenon, d'une longueur de 53 km, prend sa source dans la commune du Mené et se jette  dans la Manche en limite de Saint-Cast-le-Guildo et de Saint-Jacut-de-la-Mer, après avoir traversé dix communes. 
Le Montafilan, d'une longueur de 16 km, prend sa source dans la commune de Plélan-le-Petit et se jette  dans l'Arguenon sur la commune et de Créhen, après avoir traversé six communes. 

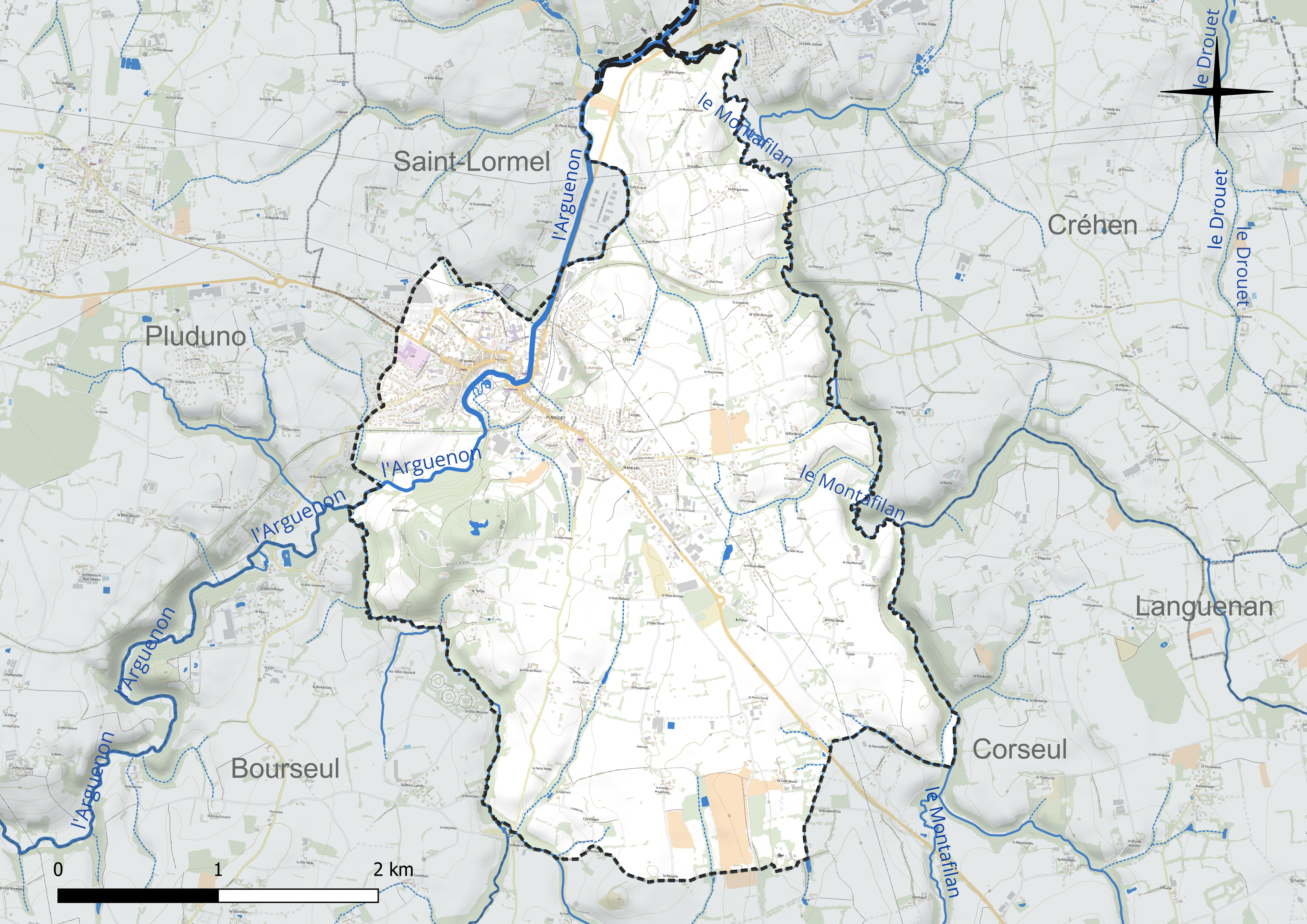
Réseau hydrographique de Plancoët.

### Climat
Pour des articles plus généraux, voir Climat de la Bretagne et Climat des Côtes-d'Armor.
En 2010, le climat de la commune est de type climat océanique franc, selon une étude du Centre national de la recherche scientifique s'appuyant sur une série de données couvrant la période 1971-2000. En 2020, Météo-France publie une typologie des climats de la France métropolitaine dans laquelle la commune est exposée à un climat océanique et est dans la région climatique Bretagne orientale et méridionale, Pays nantais, Vendée, caractérisée par une faible pluviométrie en été et une bonne insolation. Parallèlement l'observatoire de l'environnement en Bretagne publie en 2020 un zonage climatique de la région Bretagne, s'appuyant sur des données de Météo-France de 2009. La commune est, selon ce zonage, dans la zone « Intérieur », exposée à un climat médian, à dominante océanique.
Pour la période 1971-2000, la température annuelle moyenne est de 11,5 °C, avec une amplitude thermique annuelle de 11,5 °C. Le cumul annuel moyen de précipitations est de 693 mm, avec 12,2 jours de précipitations en janvier et 6 jours en juillet. Pour la période 1991-2020, la température moyenne annuelle observée sur la station météorologique la plus proche, située sur la commune de Quintenic à 14 km à vol d'oiseau, est de 11,6 °C et le cumul annuel moyen de précipitations est de 769,8 mm,. Pour l'avenir, les paramètres climatiques de la commune estimés pour 2050 selon différents scénarios d'émission de gaz à effet de serre sont consultables sur un site dédié publié par Météo-France en novembre 2022.

### Transports

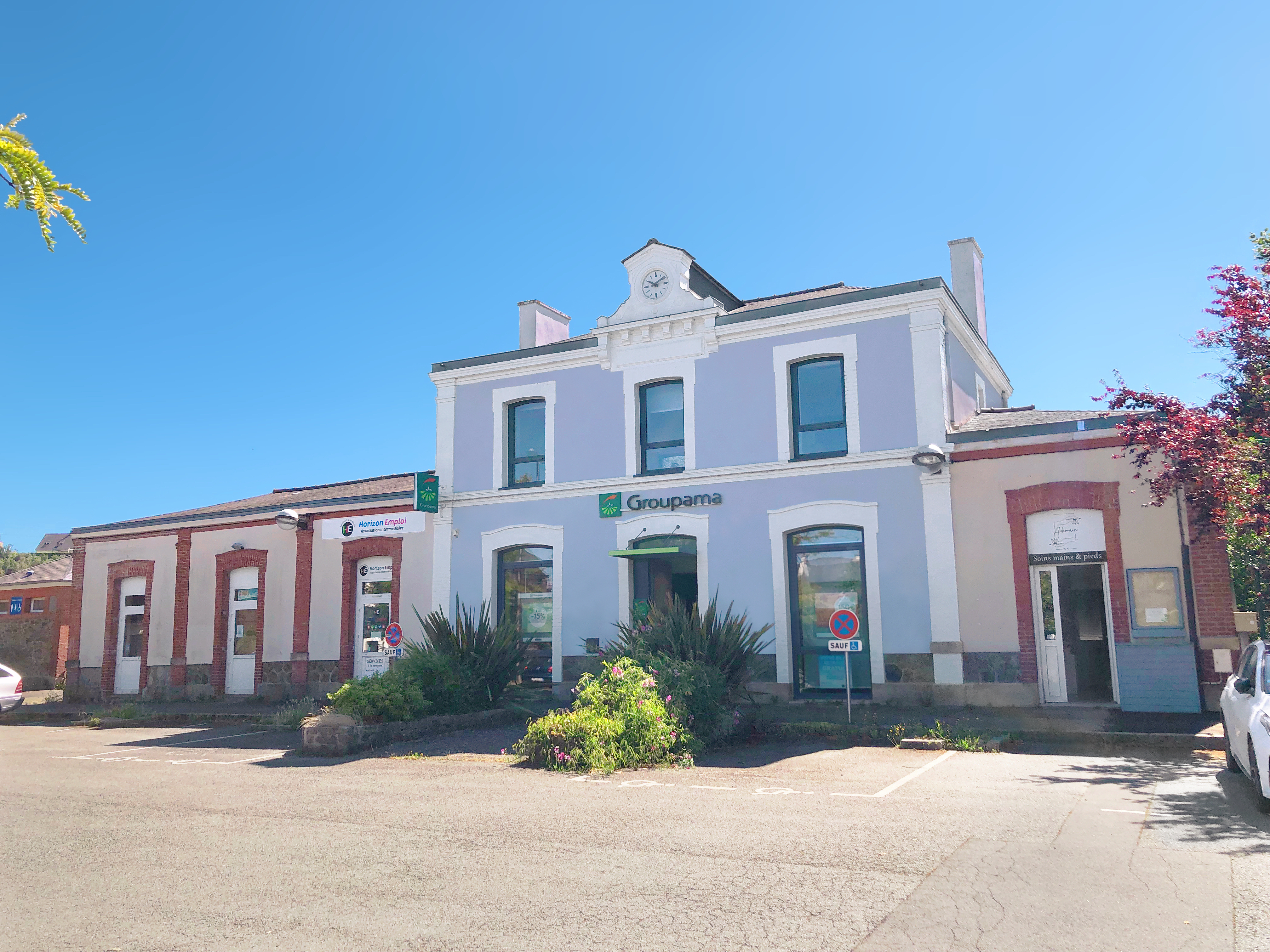
L'ancien bâtiment de la gare de Plancoët.

La départementale D 794 est l'ancienne route nationale N 794 déclassée (elle allait de Plancoët à Vitré via Corseul et Dinan). La 
D 792 (ancienne N 792 déclassée) vient de Jugon-les-Lacs et Bourseul. La D 768 (ancienne N 168 déclassée) va vers Créhen, Ploubalay et, au-delà, Dinard et Saint-Malo.
Plancoët disposait d'une gare sur la ligne de Lison à Lamballe.

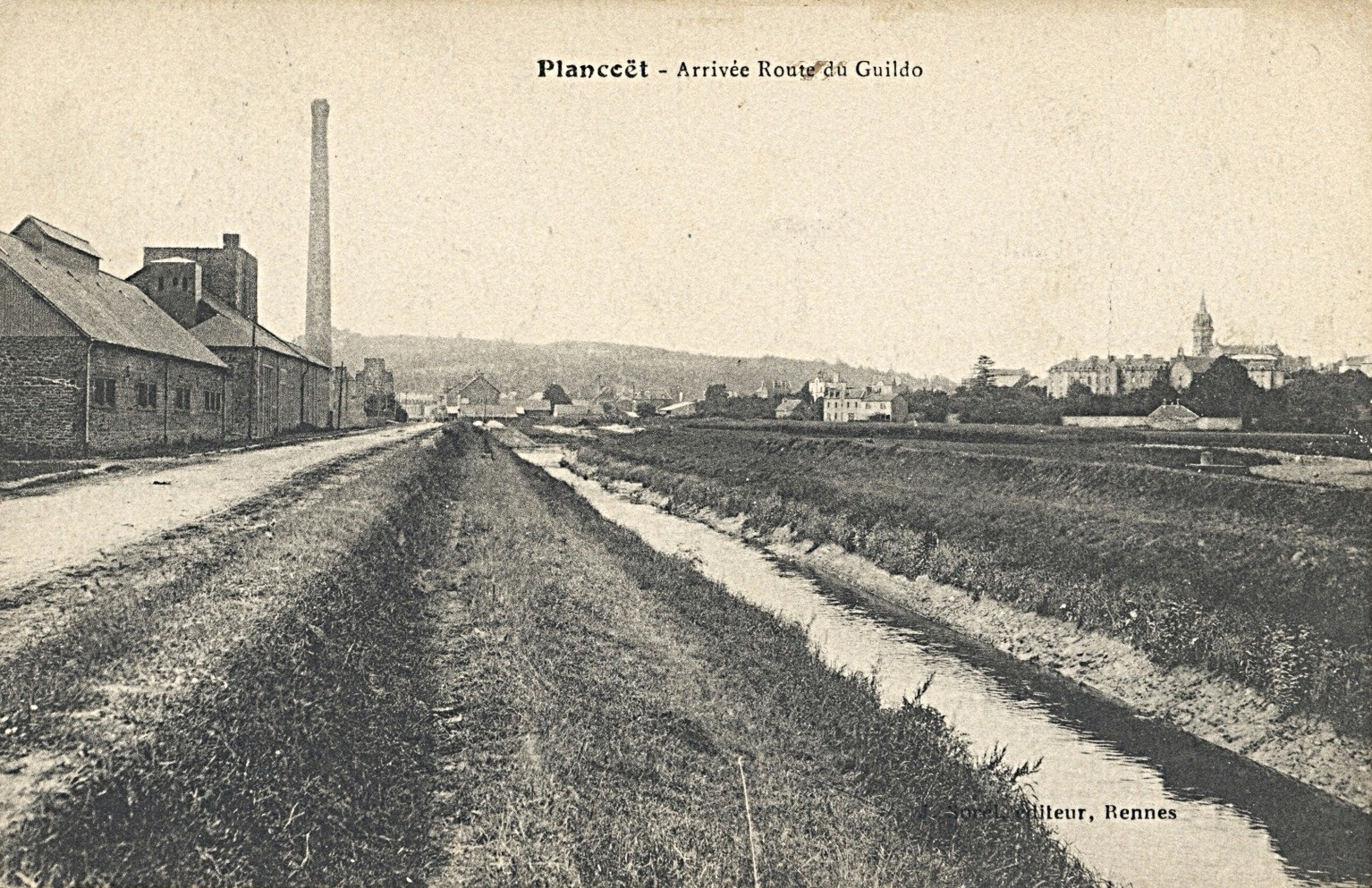
Plancoët ː l'arrivée par la route du Guildo qui longe l'Arguenon au début du XX (carte postale).

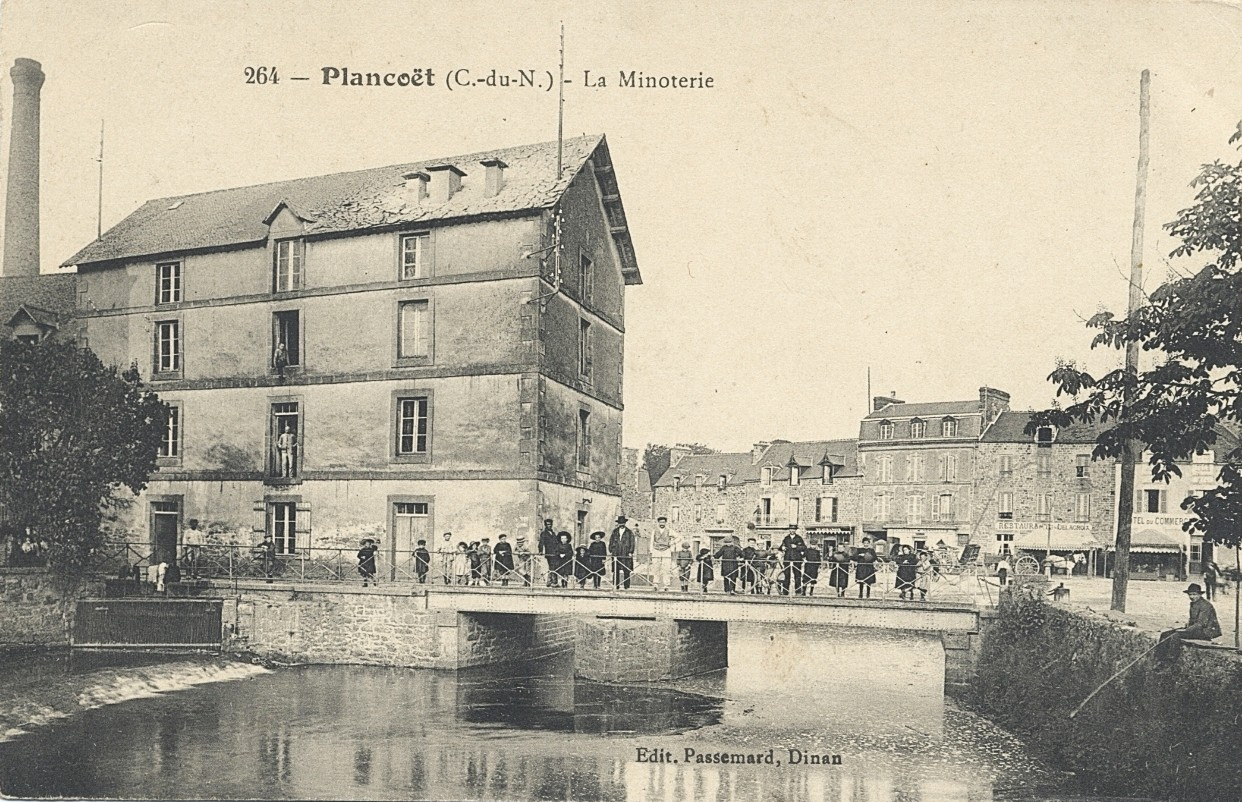
Plancoët ː la minoterie au début du XXe siècle (carte postale).

Le port de Plancoët est un port de fond de ria qui se trouve à 6 km de l’embouchure ; par le passé le port accueillit un important trafic maritime, notamment avec Saint-Malo : les gabares exportaient bois et denrées agricoles, et importaient de la tangue pour amender les sols. Des activités artisanales et industrielles se développèrent sur la rive droite du port: des moulins et une minoterie par le passé et une distillerie vers 1910. Le trafic déclina à partir de la fin du XIXe siècle en raison de la concurrence du rail, puis de la route. De nos jours le barrage anti-marée régulant le flux de l'Arguenon empêche toute navigation.

### Habitat et paysages

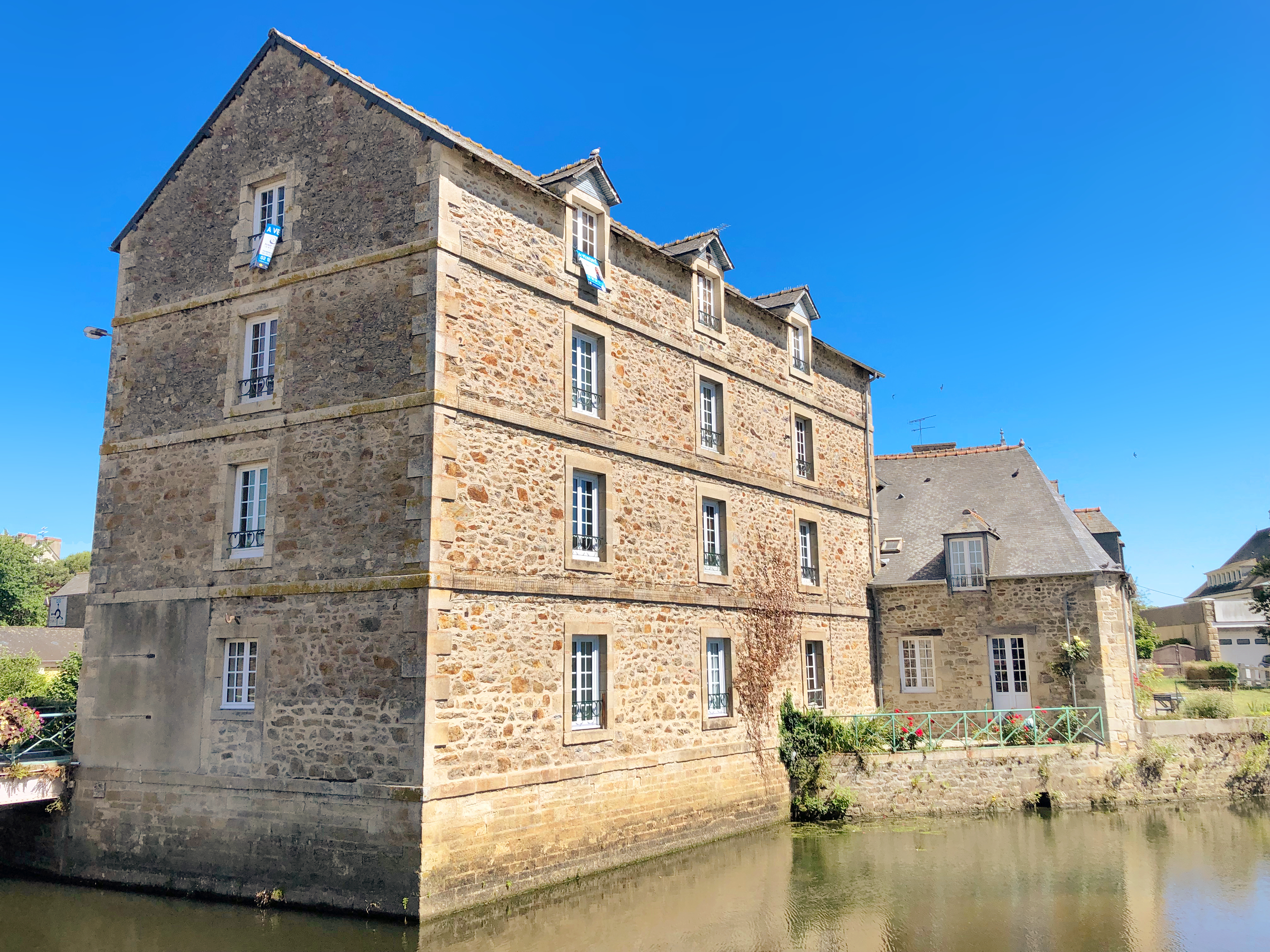
L'ancienne minoterie transformée en immeuble d'appartements.

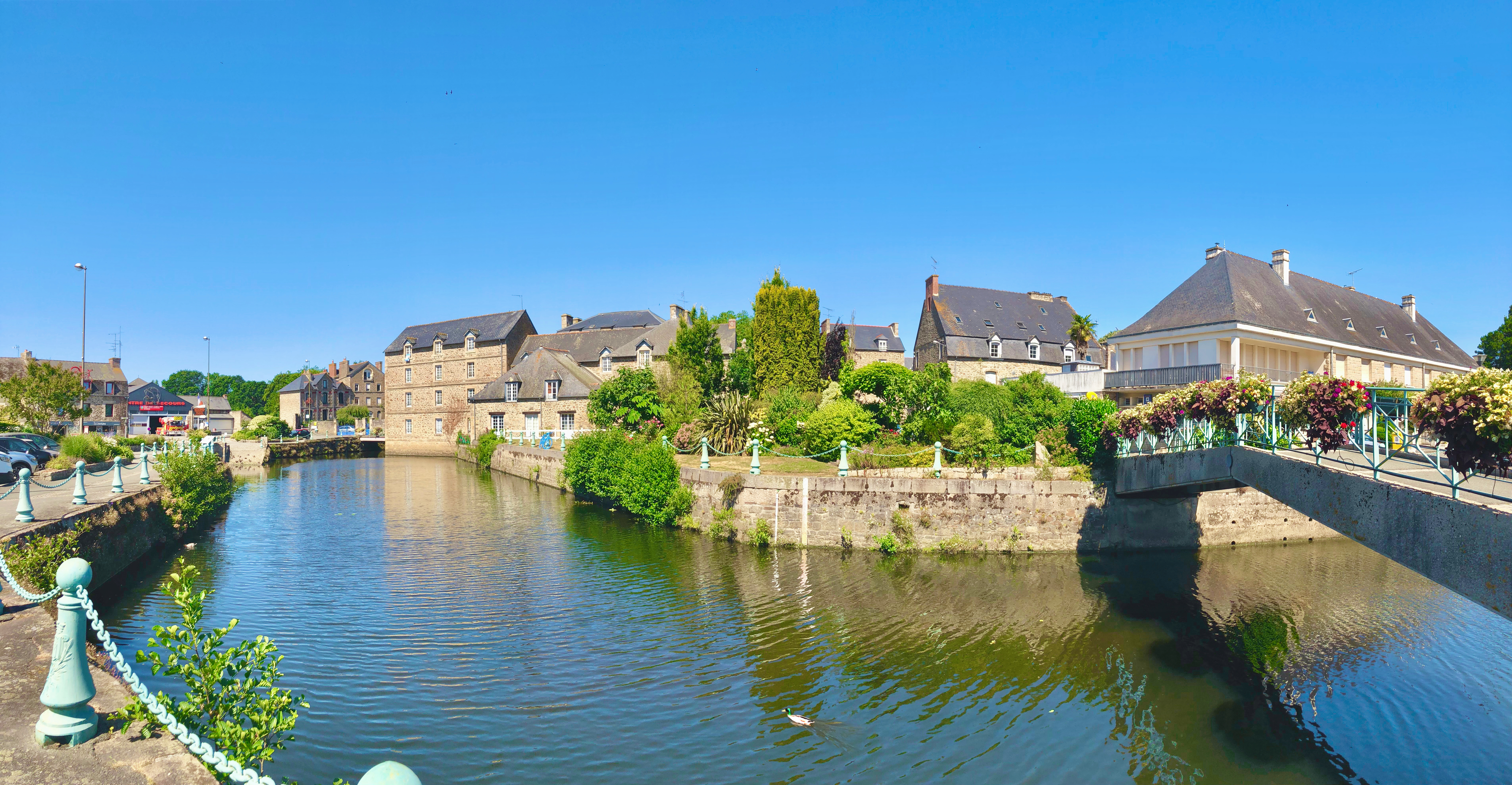
Le port de Plancoët sur l'Arguenon.

La ville de Plancoët est divisée en deux par la vallée de l'Arguenon ; le bourg traditionnel était côté ouest sur la rive gauche, mais l'urbanisation s'est davantage développée depuis l'annexion du quartier de Nazareth sur la rive droite.
L'extension urbaine sur la rive gauche est bloquée par la limite communale avec Pluduno. Une partie rurale (traditionnellement un paysage agraire de bocage avec un habitat dispersé) subsiste sur la rive droite concernée toutefois par une rurbanisation notable.

## Urbanisme

### Typologie
Au 1er janvier 2024, Plancoët est catégorisée bourg rural, selon la nouvelle grille communale de densité à 7 niveaux définie par l'Insee en 2022.
Elle appartient à l'unité urbaine de Plancoët, une agglomération intra-départementale dont elle est ville-centre,. Par ailleurs la commune fait partie de l'aire d'attraction de Plancoët, dont elle est la commune-centre,. Cette aire, qui regroupe 2 communes, est catégorisée dans les aires de moins de 50 000 habitants,.

### Occupation des sols
L'occupation des sols de la commune, telle qu'elle ressort de la base de données européenne d’occupation biophysique des sols Corine Land Cover (CLC), est marquée par l'importance des territoires agricoles (76,8 % en 2018), en diminution par rapport à 1990 (80,7 %). La répartition détaillée en 2018 est la suivante :
zones agricoles hétérogènes (29,3 %), prairies (29,1 %), terres arables (18,4 %), zones urbanisées (12,5 %), forêts (6,7 %), zones industrielles ou commerciales et réseaux de communication (3,9 %). L'évolution de l’occupation des sols de la commune et de ses infrastructures peut être observée sur les différentes représentations cartographiques du territoire : la carte de Cassini (XVIIIe siècle), la carte d'état-major (1820-1866) et les cartes ou photos aériennes de l'IGN pour la période actuelle (1950 à aujourd'hui).

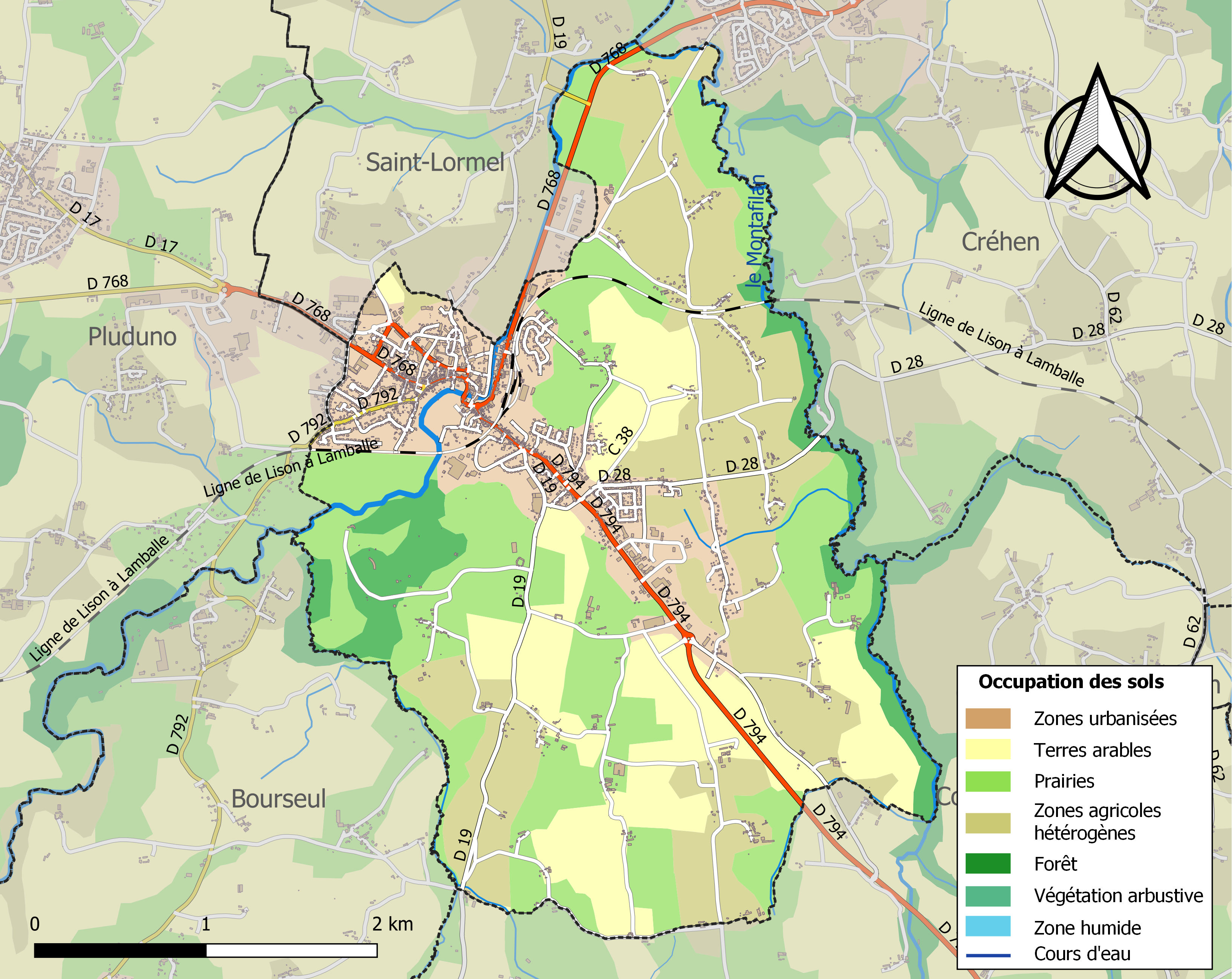
Carte des infrastructures et de l'occupation des sols de la commune en 2018 (CLC).

## Toponymie
Le nom de la localité est attesté sous les formes Plancoit en 1179, 1213, 1220 et en 1230, Plencoit en 1227, Plancoet et Plancoit en 1231, Plancoit en 1239, Plankoet en 1389, Plancouet en 1428, 1480, 1514 et en 1536.
Son nom viendrait du vieux-breton plaen (plat) et koed (bois), « plain bois » ou « bois plan » (c'est-à-dire défriché, mis en culture), car Plancoët est né d'un défrichement forestier. Cette étymologie se retrouve dans la forme normalisée bretonne de la ville proposée par la Commission de Toponymie de l'ICB : Plangoed.
Le nom de la commune est Plancoué en gallo.

## Histoire

### Moyen-Âge
Plancoët est issu d'un découpage de la paroisse de l'Armorique primitive de Pluduno,[réf. à confirmer].
Le premier château est construit au XIe siècle à l'endroit où l'Arguenon cesse d'être navigable et où se trouve le premier passage à gué possible depuis la mer.
En 1223, Rolland de Dinan, chevalier, seigneur de Montafilan, donna à l'Abbaye de Saint-Sulpice-des-Bois, une rente annuelle et perpétuelle sur les moulins de Plancoët.
Le château de Plancoët fut rasé en 1389 sur ordre du duc de Bretagne Jean IV, servant ensuite de carrière.

### Temps modernes
A. Marteville et P. Varin, continuateurs d'Ogée, écrivent que « Plancoët est dominé par une éminence qu'on nomme le Tertre de Brandfer. Elle a 86 mètres 16 centimètres d'élévation au-dessus de la tablette du quai de Plancoët. Son sommet a toujours été, depuis près de quatre siècles, couronné d'un moulin à vent. C'était sur ce tertre qu'avant la Révolution de 1789 on exécutait les arrêts de la haute justice de Plancoët. Une potence était placée sur un mamelon situé à environ 100 mètres au nord de ce moulin qu'on voit encore aujourd'hui [en 1853], et du pied duquel on jouit d'un superbe panorama ».
Une statue miraculeuse de la Vierge fut trouvée dans une fontaine en 1644 ; la vénération qu'elle suscita immédiatement provoqua l'installation en 1647 d'un couvent de Dominicains, dont la chapelle de Nazareth, située alors en Corseul, devint une dépendance. Le faubourg de ce nom fut annexé par Plancoët en 1842.

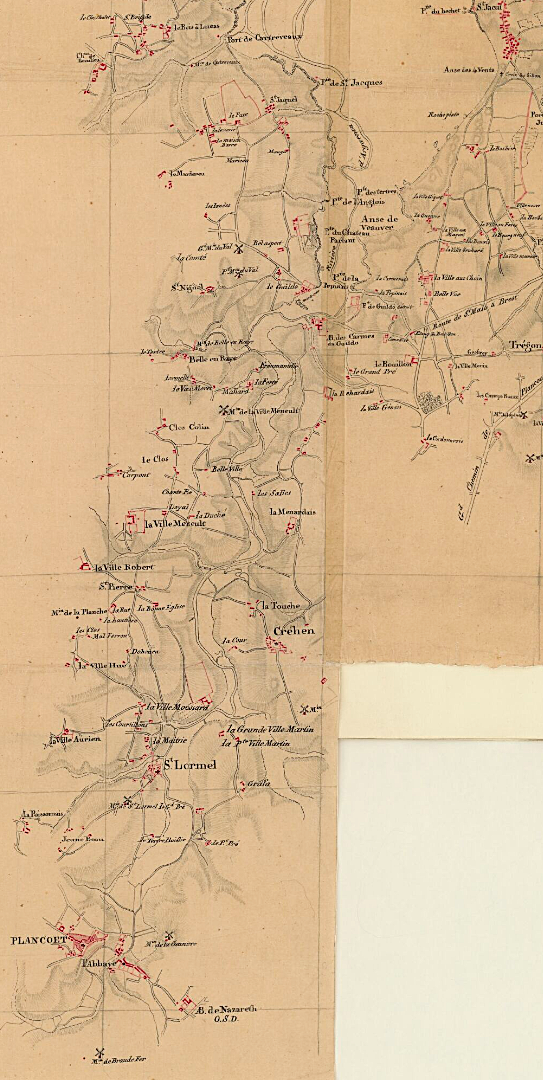
Carte de la partie navigable de l'Arguenon entre Le Guildo et Plancoët datant de la fin du XVIIIe siècle.

Jean-Baptiste Ogée décrit ainsi Plancoët en 1778 :

« Plancoët ; sur la route de Saint-Malo à Lamballe, et sur la rivière d'Arguenon ; à 8 lieues à l'Est de Saint-Brieuc , son évêché ; à 13 lieues un quart de Rennes ; et à 4 lieues et demie de Lamballe , sa subdélégation. Il s'y tient un marché tous les samedis de chaque semaine, et une foire par chaque année. Cette paroisse ressortit à Jugon, et compte 600 communiants : la cure est à l'Ordinaire. (..) Plancoët est une petite ville fort longue, coupée par la rivière d'Arguenon, et dont partie est dans la paroisse de Corseul, terminée, de ce côté-là , par la maison des Jacobins de Nazareth, fondée l'an 1648. Cette ville, qui ne paraît pas avoir jamais été close , avait un château pour défendre le passage de la rivière, qui fut pris et rasé par le duc Jean IV en 1389. Il y a environ trente-six ans qu'il y paraissait encore des restes d'une tour carrée , dont on ne voit plus rien (..). »

« Un bras de mer amène des navires de soixante à quatre-vingt tonneaux jusque dans le centre de la ville de Plancoët. Autrefois le grand chemin ferré, nommé le chemin Chaussée, prolongeait Plancoët d'un bout à l'autre, sans qu'il en paraisse rien aujourd'hui. Il en est peu comme celui-là, qui, après dix-huit cents ans, se soit conservé de façon à en reconnaître toute la beauté et la solidité, dans une continuité de cinq lieues, c'est-à-dire , depuis Yffiniac jusqu'à Hennen, où il semble entrer dans les terres labourées, et que le seul soc de la charrue retrouve quelquefois, en sorte qu'il disparaît là, et ne se retrouve plus qu'au Couvent de Nazareth, où il est beau et solide jusqu'aux approches de Montafilan, au territoire de Corseul, où il disparaît totalement. »

Jean-Baptiste Ogée énumère aussi les maisons nobles et seigneuries exerçant leurs justices seigneuriales dans la paroisse : Plancoët, la Hunaudaye [en Plédéliac], Montafilan [en Corseul] (au comte de Rieux), l'Argentaye et la Ville-Meneuc [tous les deux en Saint-Lormel] disposent de la haute justice ; Carpiquet, la Hersardais, la Lande-Gruel, le Plaisir, le Trait, la Ville-Varet, le Veau-Joyeux et le Vaumadeuc [ce dernier en Pléven] de la moyenne justice ; il indique aussi que le prieuré de Saint-Maur de Plancoët dépend de l'Abbaye de Saint-Jacut.
La seigneurie de Plancoët, annexée, comme Montafilan, par la baronnie de la Hunaudaye, dont le titre provenait du château de la Hunaudaye, était possédée depuis 1631 par la famille de Rieux, puis fut achetée en 1783 par la famille la Moussaye-Carcouët et devint l'année suivante la propriété 
de Joseph de Talhouët de Boishorand. Ce fut avant la Révolution un important centre judiciaire, en raison du grand nombre de paroisses en ressortissant et son greffe était d'un très bon rapport pour le baron de La Hunaudaye. Avant 1739 une tour carrée contrôlait le passage de l'Arguenon et les navires étaient astreints au "devoir de quillage et de bienvenue"  vis-à-vis du châtelain dont le montant était de 3 sols par bateau ; le baron avait aussi le droit de bris des bateaux faisant naufrage à hauteur des paroisses de Saint-Lormel et Pluduno.
La famille Lesquen-Largentaye, qui disposait donc d'un droit de haute justice, possédait aussi un droit seigneurial auquel devaient se soumettre tous les bateliers naviguant sur l'Arguenon, sous peine d'une amende : ils devaient chanter "Salut et joie à M. de Largentaye" ; il existait une chaîne qui barrait la rivière à ceux qui ne se seraient pas acquittés de ce devoir.
Le 7 février 1782 le comte de Bedée, acheta la baronnie de Plancoët et, pour rentrer dans ses frais, s'occupait de la ville qui vivotait. Il obtint des États de Bretagne que la route allant de Dinard à Quiberon passât par Plancoët (au lieu de Matignon) et fit paver la traversée de la localité. Il obtint aussi la création de deux foires, ce qui favorisa le commerce. « En 7 ans, les maisons en pierre et les toits en ardoises remplacèrent les maisons couvertes en chaume.

### Révolution française
Le corps politique de Plancoët en vue des États généraux de 1789 se réunit le 29 mars 1789 sous la présidence de Julien-René Bameulle, sieur de Lantillais, sénéchal de la seigneurie de Plancoët et de la baronnie de la Hunaudaye, en présence de 56 paroissiens ; Gambier de la Maisonneuve fut élu pour représenter la paroisse à l'assemblée du tiers-état de la sénéchaussée. Un cahier de doléances fut rédigé.
Plancoët devient une commune et un chef-lieu de canton en 1790 et inclus dans le district de Dinan et en l'an VIII, sous le Consulat, incorporé à l'arrondissement de Dinan.
Alexis Chenu était recteur de Plancoët depuis 1764, mais il dut se retirer car il refusa en 1791 de prêter serment à la Constitution civile du clergé et devint donc prêtre réfractaire et remplacé par Trobert, prêtre assermenté, aussi recteur de Saint-Lormel ; la paroisse fut â partir de la Terreur sans prêtre jusqu'au Concordat.
Un état du 10 novembre 1796 signale l'église de Plancoët, alors désaffectée et privée de son mobilier religieux, comme mesurant 45 pieds de long, en bon état, sans emploi, mais pouvant servir de magasin.
Le 22 messidor an III (10 juillet 1795) une bande d'environ 300 chouans occupa brièvement Plancoët.
En 1799 le colonel chouan Toussaint de Pontbriand occupa, lors d'une reprise des combats, Plancoët, Jugon et Matignon entre le 31 décembre 1799  et ie 26 janvier 1800; mais il se résigna à demander la paix : un traité fut signé  à Plancoët le 11 février 1800 et ratifié avec le général La Barolière le 13 février 1800 au château du Chêne-Ferron (en Saint-Carné). Toussaint de Pontbriand occupa à nouveau Plancoët pendant les Cent-Jours en juin et juillet 1815.

### LeXIXesiècle
Une ordonnance royale en date du 18 juin 1817 crée deux foires à Plancoët qui se tiendront les 4 mai et 4 août.

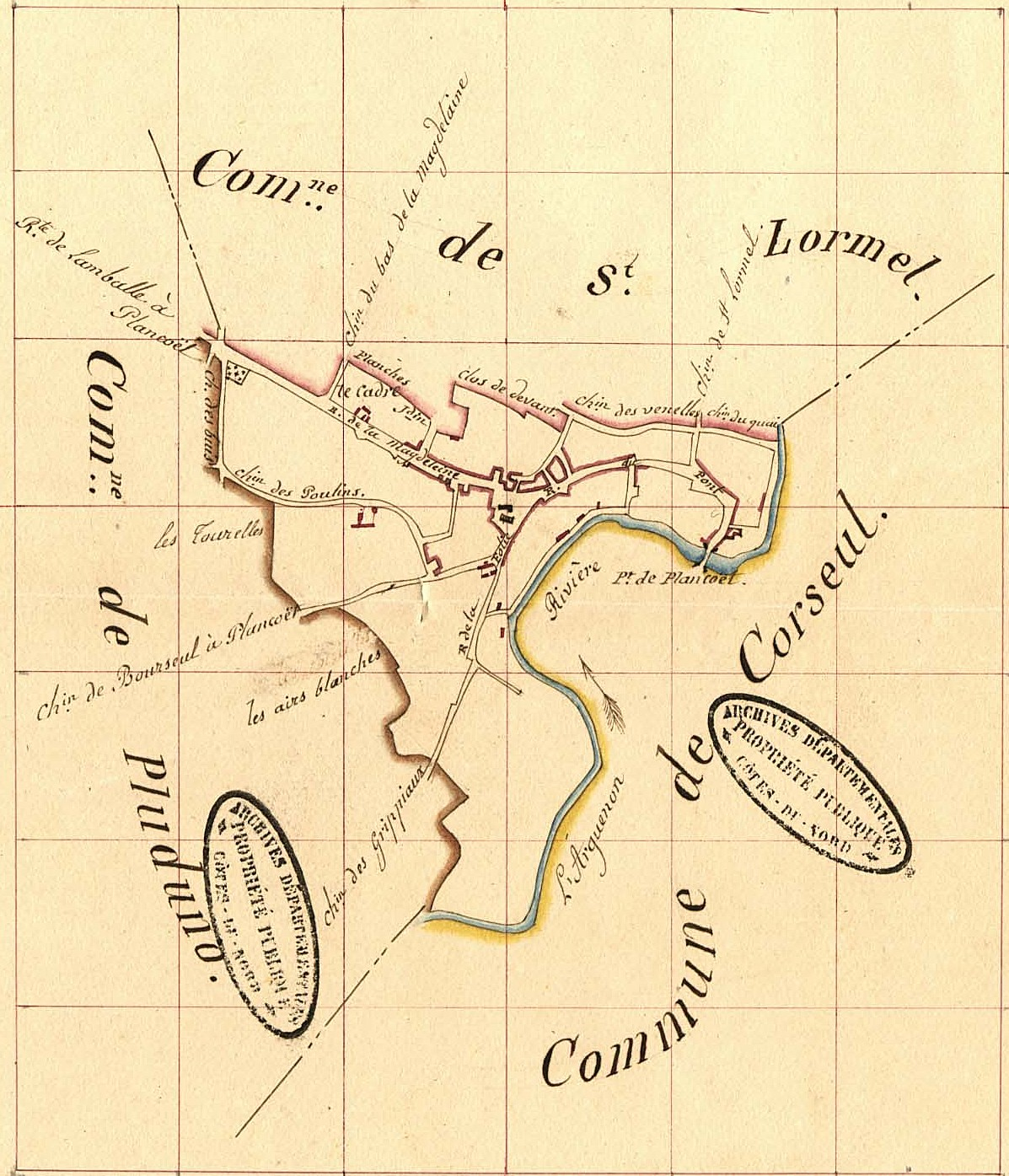
Plancoët ː tableau d'assemblage du plan cadastral de 1827 (une commune de toute petite superficie).

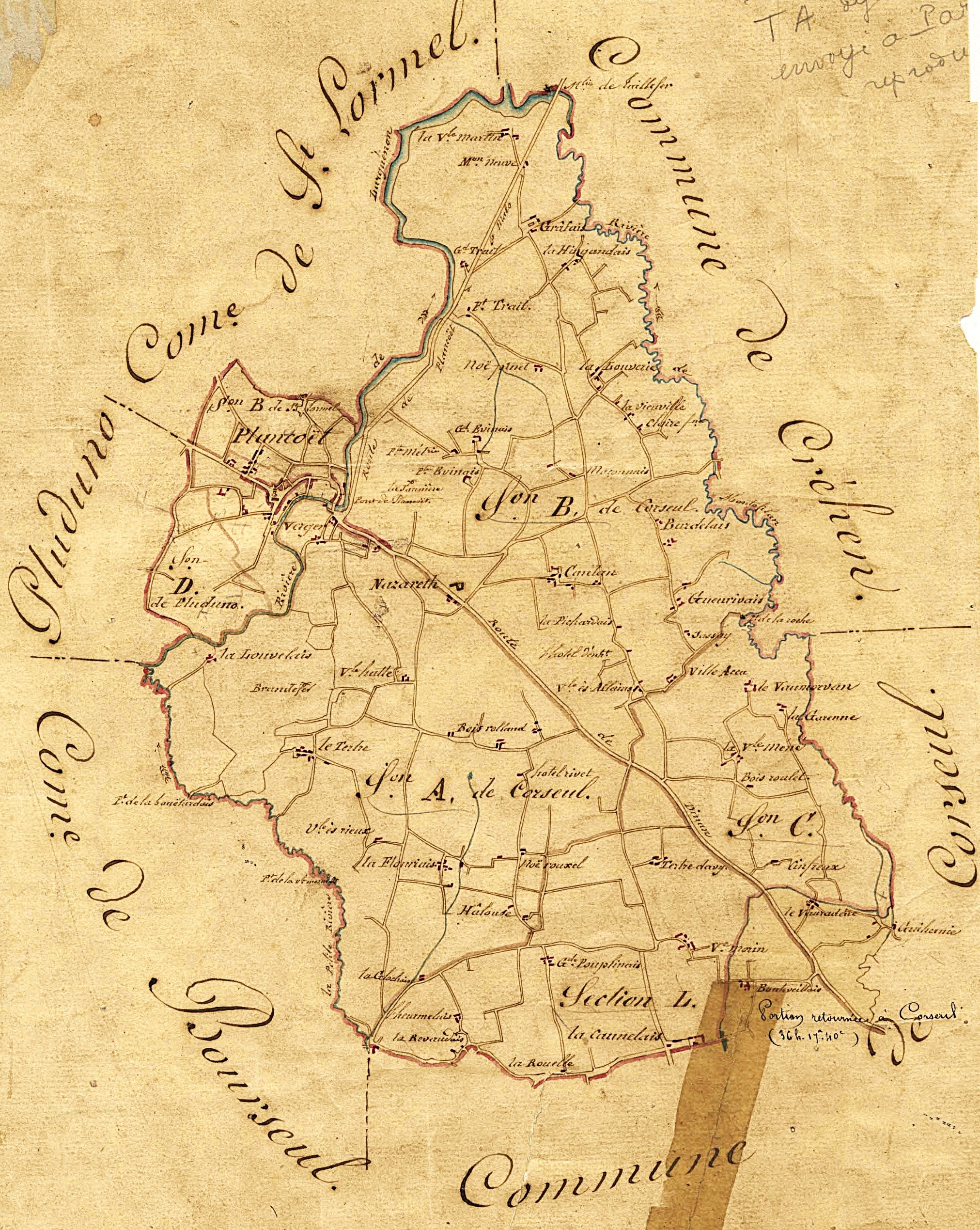
Plancoët ː tableau d'assemblage du plan cadastral de 1841 (après l'agrandissement territorial).

Le territoire communal de Plancoët était si petit qu'une partie de la ville se trouvait, au début du XIXe siècle, dans la commune voisine de Corseul et une autre partie dans celle de Saint-Lormel : cette dernière commune cède à Plancoët par la loi du 18 mars 1841 le village de la Gaterie et la zone récemment urbanisée proche de leur limite communale, Pluduno le village du Verger et Corseul 20 villages, dont celui de Nazareth.
A. Marteville et P. Varin, continuateurs d'Ogée, décrivent ainsi Plancoët en 1853 :

« Plancoët (sous l'invocation de saint Sauveur) : commune formée de l'ancienne paroisse de ce nom ; aujourd'hui cure de 2ème classe ; chef-lieu de perception; bureau de l'enregistrement; recette des douanes ; bureau de poste ; brigade de gendarmerie à cheval. (..) Principaux villages : le Cadre, Beauséjour, Nazareth, la Corbinais, la Porte-du-Clos. Superficie totale 30 hectares 34 ares, dont (..) terres labourables 13 ha, prés et pâturages 5 ha, vergers et jardins 6 ha [ces statistiques sont celles d'avant 1841, année où le territoire communal a été agrandi par des terrains pris à la commune de Pluduno et de la section de Nazareth, avant située en Corseul] (..). Un moulin. Plancoët est une petite ville bâtie sur un coteau incliné au levant, et formée pour ainsi dire d'une seule rue mal alignée, et qui est comprise tout entière dans la route de Lamballe à Dinard. La rivière l'Arguenon, qui la traverse, sépare l'ancien Plancoët de la partie nouvellement réunie à la ville, et qui jadis appartenait à la commune de Corseul. Plancoët a deux paroisses : l'une est l'ancienne église paroissiale, actuellement cure, l'autre est la succursale de Nazareth, qui est sous l'invocation de la Vierge. (..) Plancoët a un fort marché tous les samedis. On y vend grains de toutes espèces, beurre, œufs, volaille, gibier, poisson, viande, mercerie, taillanderie, quincaillerie, cuirs, etc.. Sa situation sur le bord de la rivière et sur la grand'route de Saint-Malo à Lorient, ainsi que sur celle de Dinan à Matignon, est très avantageuse pour son commerce, qui est très étendu. On y voit un four à chaux, plusieurs tanneries, des magasins d'épiceries, toiles, étoffes, cotons, blancs, rouenneries, comestibles, etc.. (..) Géologie : granite ; quartz à la butte de Grandfer. On parle le français [en fait le gallo]. »

Ces mêmes auteurs décrivent aussi son port :

« Plancoët a un port où il vient, trois jours avant les syzygies, et quatre jours après, des navires de trente à quarante tonneaux. Aux marées des équinoxes, on en voit quelquefois arriver de soixante et soixante-dix tonneaux. Les registres de l'état-civil [en fait des registres paroissiaux] de la commune font foi du baptême de navires d'assez fort tonnage construits à Plancoët (..). On a déjà fait beaucoup de travaux pour l'établissement des quais, mais ils sont loin d'être achevés. Les travaux de maçonnerie commencèrent en 1827, cessèrent en 1829, furent repris en 1833, et n'ont été suspendus qu'en 1841. Des plans existent, et le gouvernement a promis des fonds pour leur continuation, principalement sur la rive droite de l'Arguenon. En creusant pour les fondations du bout nord de ce quai, on trouva les débris d'un ancien pont en bois, sans doute construit sur la voie romaine qui traversait ce pays. Les quais ont 4 m au-dessus du bas de l'eau et sont à 20 cm au-dessus des hautes marées. (..) Les principales exportations qui se font à Plancoët consistent en bois de chauffage, bois propre aux constructions maritimes, céréales, pommes de terre et cidre. Les importations consistent en ardoises, bois du Nord, sel, vins, eaux-de-vie, noir animal et charbon de terre. L'emploi des engrais de mer, qui n'a commencé que depuis 1830, va toujours en croissant. Douze bateaux sont employés à en faire le transport du Guildo sur les quais, d'où on les enlèvent pour les emporter sur les terres, souvent à plus de deux myriamètres de distance. »

Des soeurs Trinitaires ouvrent la première école de filles de Plancoët en 1843 ; une chapelle, de forme rectangulaire, est commencée en 1855 sur ordre de l'abbé Samson, fondateur de la communauté ; elle est bénie le 2 juillet 1856.
Joachim Gaultier du Mottay écrit en 1862 que Plancoët possède une école de garçons ayant 109 élèves, une école et pensionnat de filles en ayant 135 ; que « la ville est bâtie en amphithéâtre, dans une situation très pittoresque, sur les rives de l'Arguenon, qui la sépare en deux parties. Sa population est active et commerçante, et les nombreuses voitures qui la traversent lui donnent un aspect très animé » ; il indique aussi que son port accueille des chasses-marées de 60 tonneaux et en un an a reçu 118 navires transportant surtout des engrais de mer et en a fait partir 126 exportant principalement des bois de chauffage et de construction et des produits agricoles et que la ville possède 6 tanneries, un four à chaux, une usine à raffiner le sel et 4 moulins.
Ce port n'avait avant 1826 aucun ouvrage d'art. Il possédait à la fin du XIXe siècle deux quais, l'un de 193 mètres sur la rive gauche, l'autre de 112 mètres sur la rive droite. L'accès au port a été facilité en 1865 par la rectification du tracé de la rivière dont les nombreuses sinuosités gênaient le trafic et permettre aux bateaux de 80 tonneaux d'accéder ; le barrage alors construit au bout du chenal d'accès au port permet depuis à celui-ci d'être en eau en permanence.
En janvier 1877 une crue de l'Arguenon transforma en étang temporaire toute la vallée entre Jugon et Plancoët, coupant en deux le pont neuf qui venait d'être  construit et obligeant à passer par l'ancien pont, pourtant fragilisé.
Le tronçon entre Dol-de-Bretagne et Lamballe de la ligne ferroviaire de Lison et Lamballe exploitée par la Compagnie des chemins de fer de l'Ouest ouvre le 29 décembre 1879 ; Plancoët dispose désormais d'une gare.

### LeXXesiècle

#### La Belle Époque

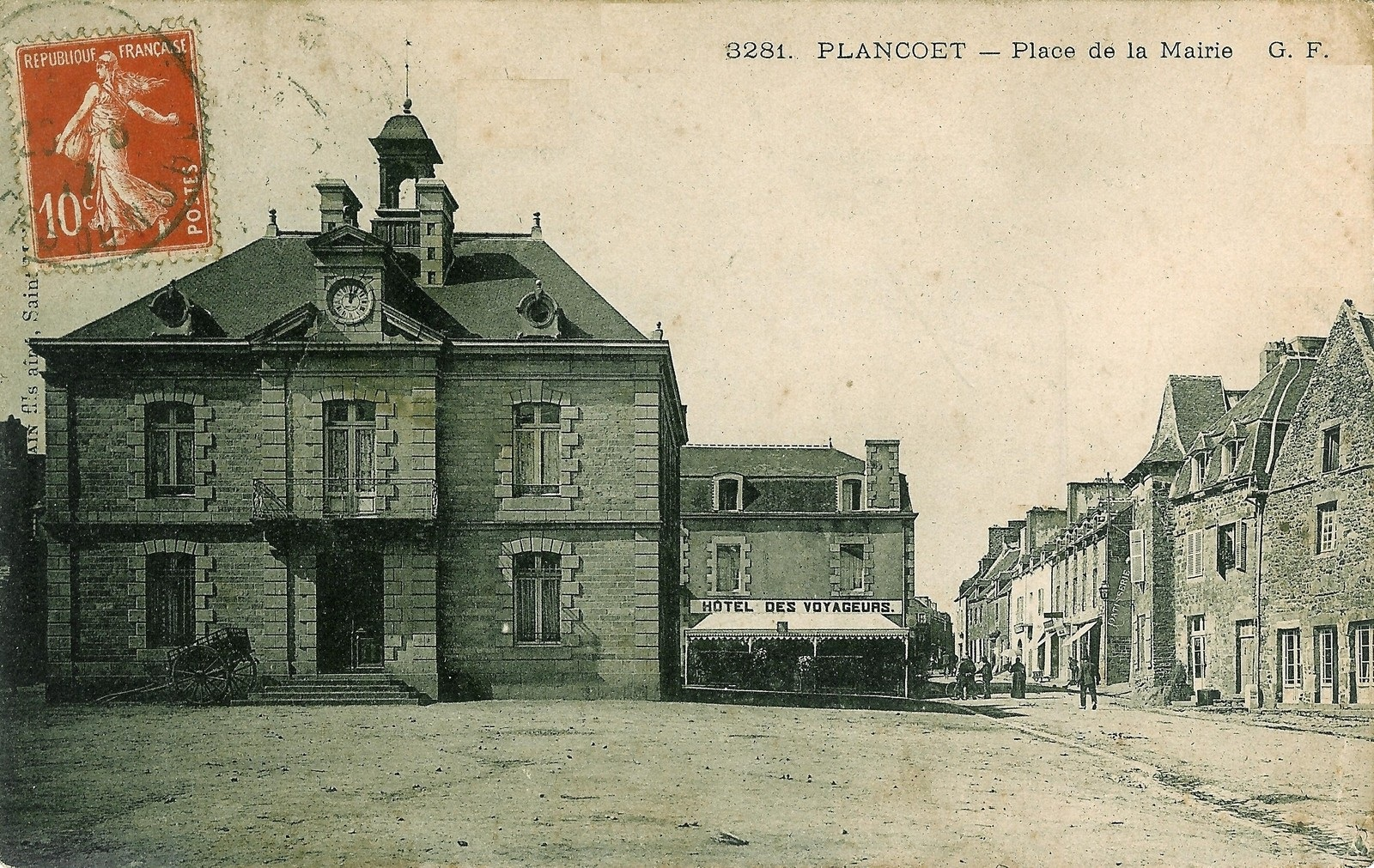
La Place de la Mairie au début du XXe siècle (carte postale).

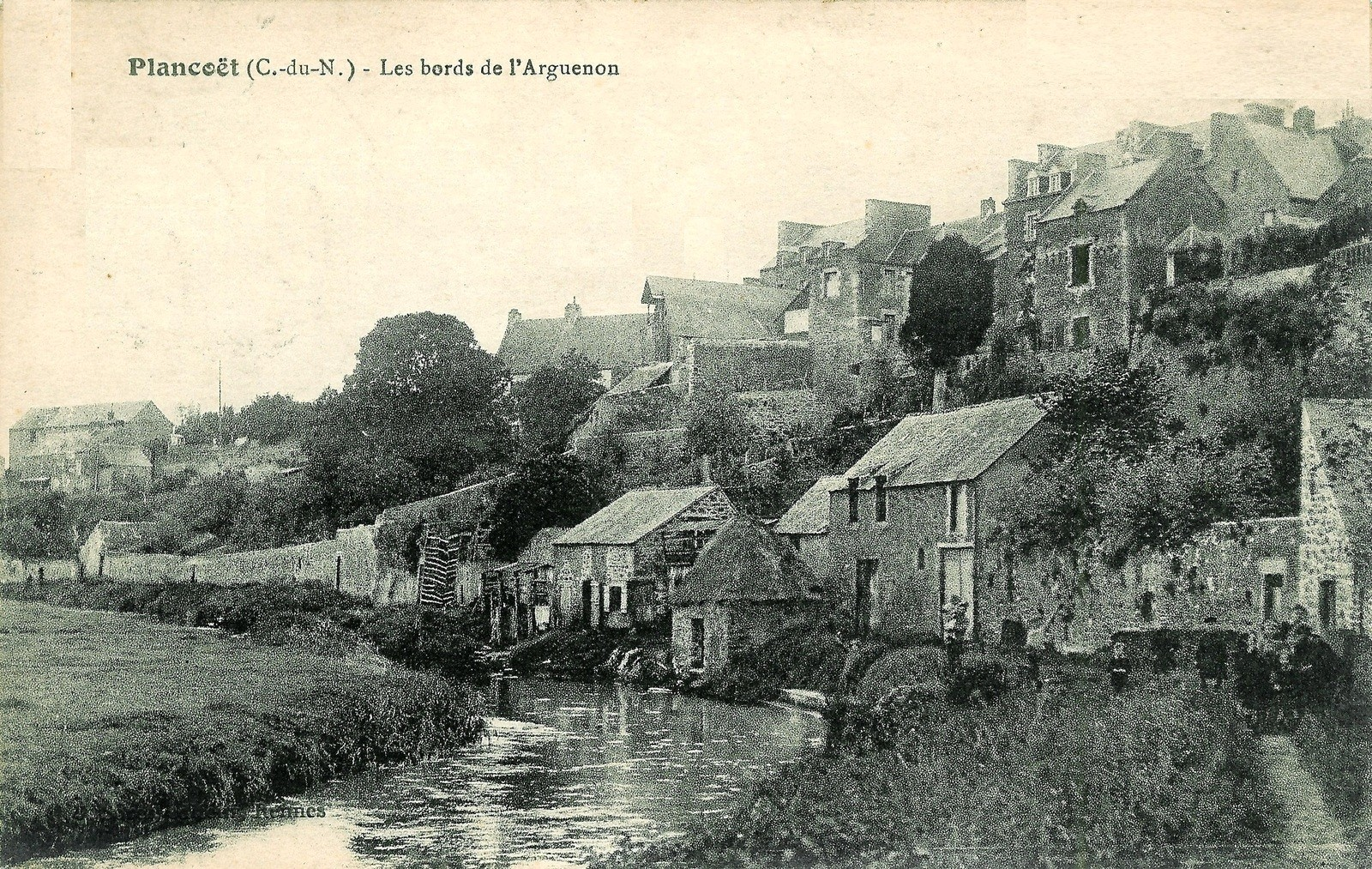
Plancoët ː les bords de l'Arguenon et les tanneries au début du XXe siècle (carte postale).

Trois marianistes d'origine alsacienne qui avaient fui leur région natale pour demeurer français et qui enseignaient à Plancoët furent poursuivis pour non respect de la loi sur les congrégations, mais acquittés par la Cour d'appel de Rennes en décembre 1903.
La fête d'inauguration de l'éclairage électrique dans le bourg de Plancoët est organisée le 8 septembre 1905.
La ligne de tramway Plancoët-Saint-Cast est mise en service le 17 septembre 1906 ; elle comprend 9 stations (Plancoët, Créhen, Ville-Genouhan, Le Guildo, La Grohendais, Les Aubénières, Matignon, Saint-Cast et l'Île Saint-Cast) et est desservie trois fois par jour, le tramway mettant 54 minutes à parcourir la totalité du parcours. Longue de 18,7 km, elle était isolée du reste du réseau auquel elle ne fut raccordée qu'en 1926 par les lignes allant d'Yffiniac à Matignon et du Guildo à Saint-Briac ; elle ferma en février 1939, rouvrant toutefois temporairement pendant la Seconde Guerre mondiale.

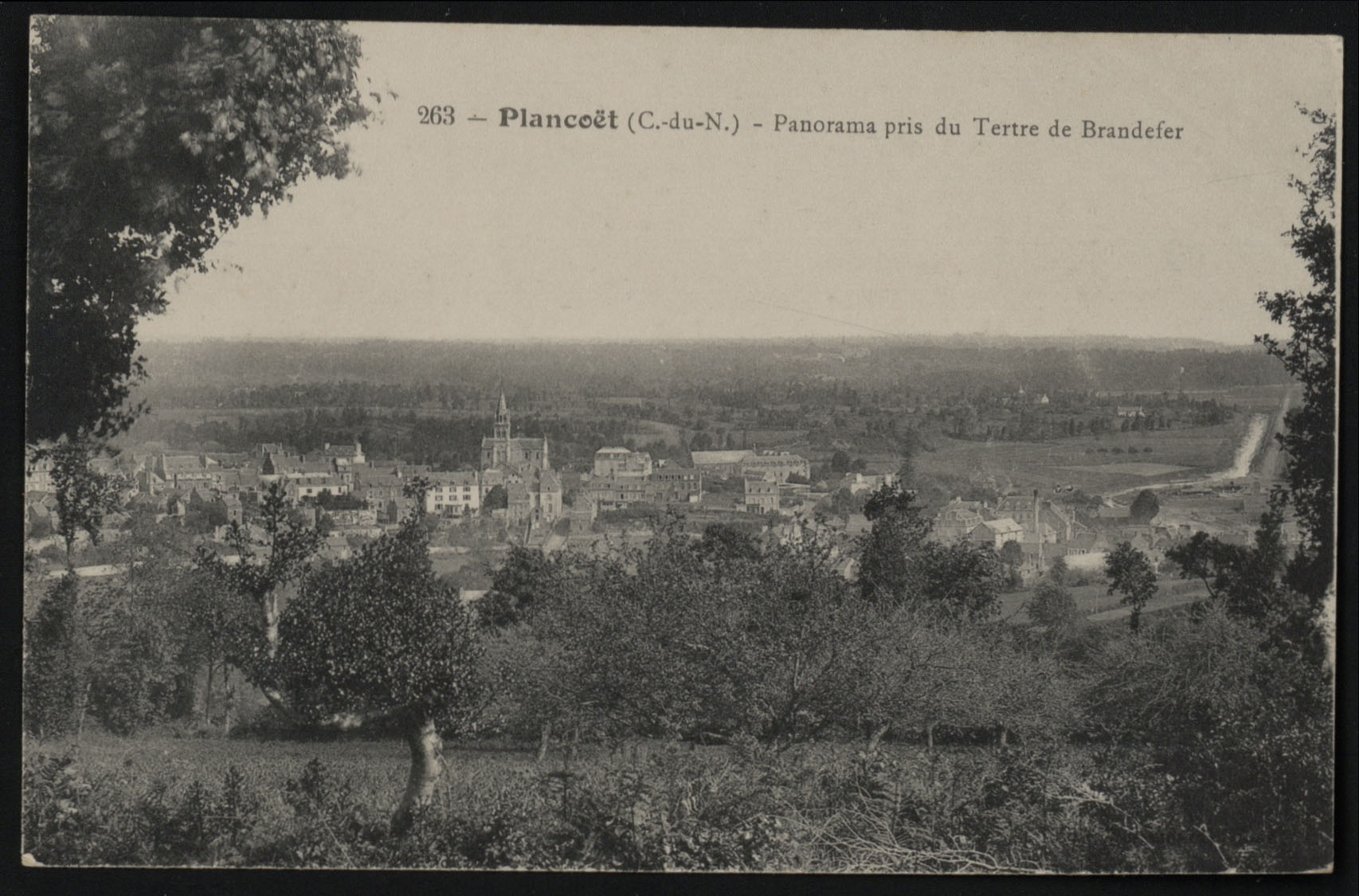
Vue panoramique de Plancoët depuis le Tertre de Brandefer vers 1910.
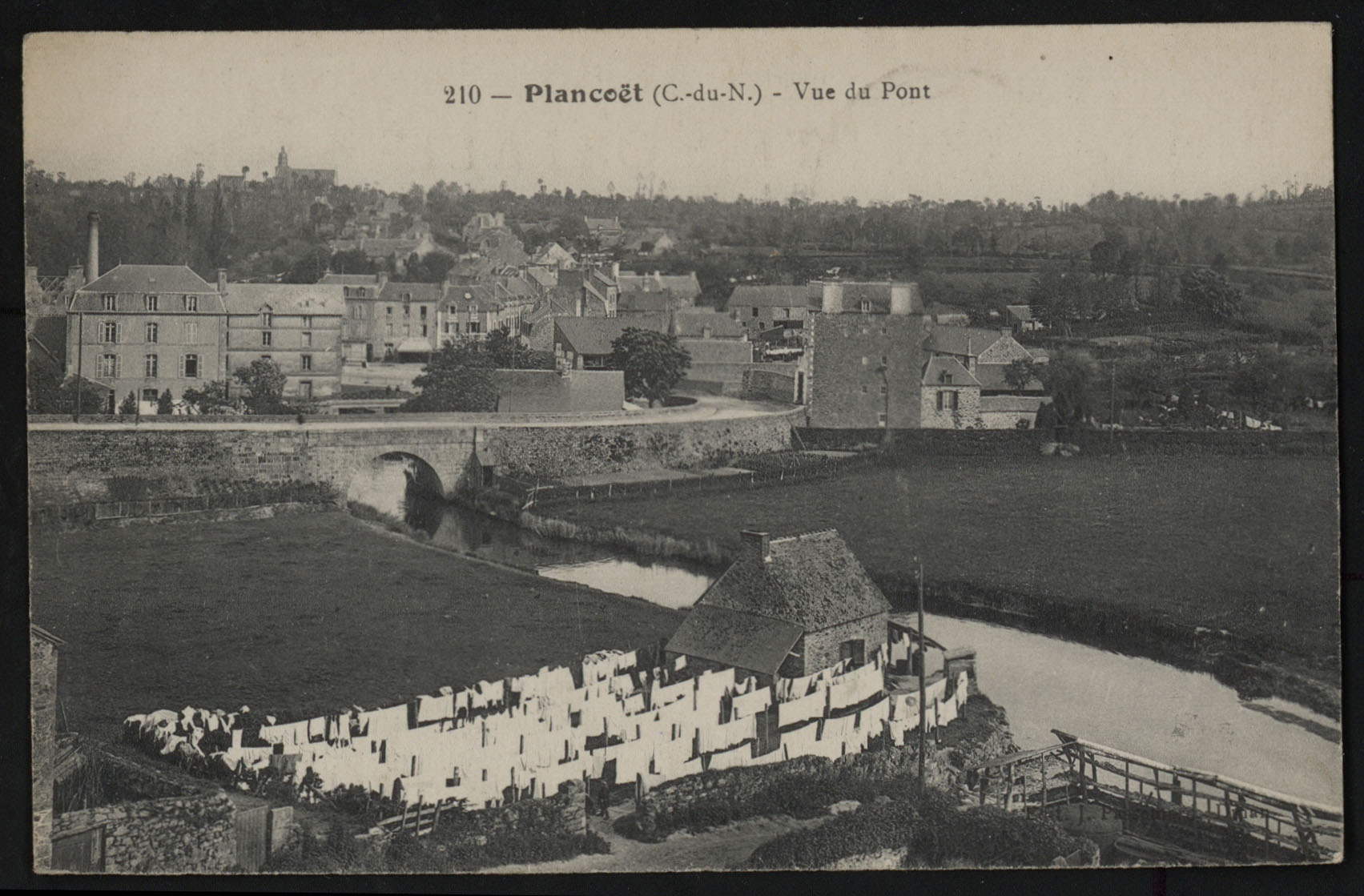
Le pont de Plancoët vers 1910.
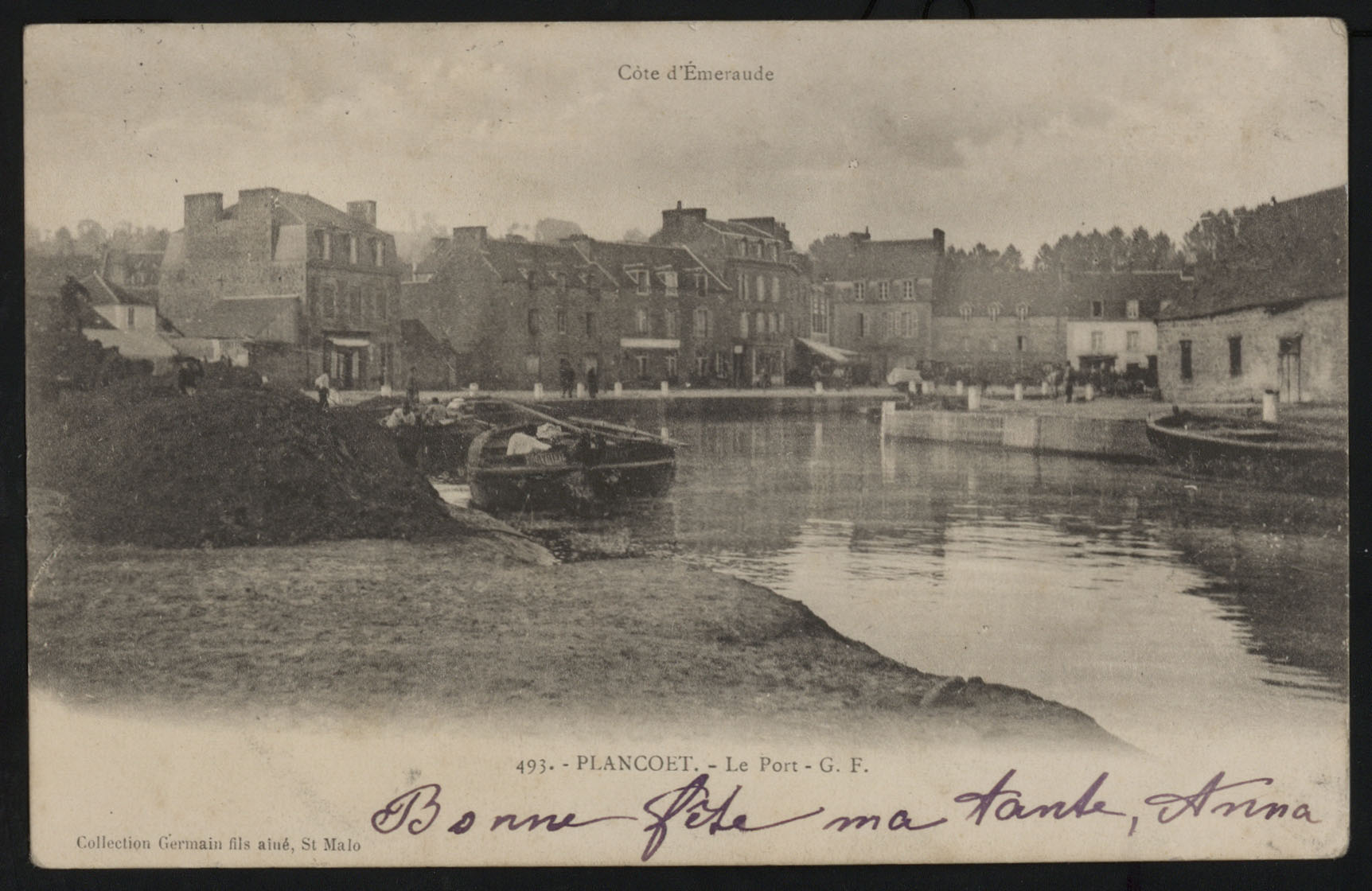
Le port de Plancoët au début du XXe siècle.
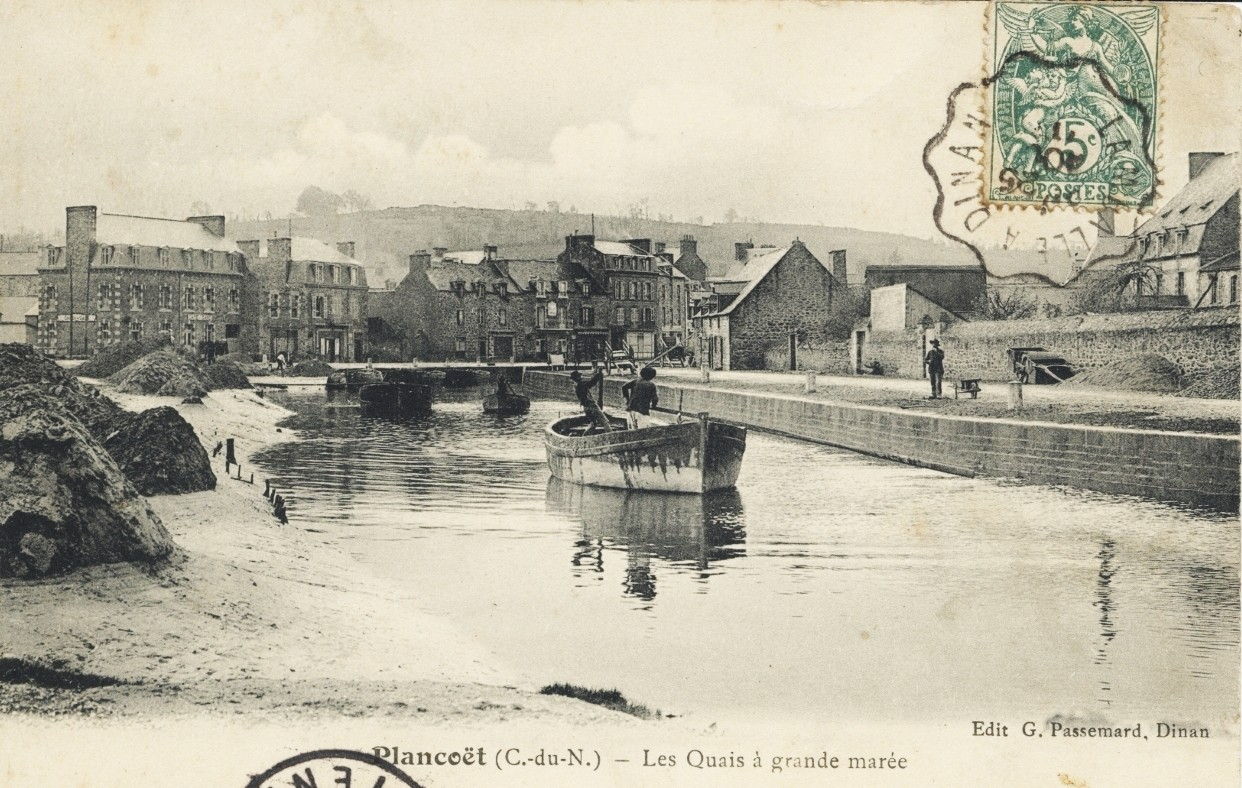
Plancoët ː les quais par grande marée au début du XXe siècle (carte postale).
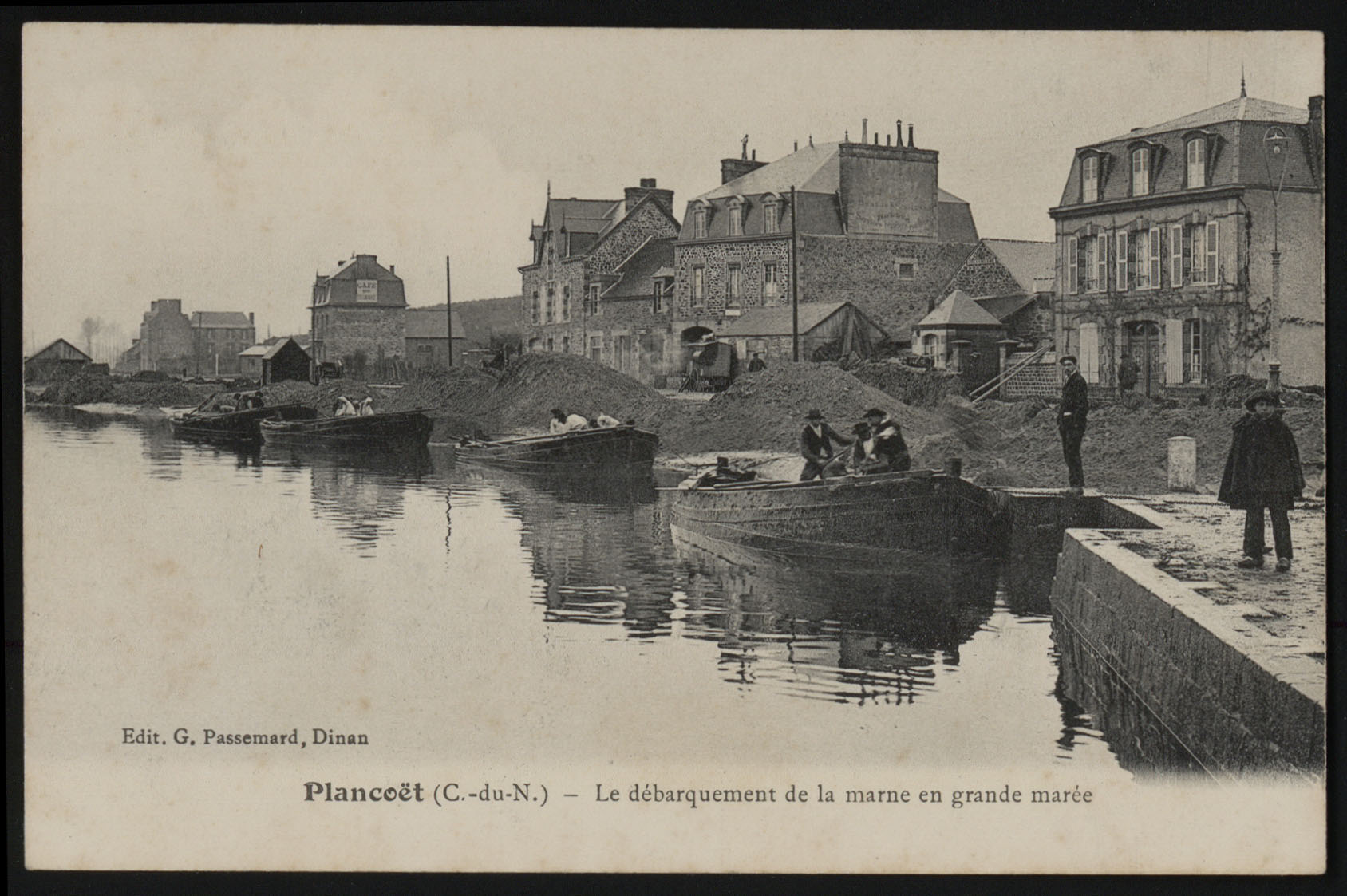
Débarquement de marne à grande marée dans le port de Plancoët.
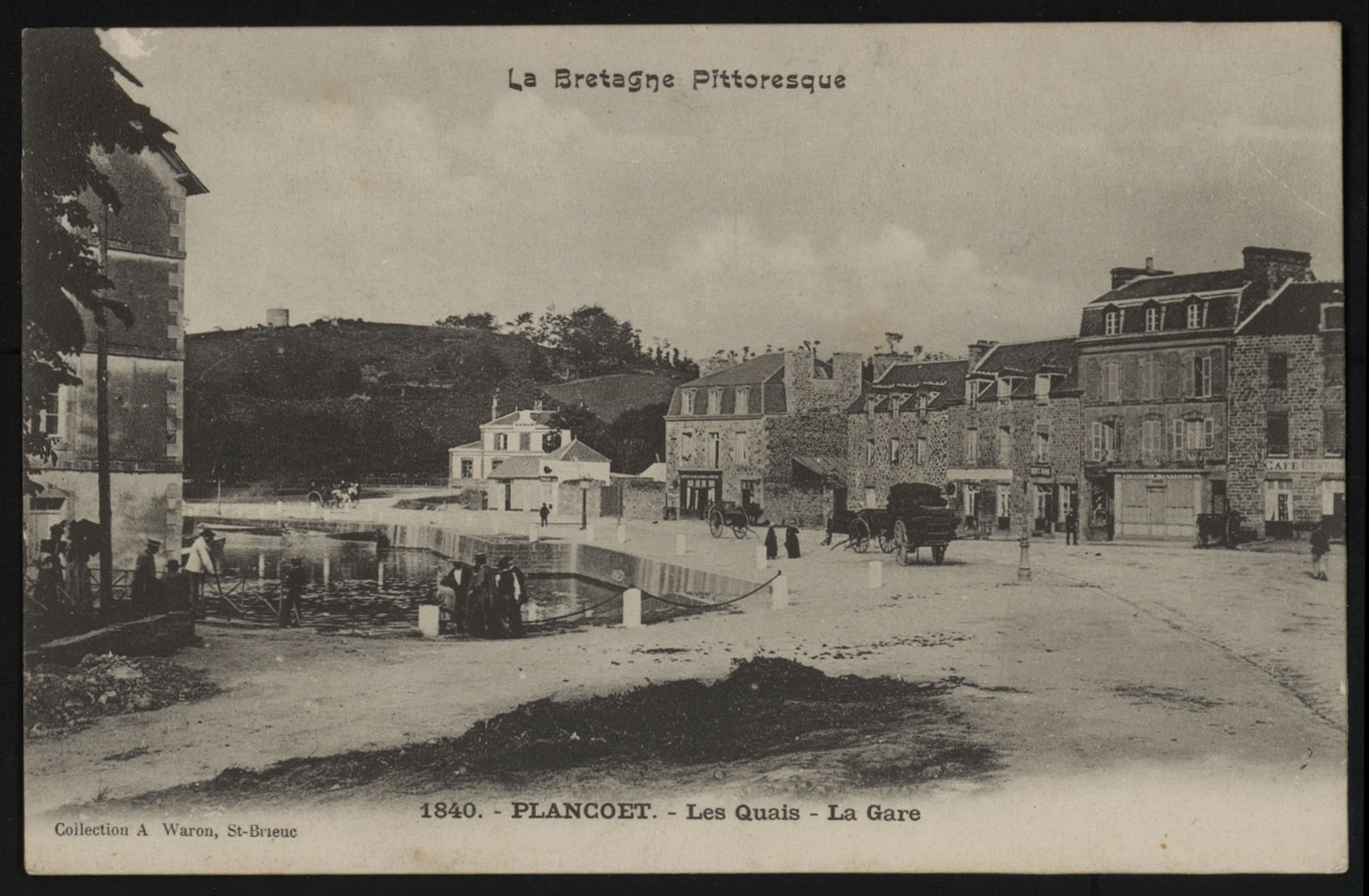
Les quais et la gare de Plancoët.
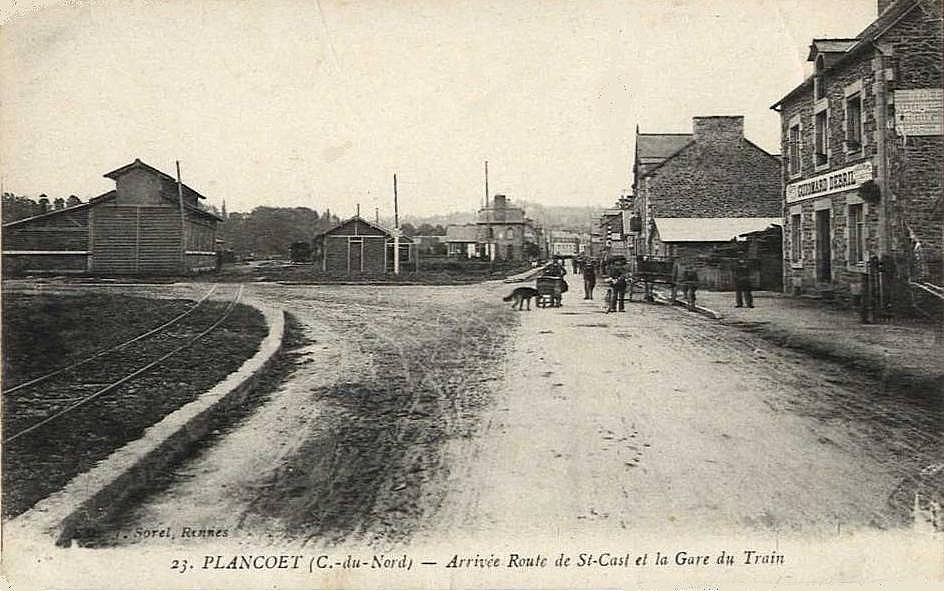
La gare du tramway et la route de Saint-Cast vers 1910 (carte postale).
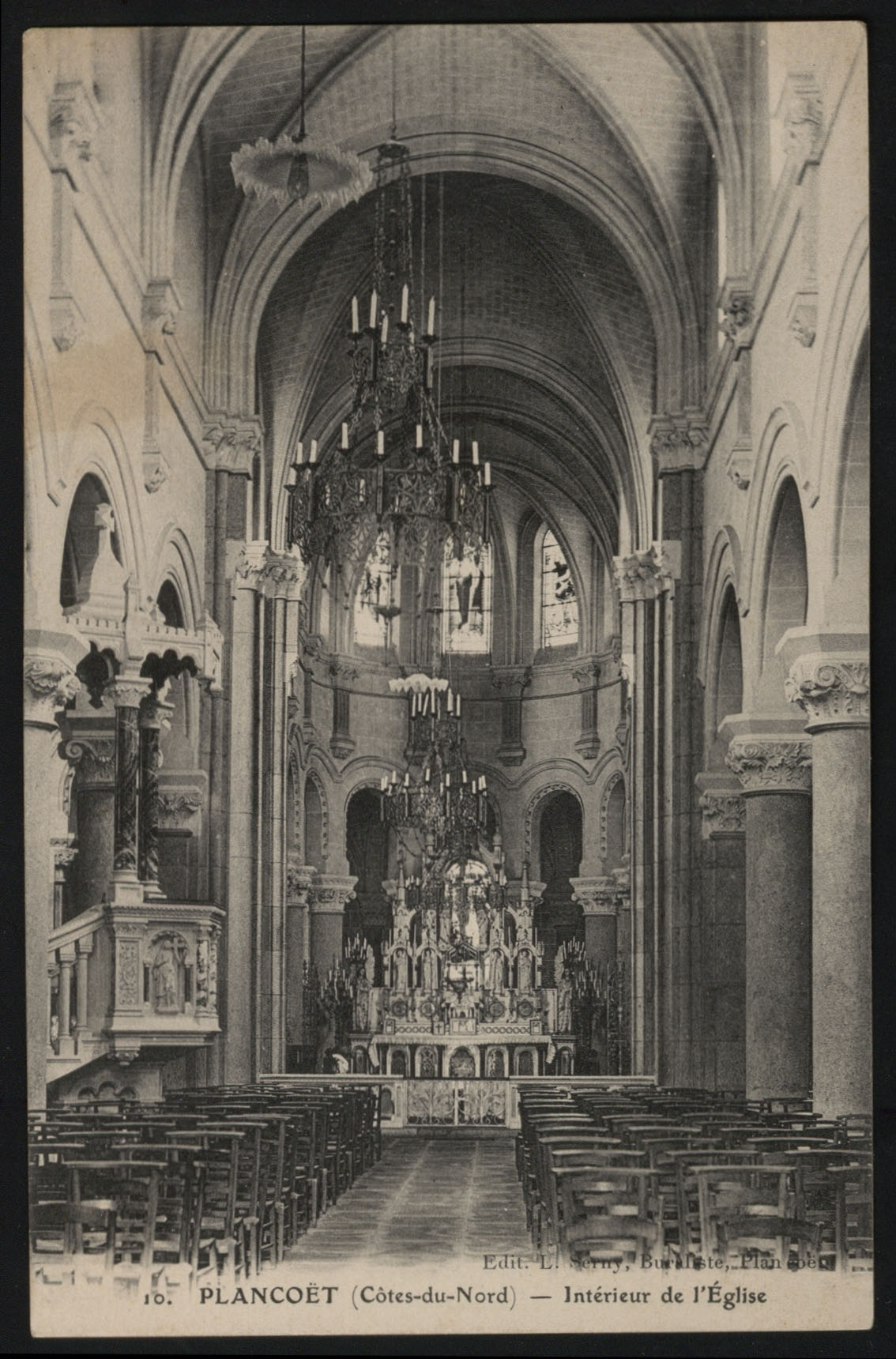
Vue intérieure de l'église paroissiale Saint-Sauveur vers 1910.
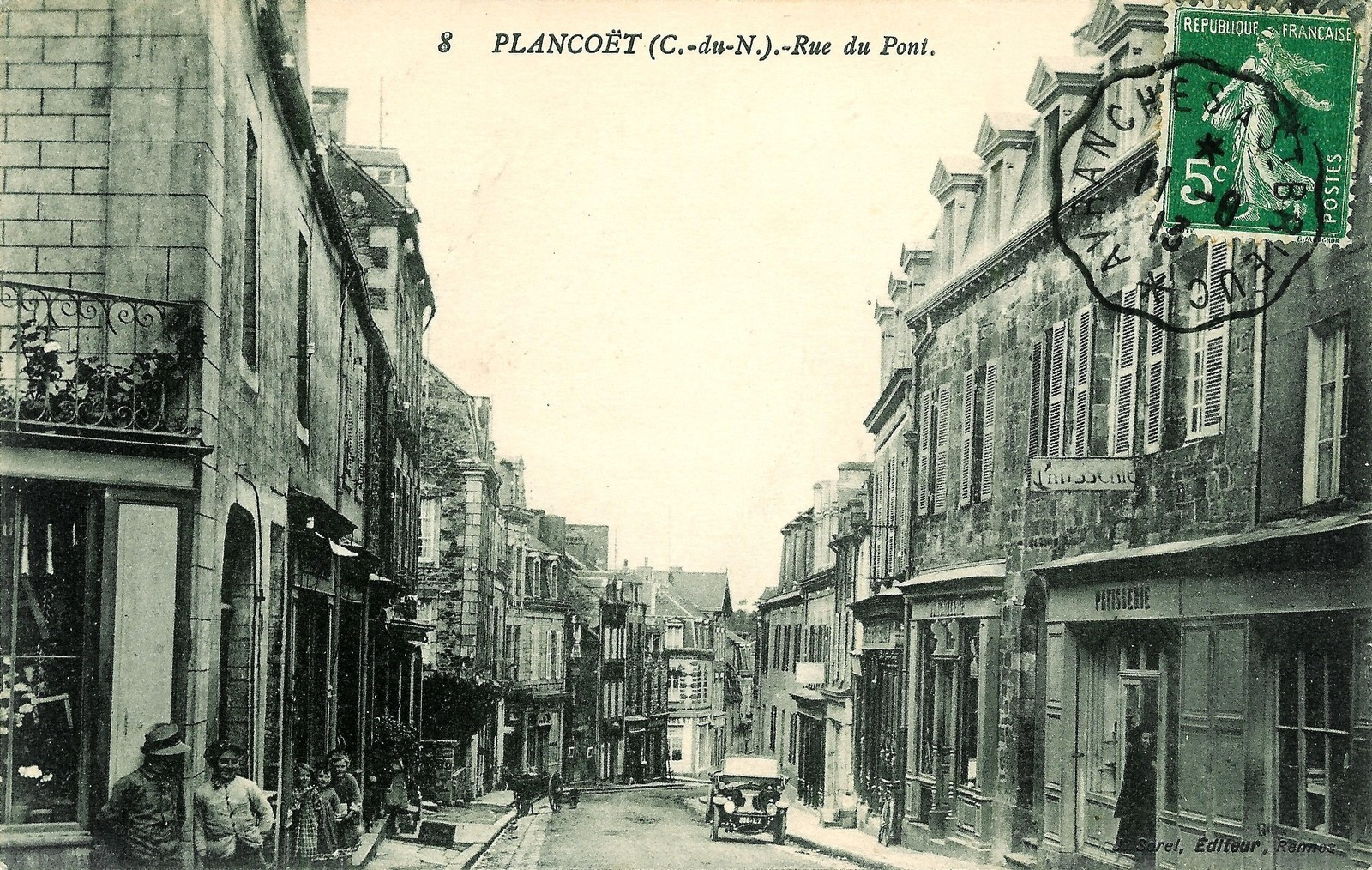
La Rue du Pont au début du XXe siècle (carte postale).
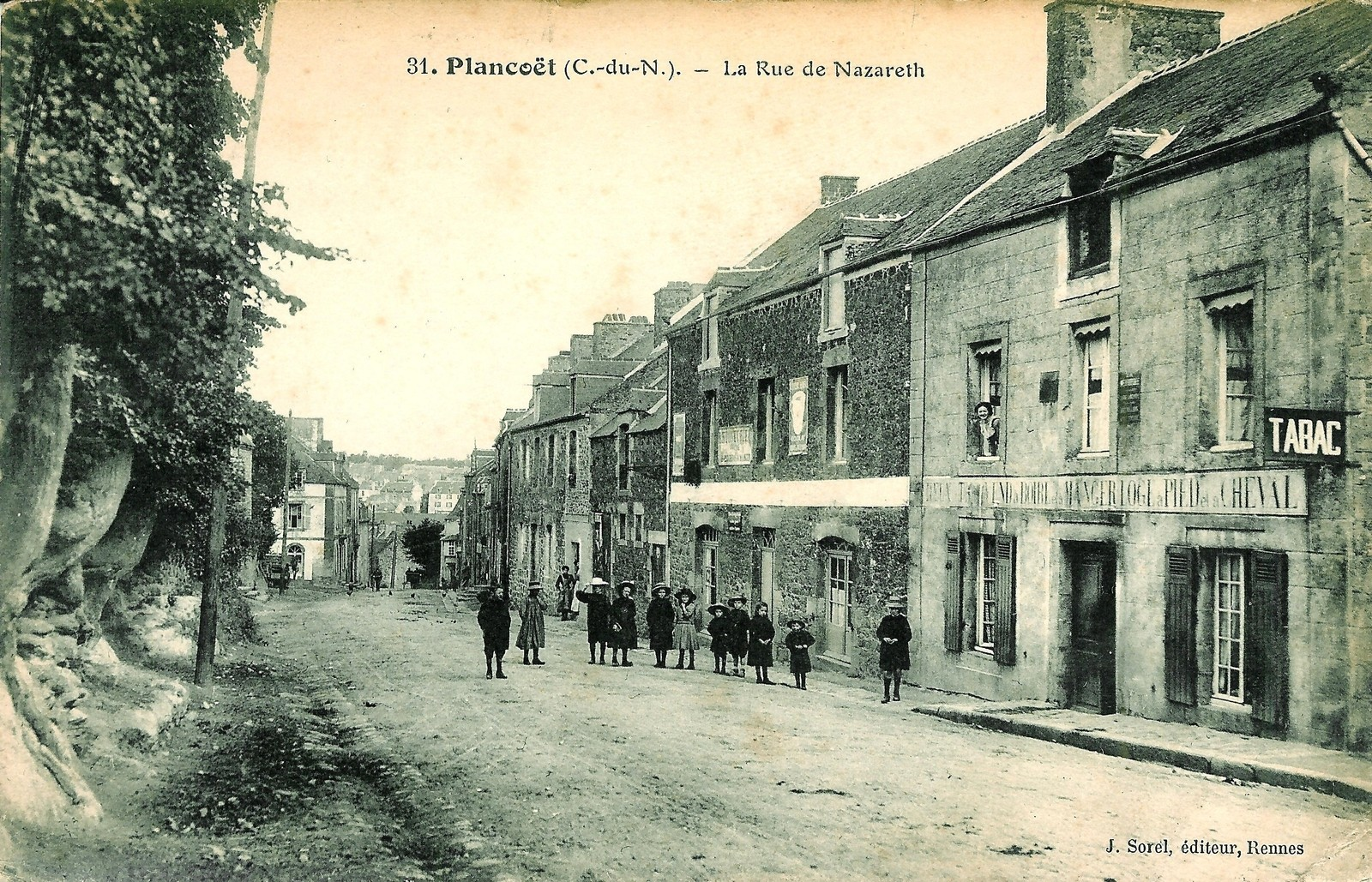
La rue principale du quartier de Nazareth au début du XXe siècle (carte postale).

Le 30 mai 1914 le président de la République Raymond Poincaré, qui faisait un voyage en Bretagne, accueilli chaleureusement par la population locale, passa la nuit dans son train présidentiel arrêté en gare de Plancoët.

#### La Première Guerre mondiale
Le monument aux morts de Plancoët porte les noms de 86 soldats morts pour la France pendant la Première Guerre mondiale ; parmi eux 4 sont morts en Belgique dont trois (Joseph Le Roux, Joseph Le Borgne et Joseph Perroquin dès le 22 août 1914 respectivement à Arsimont, Charleroi et Tamines) et François Gautier le 6 novembre 1916 à Nieuport ; Louis Ollivier et Jean Perroquin sont des marins morts en mer lors de naufrages ; Henri Léthurgeon est un marin tué à l'ennemi le 30 juin 1916 à l'entrée du port de Makry] en Grèce ; Frédéric Letort est mort de maladie le 26 octobre 1918 en Albanie ; la plupart des autres sont morts sur le sol français (dont, par exemple, Charles Grangiens, tué à l'ennemi le 26 septembre 1915 à Ville-sur-Tourbe (Marne), Adolphe Boixięre, tué le 29 mars 1915 à Mouilly (Meuse, Félix Poulain, tué en 1916, et Louis Le Boulanger, tué le (9 octobre 1918 à Dompierre (Oise), ont tous les quatre été décorés à la fois de la Médaille militaire et de la Croix de guerre) [Henri Léthurgeon et Jean Perroquin, déjà cités, ont également reçu ces deux décorations] ; François Audrain, tué le 20 août 1916 à Manonville (Meurthe-et-Moselle) et Charles Mahé, tué à l'ennemi le 20 août 1917 à Verdun ont reçu tous les deux la Médaille militaire. Une plaque commémorative se trouve également dans l'église Notre-Dame-de-Nazareth

#### L'Entre-deux-guerres
Le monument aux morts de Plancoët a la forme d'un pilier commémoratif avec des colonnettes à ses 4 angles, surmonté de la statue d'un Poilu au repos. Il porte l'inscription :"Plancoët à ses enfants morts pour la patrie 1914-1915 1939-1945" sur sa face avant. Ce monument fut inauguré le 11 décembre 1921.

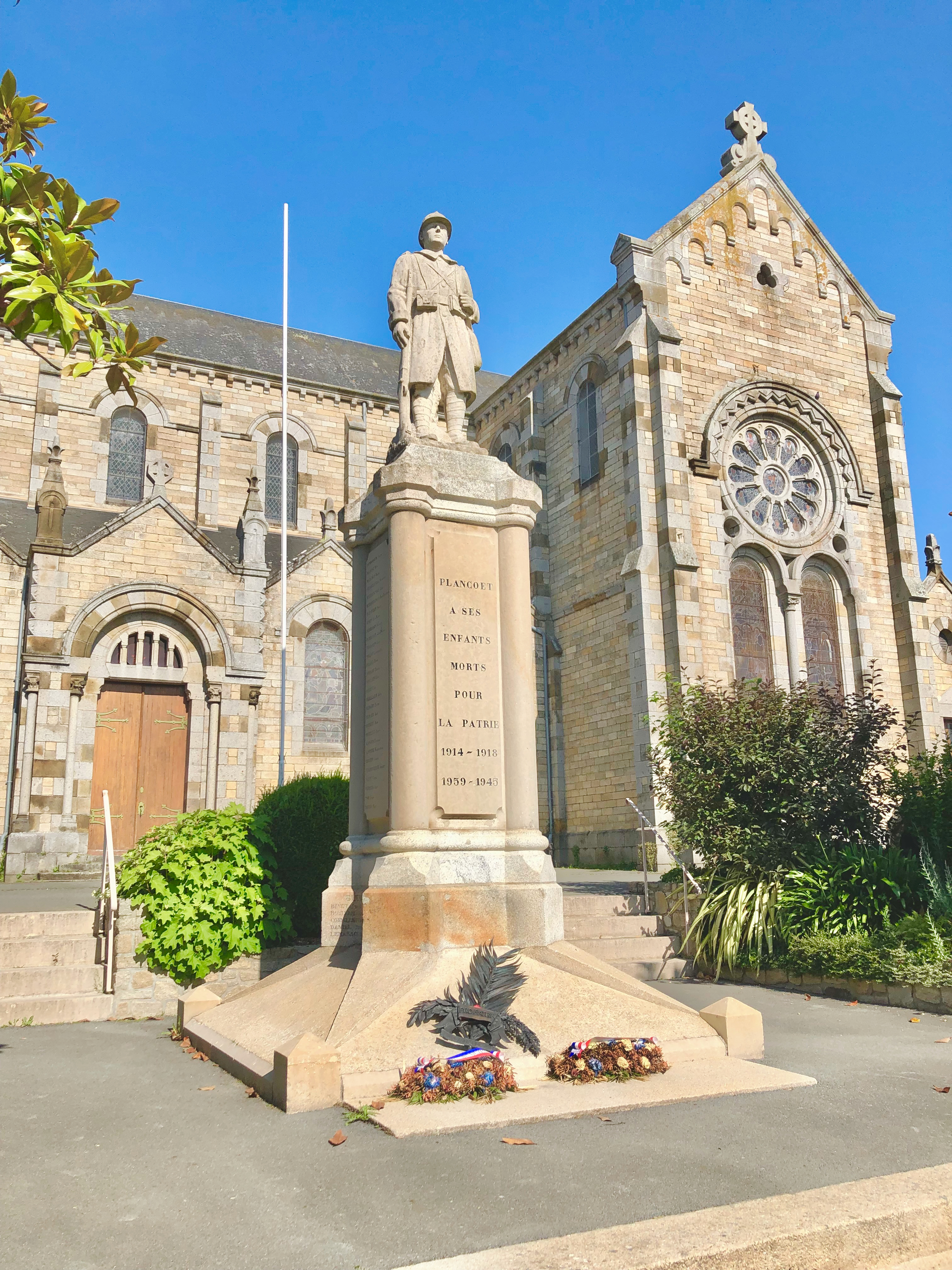
Le monument aux morts près de l'église Saint-Sauveur.
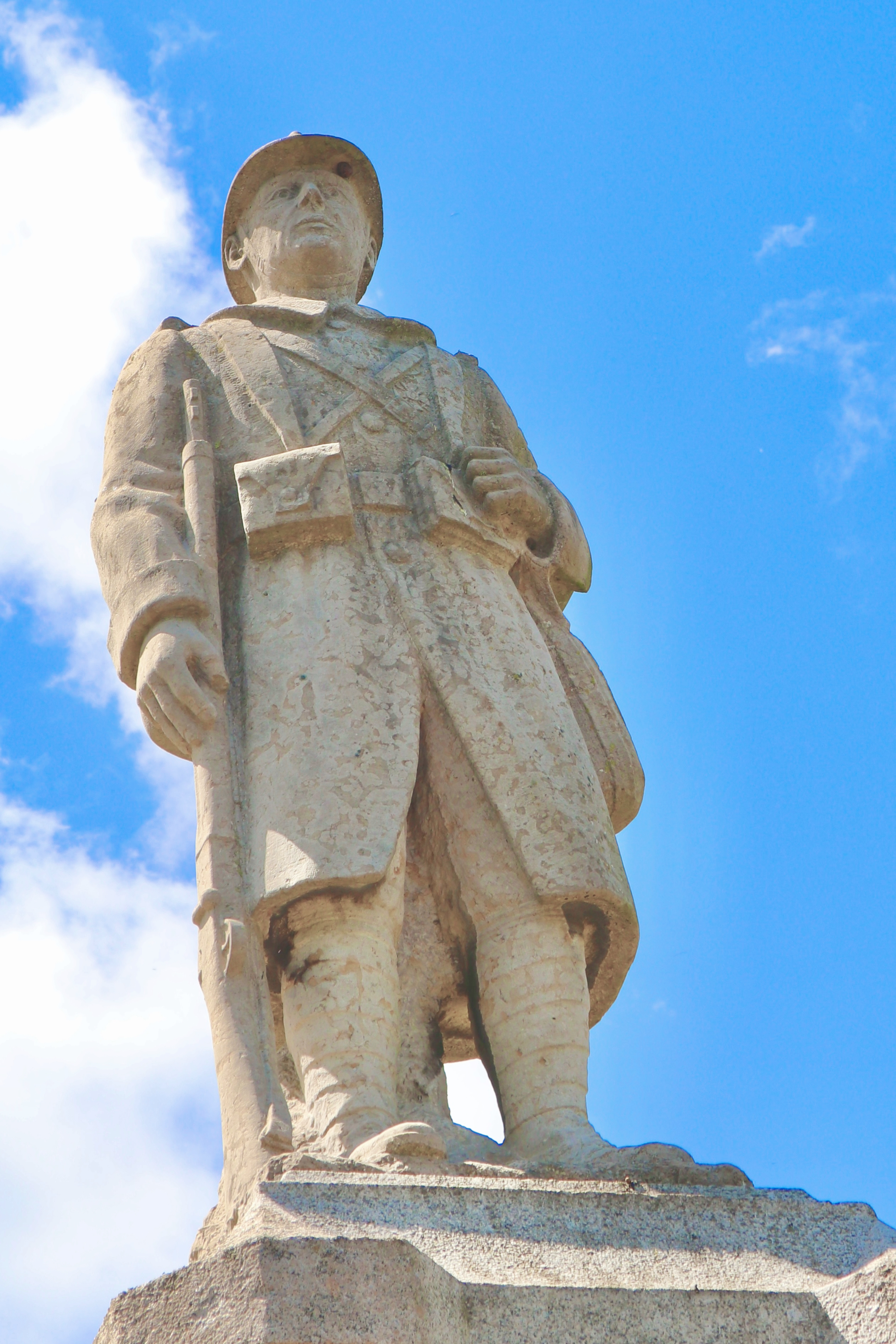
La statue du Poilu au sommet du monument.

Les travaux de construction du réseau d'adduction d'eau potable commencent en 1925.
Dès 1916 l'eau de Sassay était appréciée pour ses vertus thérapeutiques et en 1926 le docteur Chambrin, alors maire, obtient l'autorisation de la commercialiser (à partir de 1928) sous le nom « eau de table de Nazareth ».

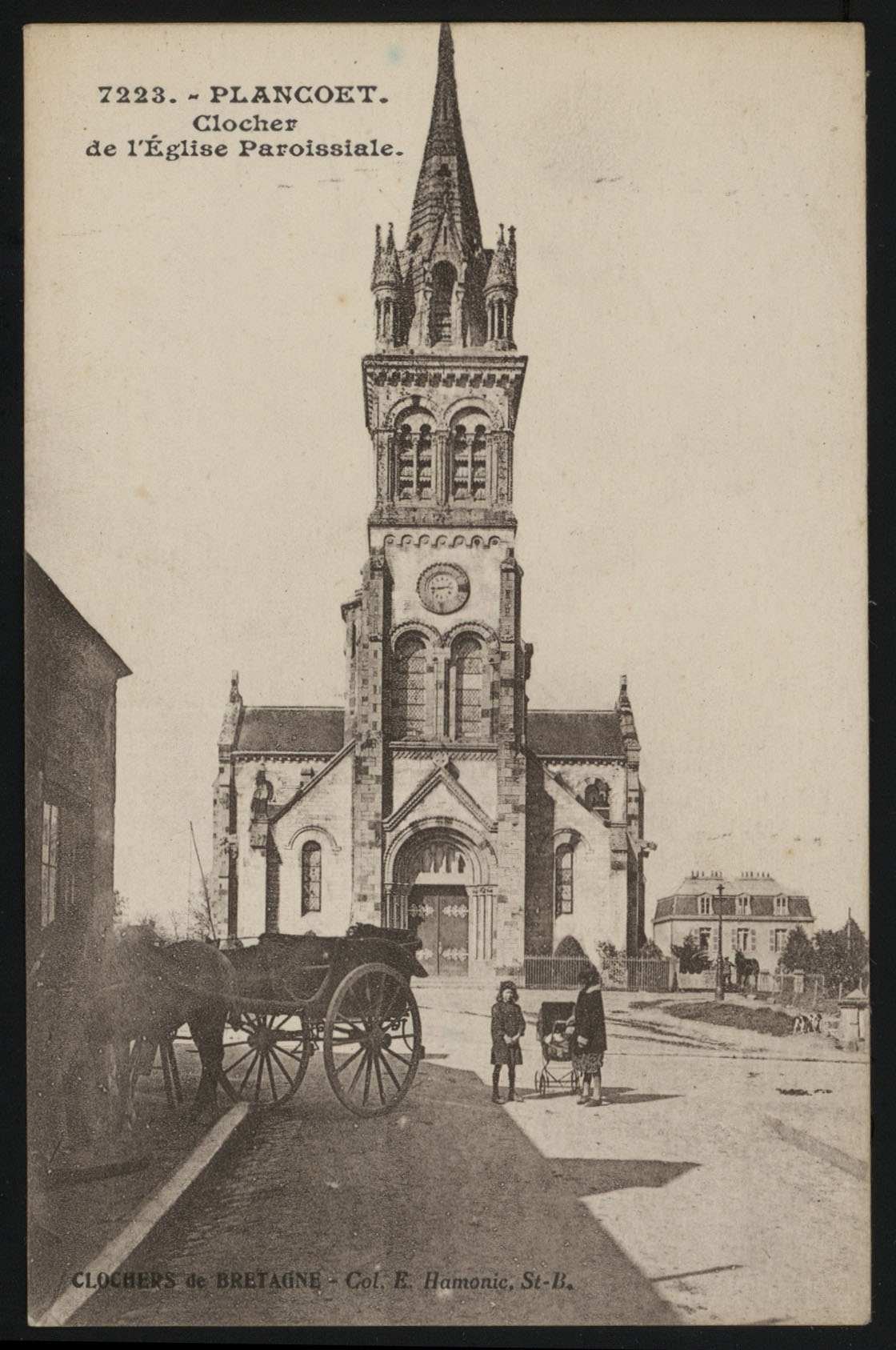
L'église paroissiale vers 1920.
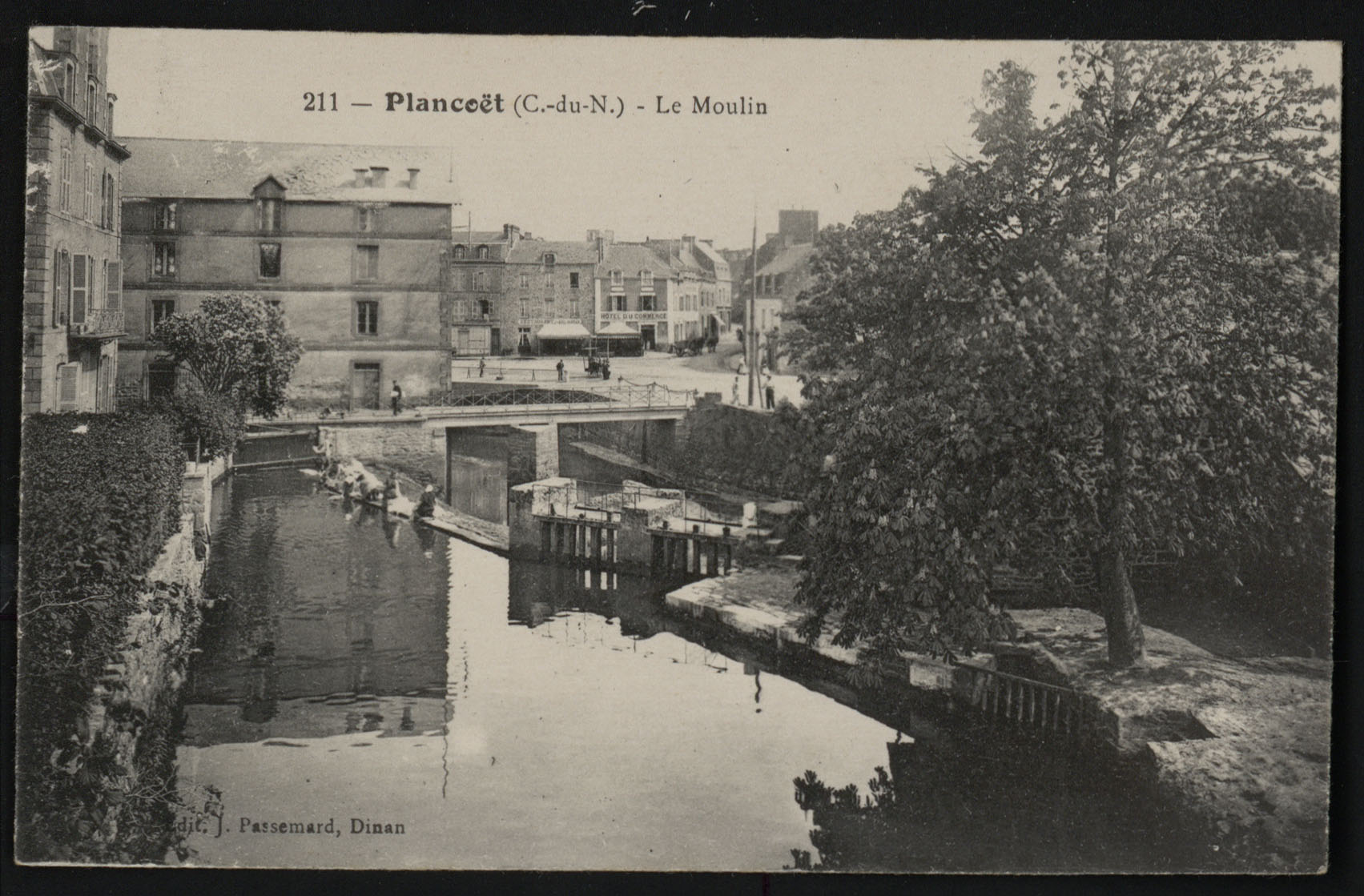
Le moulin de Plancoët vers 1920.
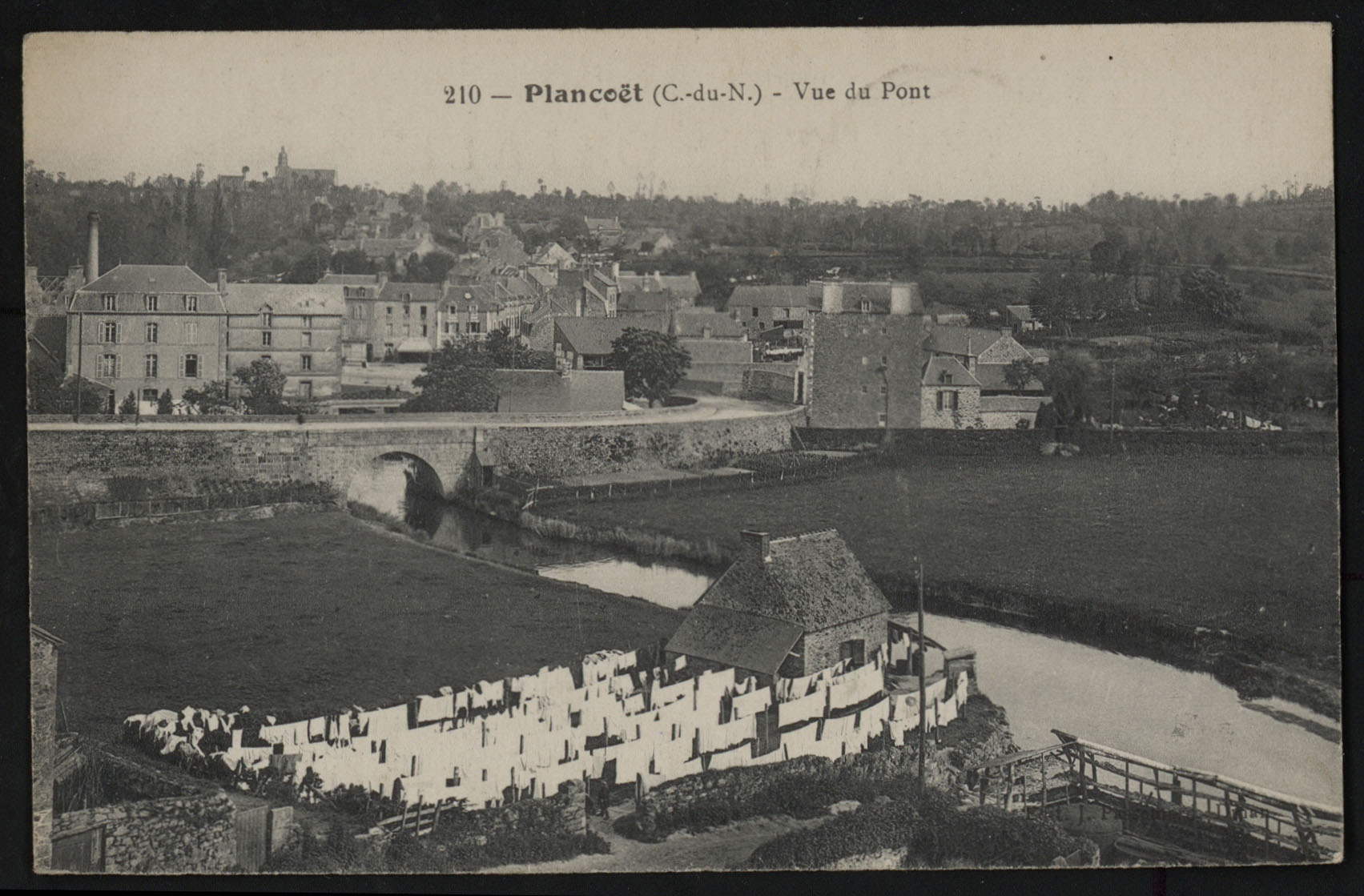
L'église Notre-Dame de Nazareth vers 1920 : vue extérieure d'ensemble.
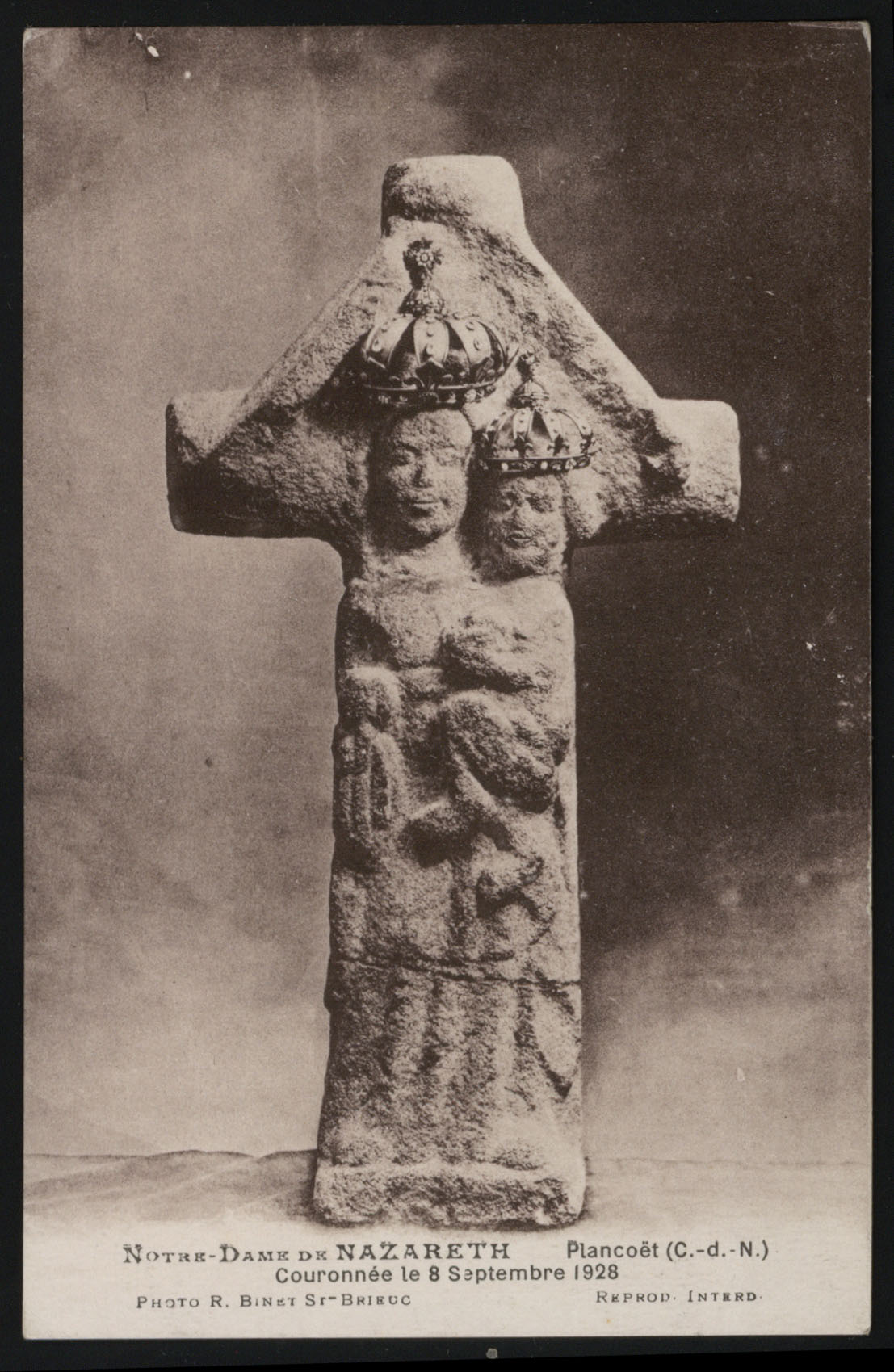
Notre-Dame de Nazareth, couronnée le 8 septembre 1928.
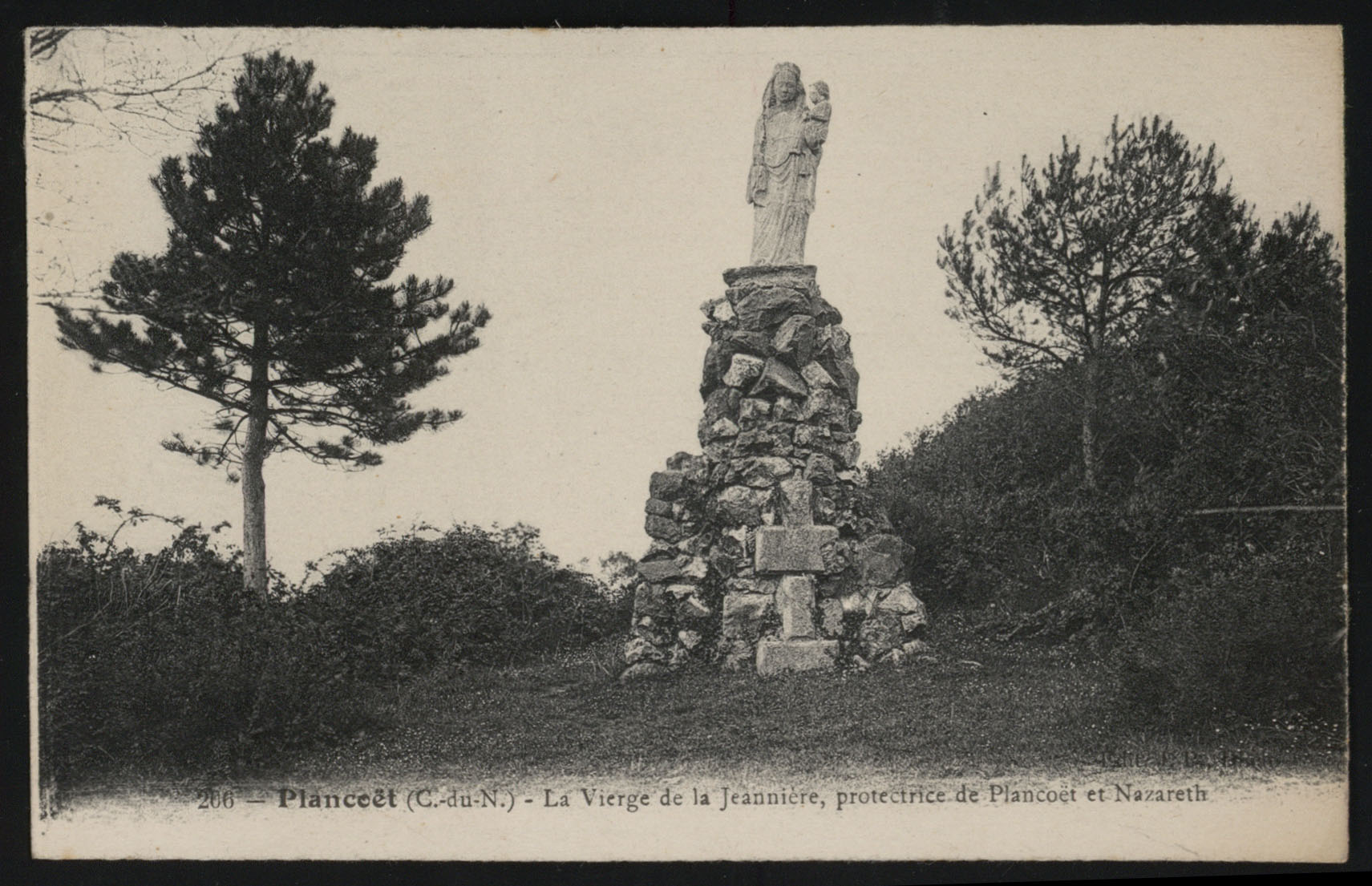
La Vierge de la Jeannière, protectrice de Plancoët et de Nazareth.

La fête du couronnement de Notre-Dame-de-Nazareth fut organisée le 8 septembre 1928 sous la présidence du cardinal Charost, archevêque de Rennes; 35 000 personnes assistèrent à ce couronnement.
Un concours-foire de poulains était organisé chaque année à Plancoët ; par exemple celui de 1930 eut lieu le 30 septembre 1930.

#### La Seconde Guerre mondiale
Le monument aux morts de Plancoët porte les noms de 13 personnes mortes pour la France durant la Seconde Guerre mondiale ; parmi elles 3 au moins (Louis Cornillet, Pierre Lecatonnoux et Félix Sorgniard) sont des soldats morts au printemps 1940 lors de la Campagne de France ; Marcel Daniel est un marin du croiseur Dunkerque mort le 3 juillet 1940 lors de l'attaque anglaise de Mers el-Kébir ; Joseph Lemasson, gendarme, est une victime civile de la guerre, tué le 8 juin 1944 à Valognes lors d'un bombardement ; Pierre Bourseul, Joseph Dibonet, Michel Meneur et Pascal Péran sont des résistants FFI tués à l'ennemi le 2 août 1944 au Bois Rolland en Plancoët où se trouve une plaque commémorative honorant leur mémoire.
Le 4 août 1944 deux colonnes allemandes furent attaquées près de Plancoët par des FFI : 40 Allemands furent tués, 10 faits prisonniers et 4 camions détruits.

#### L'après Seconde Guerre mondiale
5 soldats originaires de Plancoët sont morts pour la France durant la guerre d'Indochine.

### LeXXIesiècle
Plancoët fut le siège de l'ancienne communauté de communes de Plancoët Val d'Arguenon avant le rattachement de celle-ci à Dinan Agglomération en 2017.

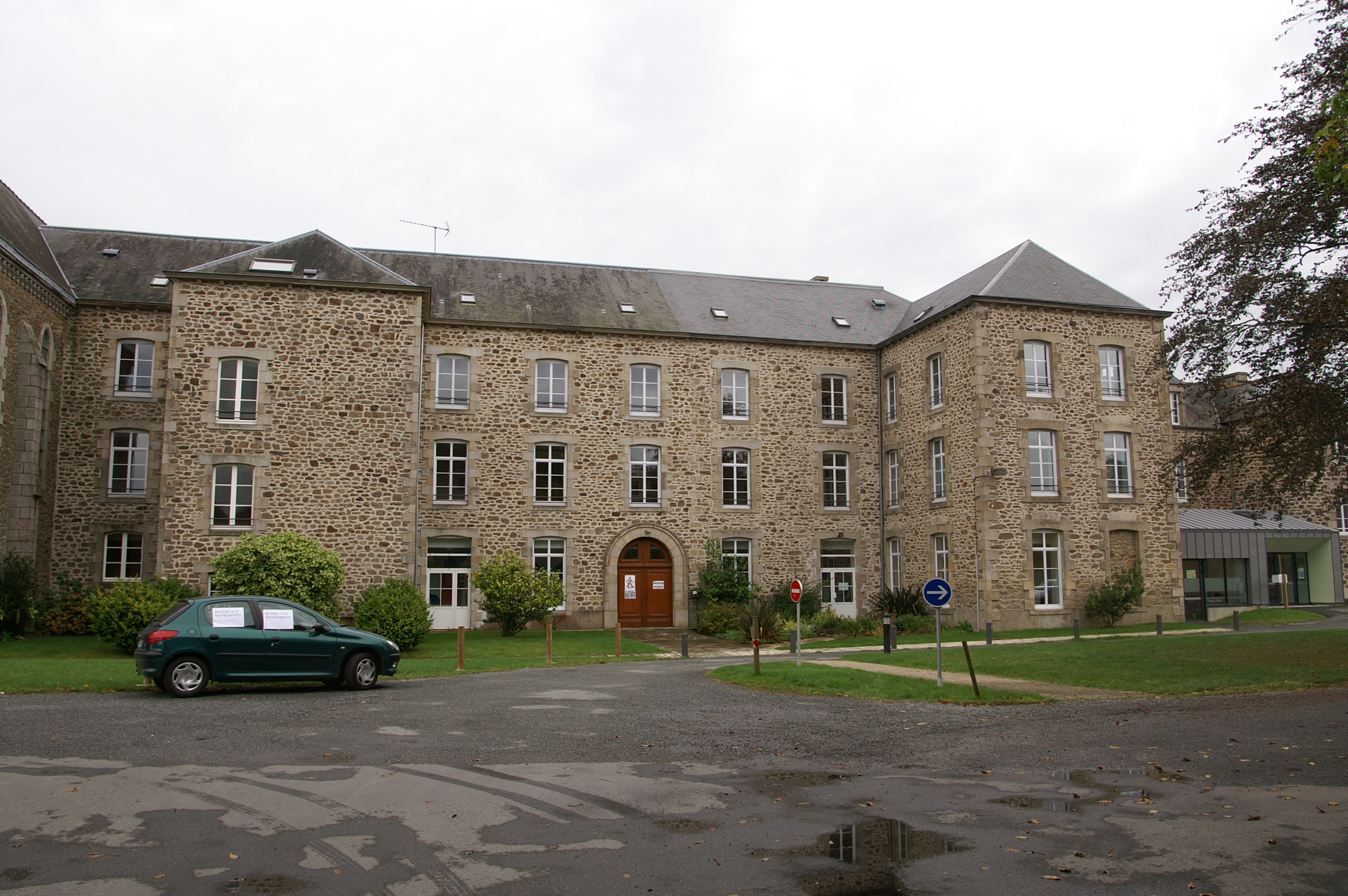
Plancoët : le siège de l'ancienne communauté de communes de Plancoët Val d'Arguenon.
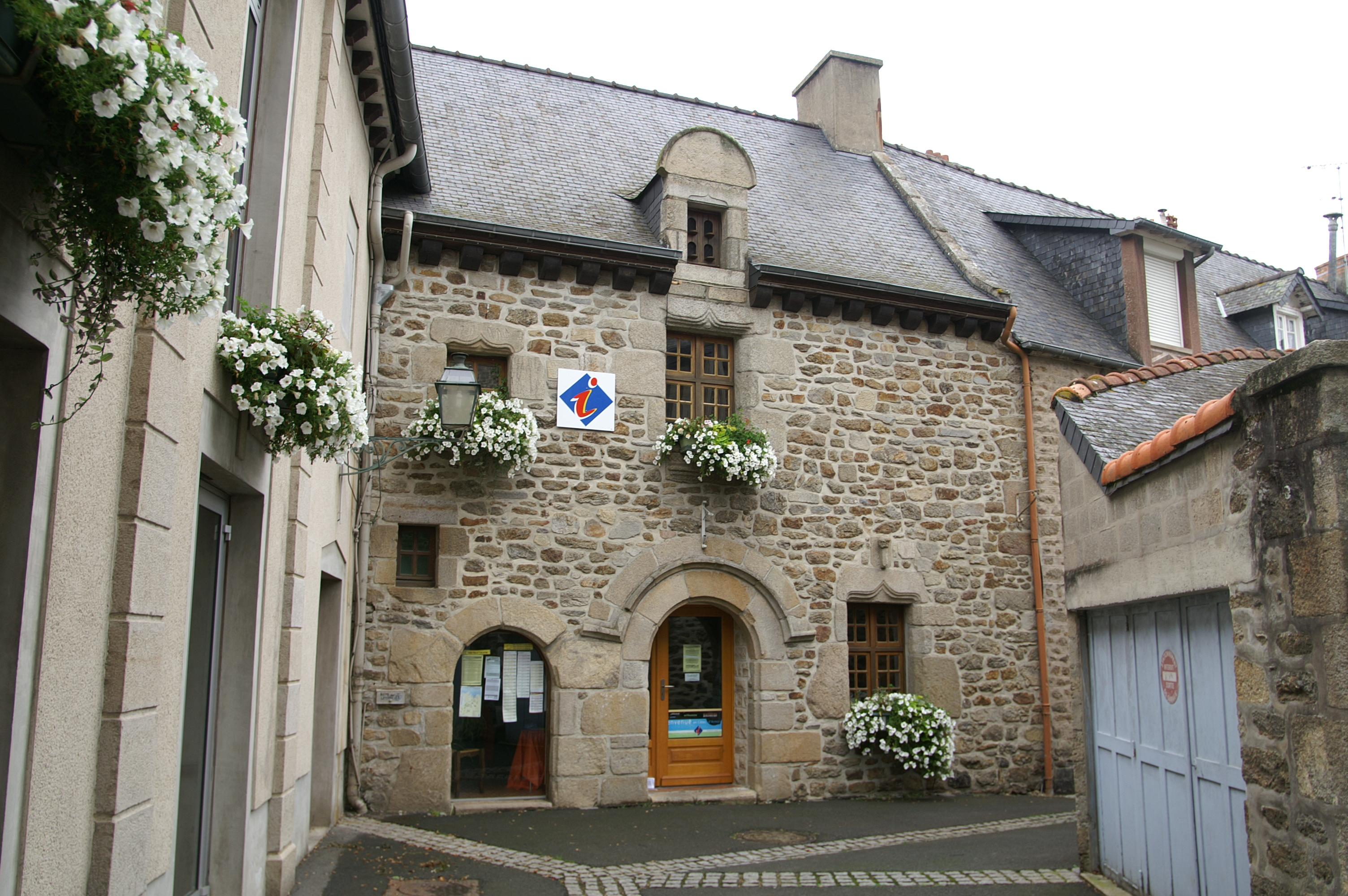
Plancoët : l'Office de tourisme.

## Démographie
L'évolution du nombre d'habitants est connue à travers les recensements de la population effectués dans la commune depuis 1793. Pour les communes de moins de 10 000 habitants, une enquête de recensement portant sur toute la population est réalisée tous les cinq ans, les populations de référence des années intermédiaires étant quant à elles estimées par interpolation ou extrapolation. Pour la commune, le premier recensement exhaustif entrant dans le cadre du nouveau dispositif a été réalisé en 2006.

En 2022, la commune comptait 3 095 habitants, en évolution de +2,42 % par rapport à 2016 (Côtes-d'Armor : +1,78 %, France hors Mayotte : +2,11 %).
| 1793 | 1800 | 1806 | 1821 | 1831 | 1836 | 1841 | 1846  | 1851  |
| ---- | ---- | ---- | ---- | ---- | ---- | ---- | ----- | ----- |
| 598  | 635  | 660  | 777  | 785  | 803  | 767  | 1 098 | 1 915 |

| 1856  | 1861  | 1866  | 1872  | 1876  | 1881  | 1886  | 1891  | 1896  |
| ----- | ----- | ----- | ----- | ----- | ----- | ----- | ----- | ----- |
| 1 925 | 1 910 | 1 900 | 1 956 | 1 889 | 2 126 | 2 242 | 2 215 | 2 147 |

| 1901  | 1906  | 1911  | 1921  | 1926  | 1931  | 1936  | 1946  | 1954  |
| ----- | ----- | ----- | ----- | ----- | ----- | ----- | ----- | ----- |
| 2 170 | 2 195 | 2 168 | 2 011 | 1 904 | 1 932 | 1 924 | 2 047 | 1 936 |

| 1962  | 1968  | 1975  | 1982  | 1990  | 1999  | 2006  | 2011  | 2016  |
| ----- | ----- | ----- | ----- | ----- | ----- | ----- | ----- | ----- |
| 2 134 | 2 304 | 2 375 | 2 489 | 2 507 | 2 589 | 2 934 | 3 084 | 3 022 |

| 2021  | 2022  | - | - | - | - | - | - | - |
| ----- | ----- | - | - | - | - | - | - | - |
| 3 057 | 3 095 | - | - | - | - | - | - | - |

## Enseignement

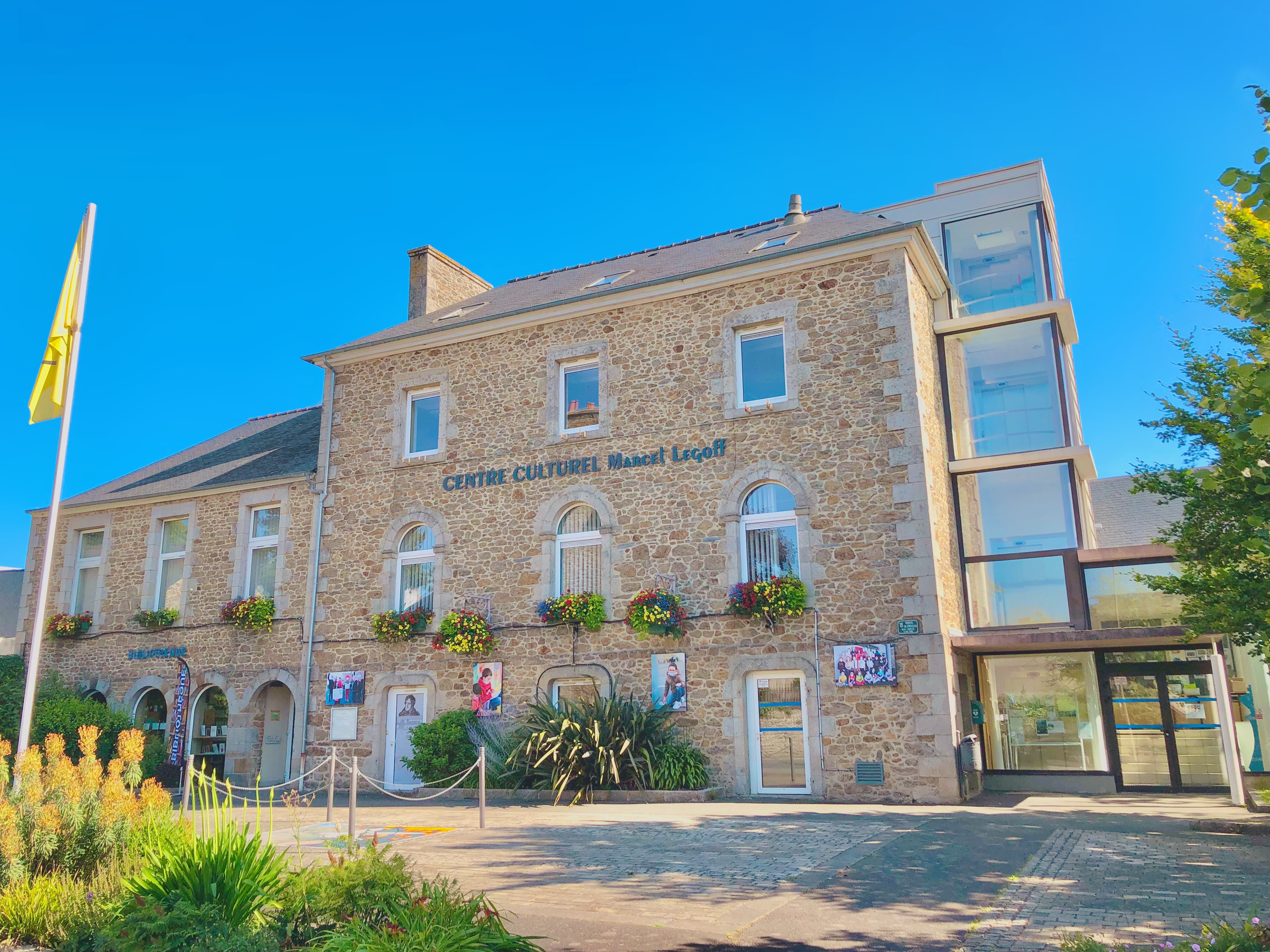
Le centre culturel Marcel Legoff.

L'école des garçons de Plancoët est construite entre 1856 et 1861. C'est désormais la bibliothèque/médiathèque de Plancoët et le centre culturel Marie-Paule Salonne, renommé ensuite « Centre culturel Marcel Legoff ». L'école des filles, tenue par les Sœurs Trinitaires à partir de 1843 jusqu'à la loi sur les congrégations (un décret de 1912 leur interdit définitivement d'enseigner à Plancoët) est remplacée par une nouvelle école construite en 1910-1911. Celle-ci est agrandie dans les années 1980 et est devenue mixte.
L'école privée Saint-Sauveur est construite vers 1912 par des familles catholiques pour remplacer celle tenue par les Trinitaires.

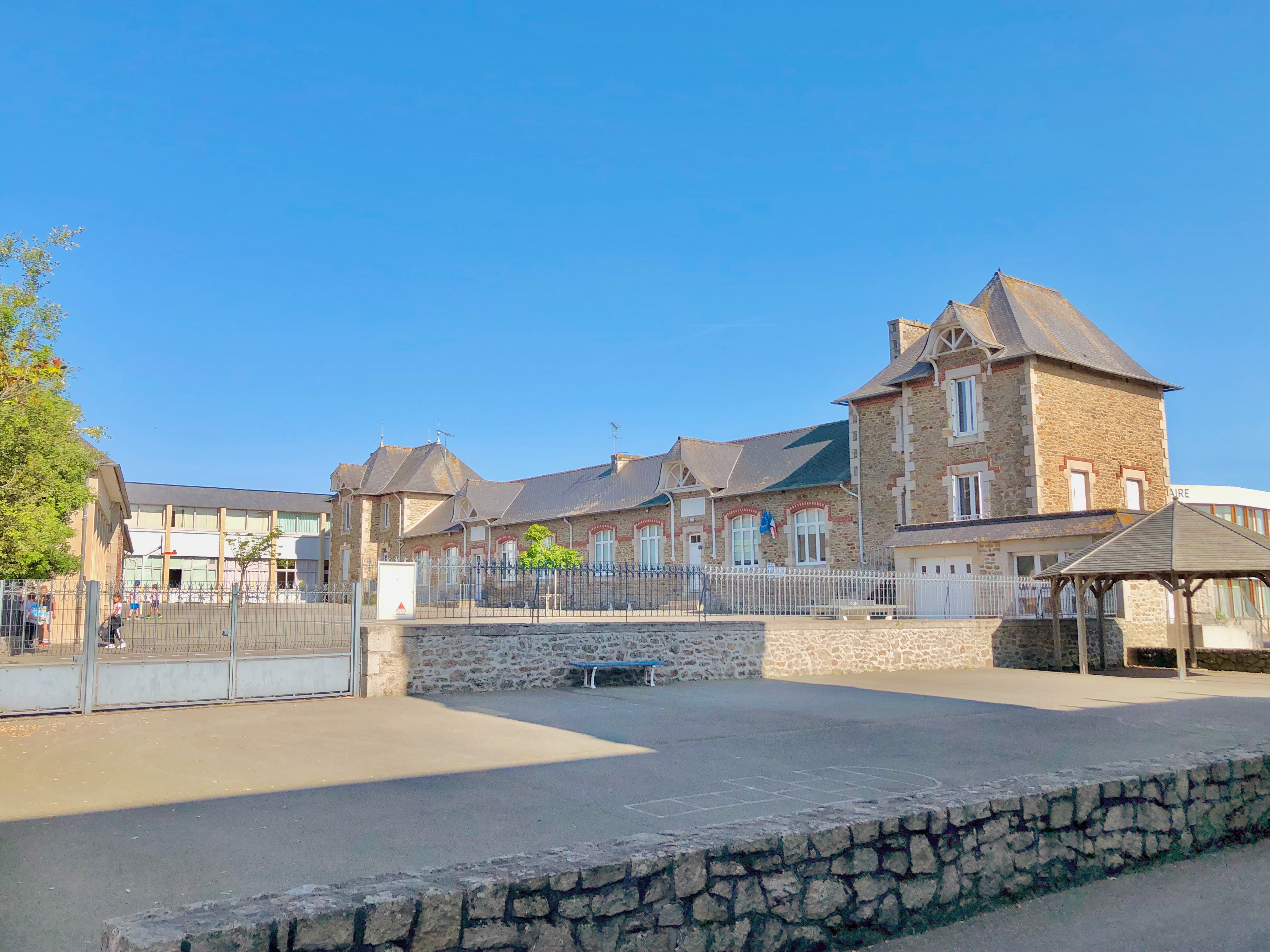
L'école publique de l'Arguenon.

De nos jours, les deux écoles, publique (École publique de l'Arguenon) et privée (École Saint-Sauveur), coexistent. Elles sont situées de part et d'autre de l'église paroissiale Saint-Sauveur, sur des terrains annexés en 1841 par la commune de Plancoët aux dépens de celle de Saint-Lormel.
La commune possède également un collège public : le collège Chateaubriand.

## Lieux et monuments
La commune abrite deux monuments historiques :
- la croix du cimetière datant du XVe siècle ou du XVIe siècle, inscrite par arrêté du 28 octobre 1926[68].

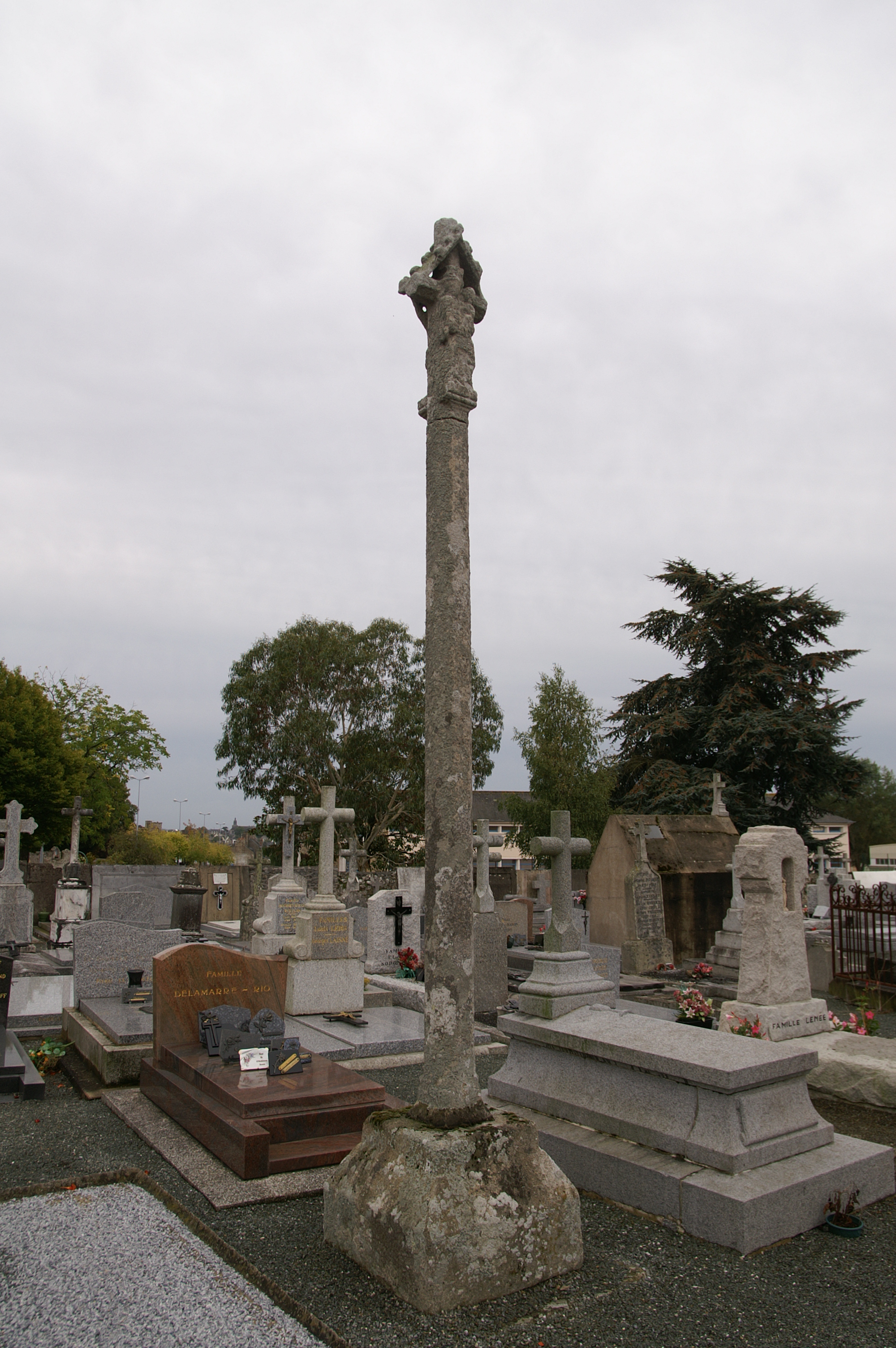
La croix du cimetière.
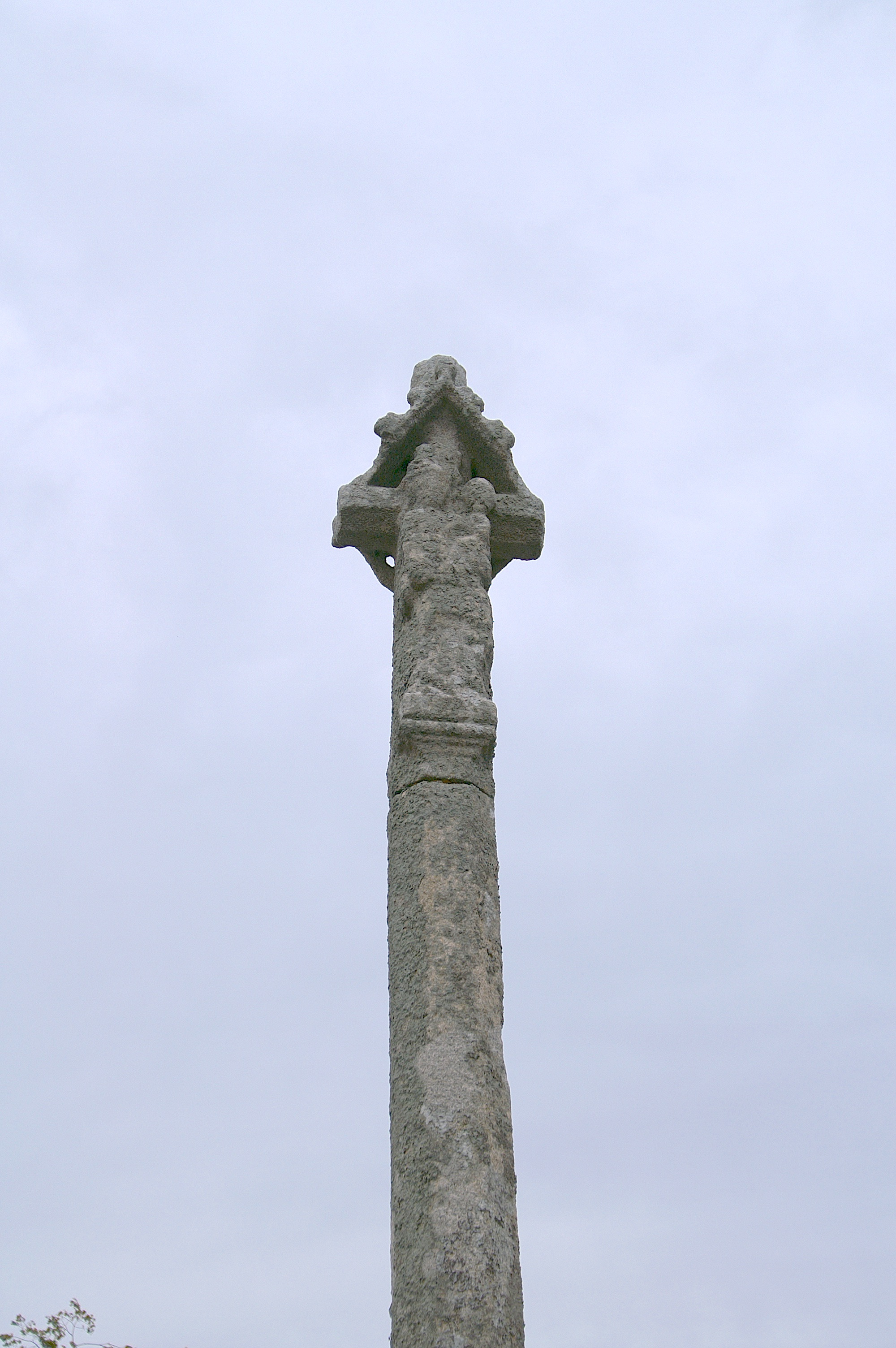
La croix du cimetière.

- la maison du XVIe siècle, située 25 rue de l'Abbaye, inscrite par arrêté du 28 octobre 1926[69].

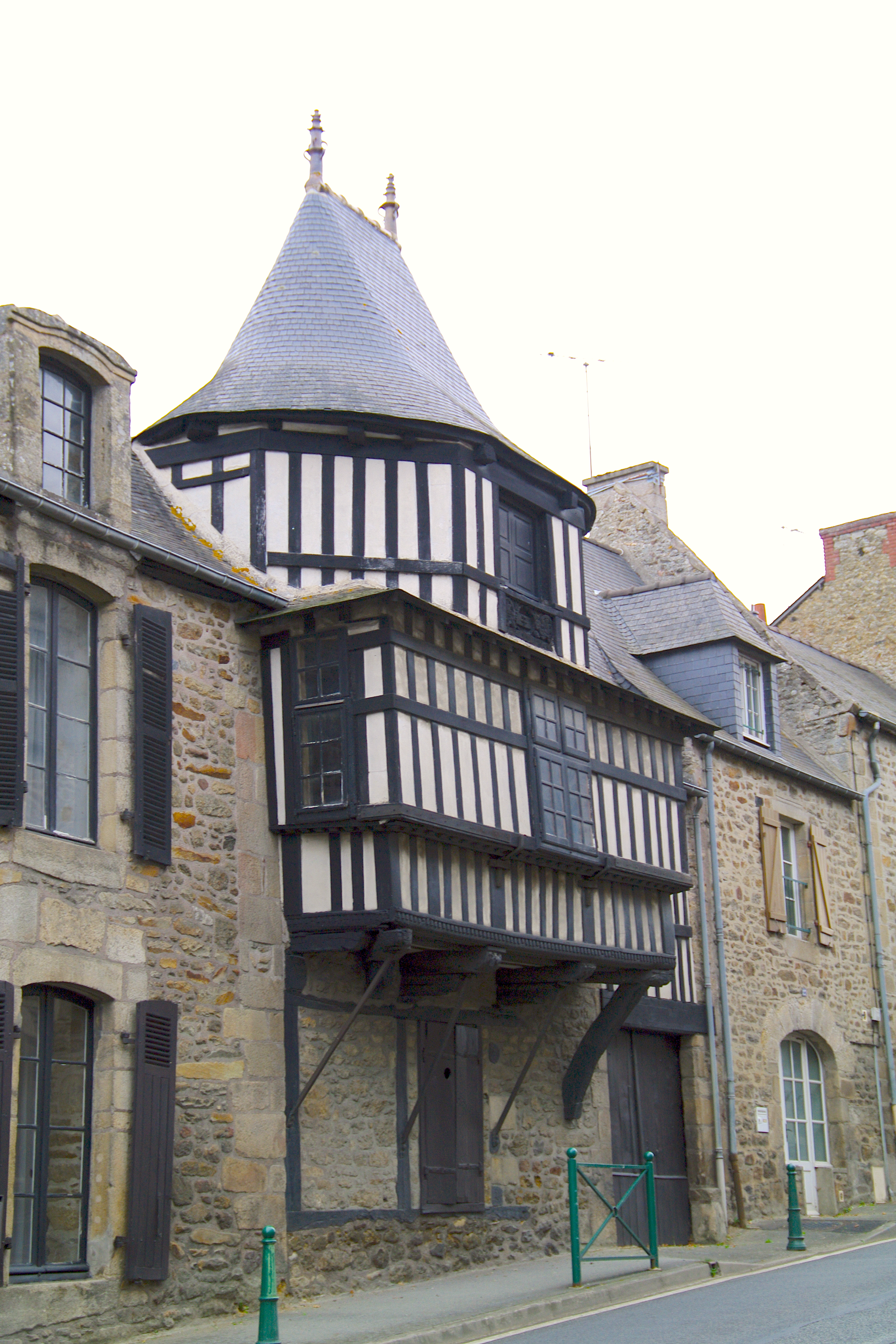
Maison XVIe siècle.
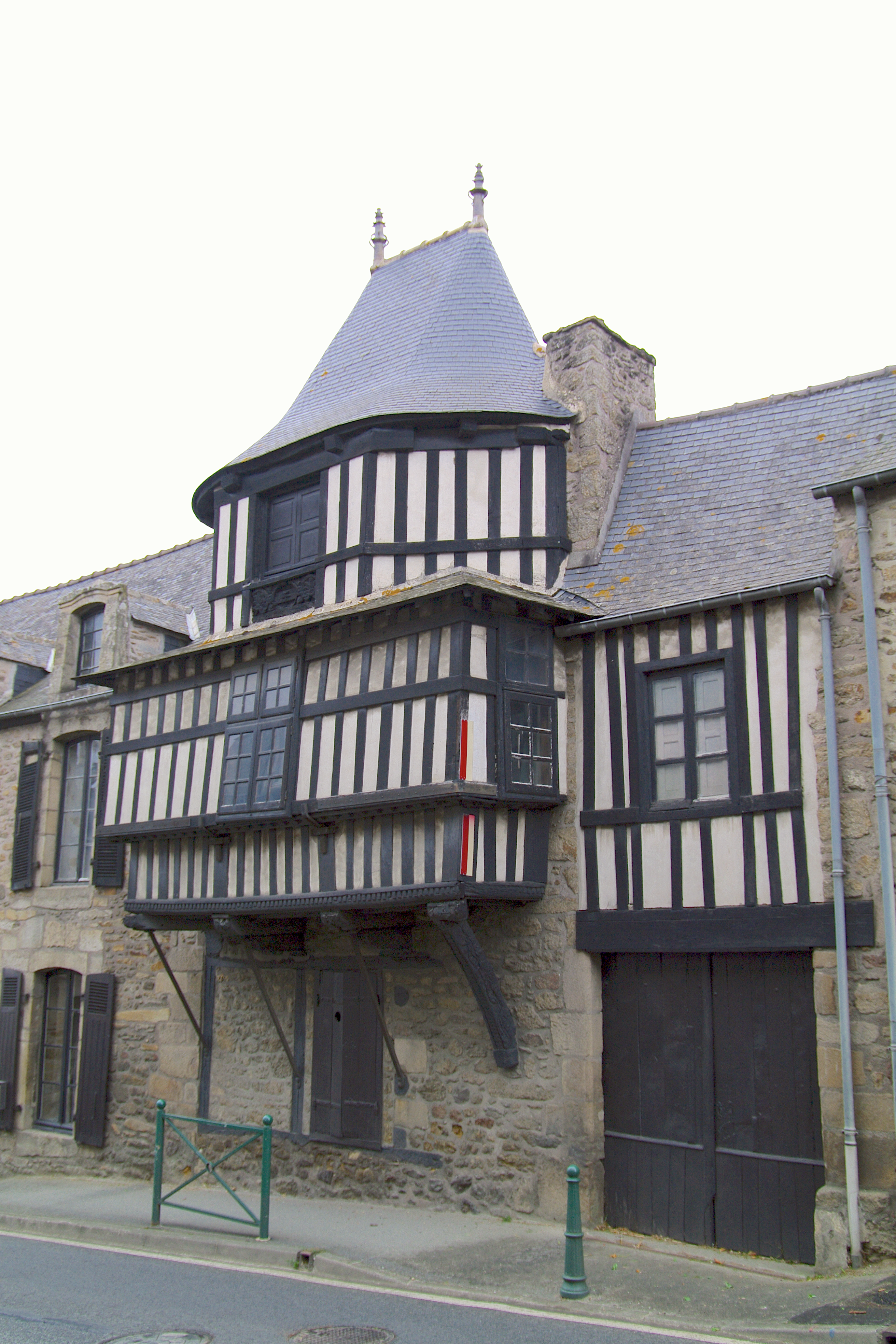
Maison XVIe siècle.
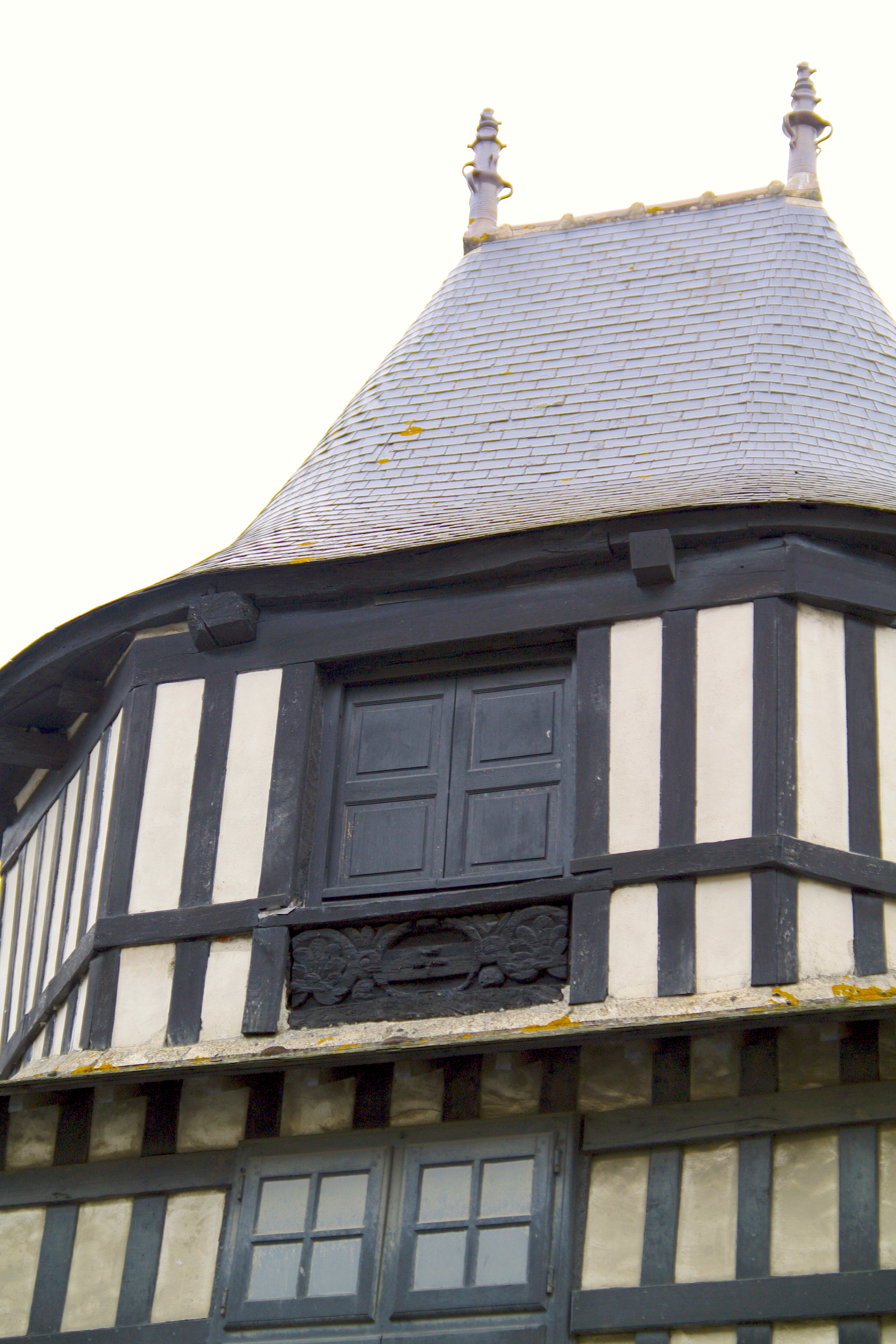
Maison XVIe siècle.
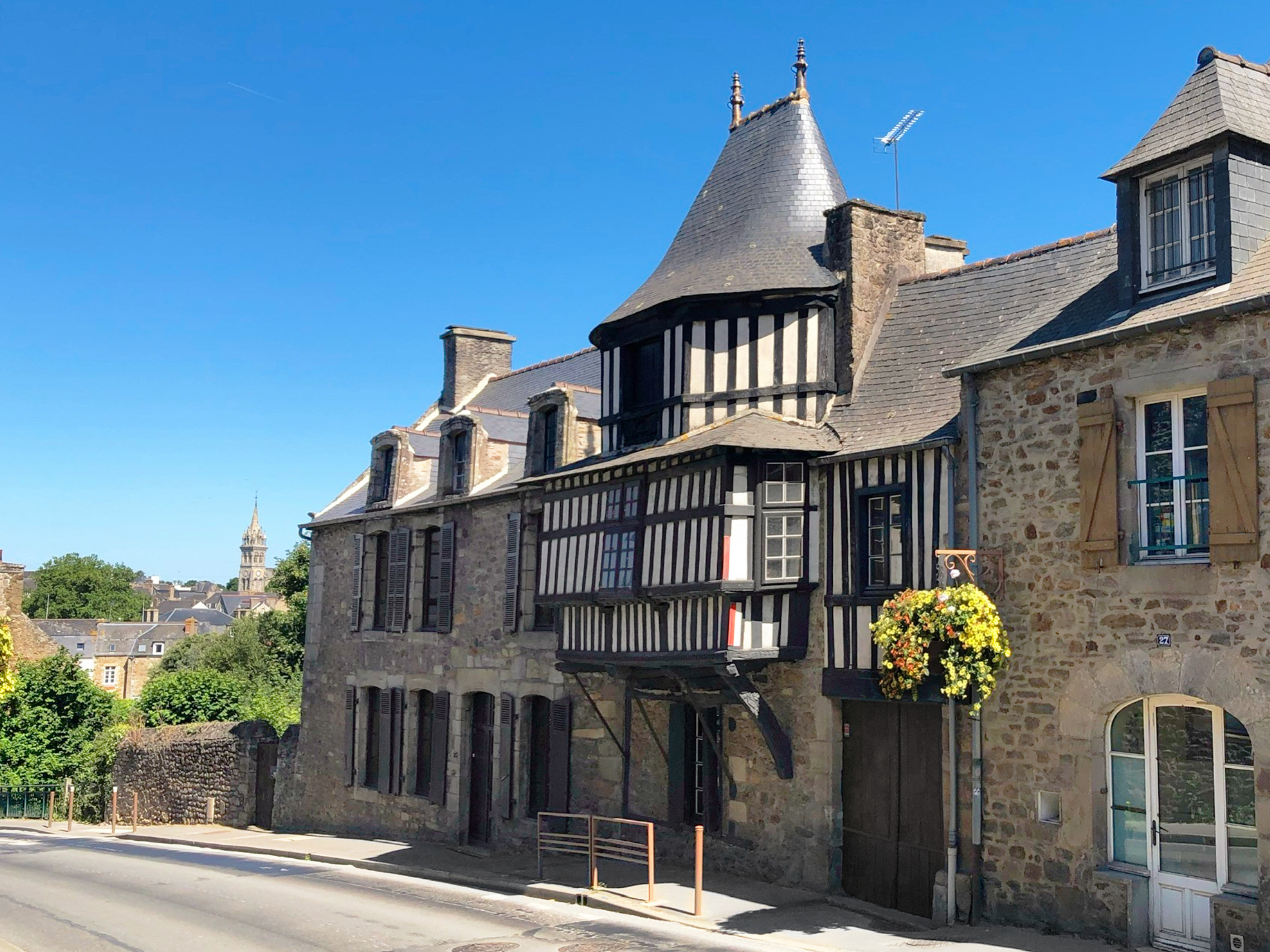
La maison en juin 2025.

Autres monuments :
- église Saint-Sauveur, néo-romane (XIXe siècle), avec des vitraux de Georges Claudius Lavergne[70] (voir vitrail de la Trinité). L'église a été  construite par Alfred-Louis Frangeul entre 1885 et 1893, remplaçant l'église antérieure qui se trouvait à l'emplacement de la mairie actuelle et qui fut détruite en 1895 ; elle est en forme de croix latine et de style néoroman, mais les contreforts surmontés de pinacles et les fausses gargouilles, ainsi que le style ogival de l'intérieur renvoient au style néogothique[71].

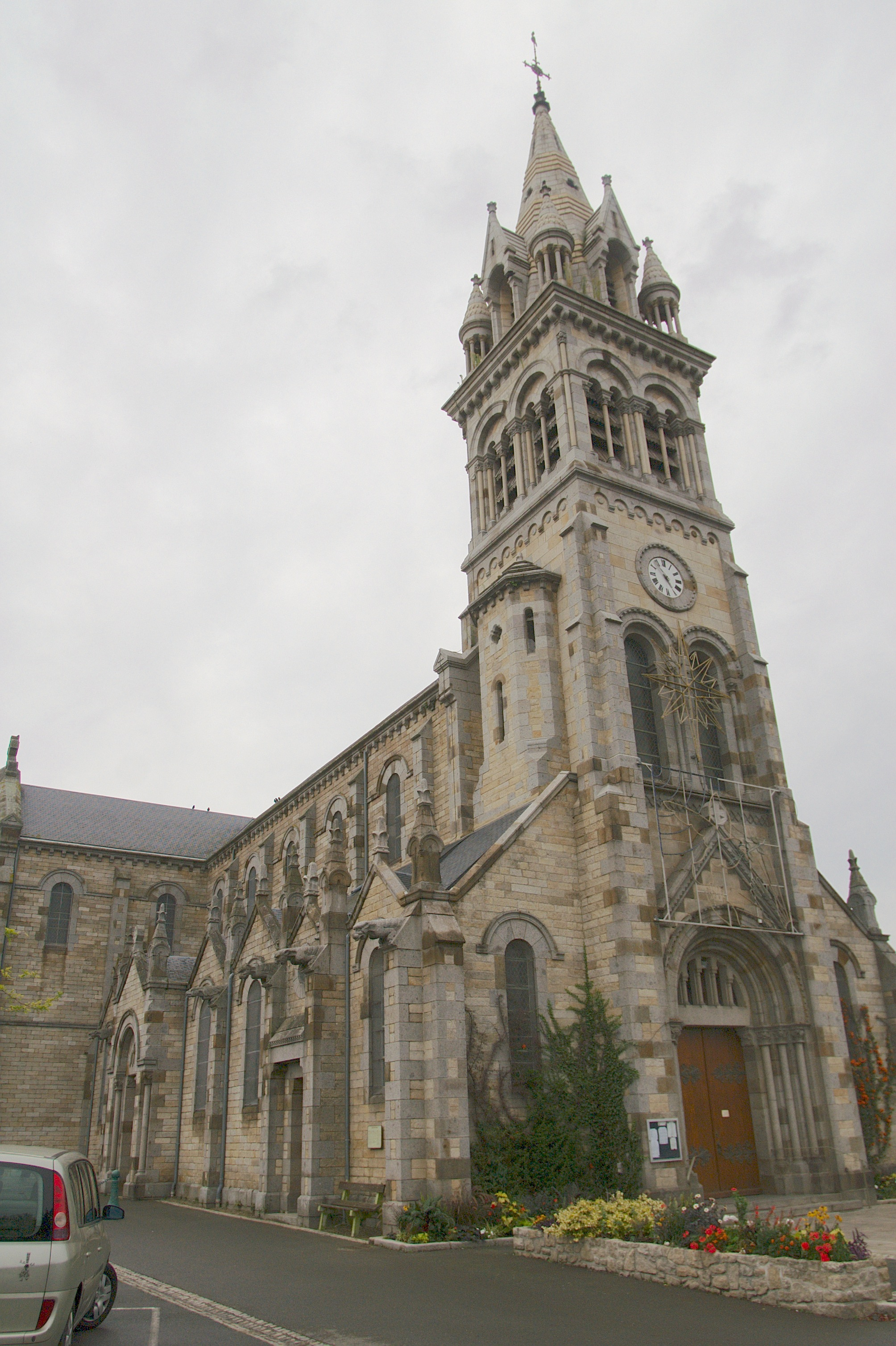
Église Saint-Sauveur : vue extérieure d'ensemble.
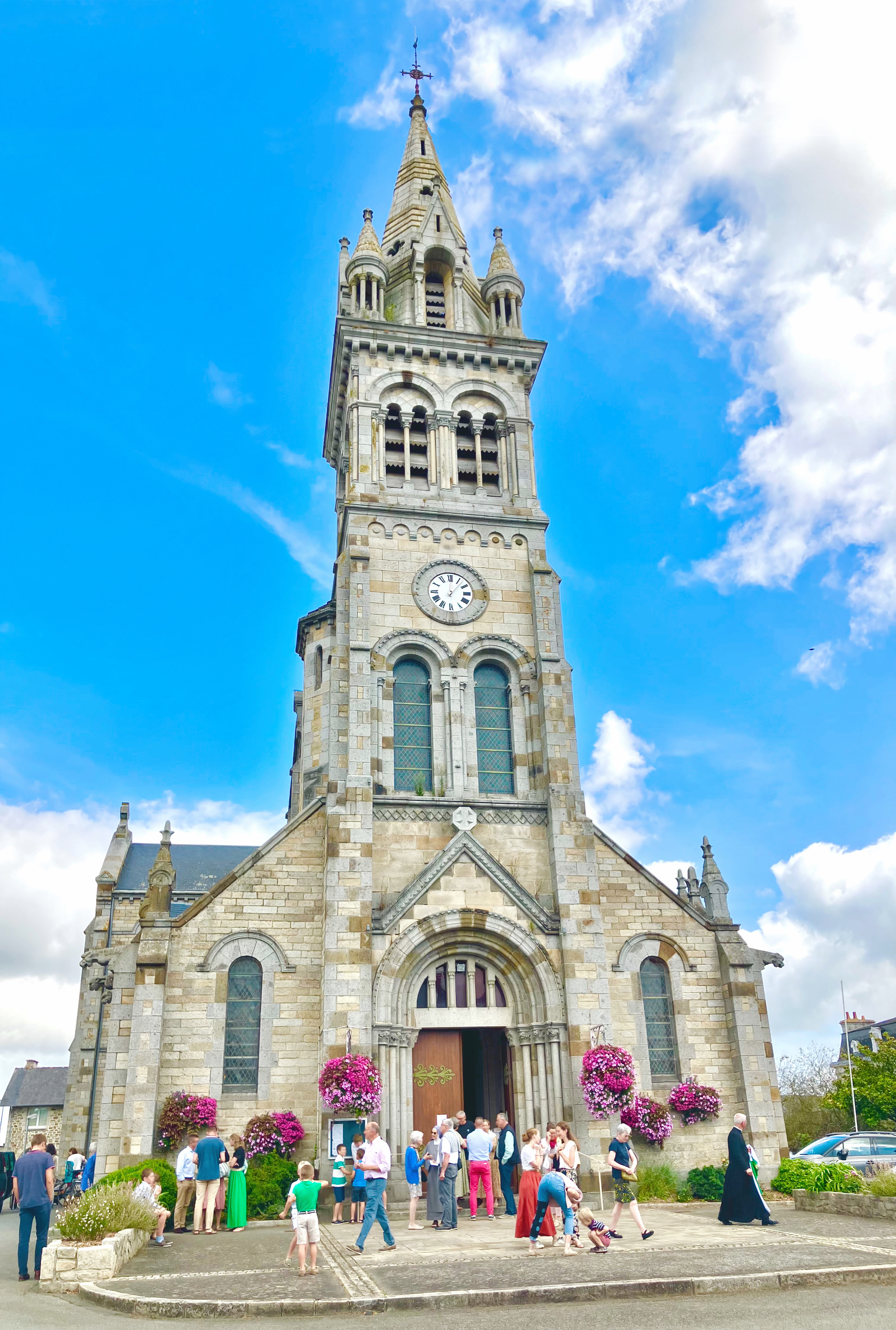
Église Saint-Sauveur : la façade.
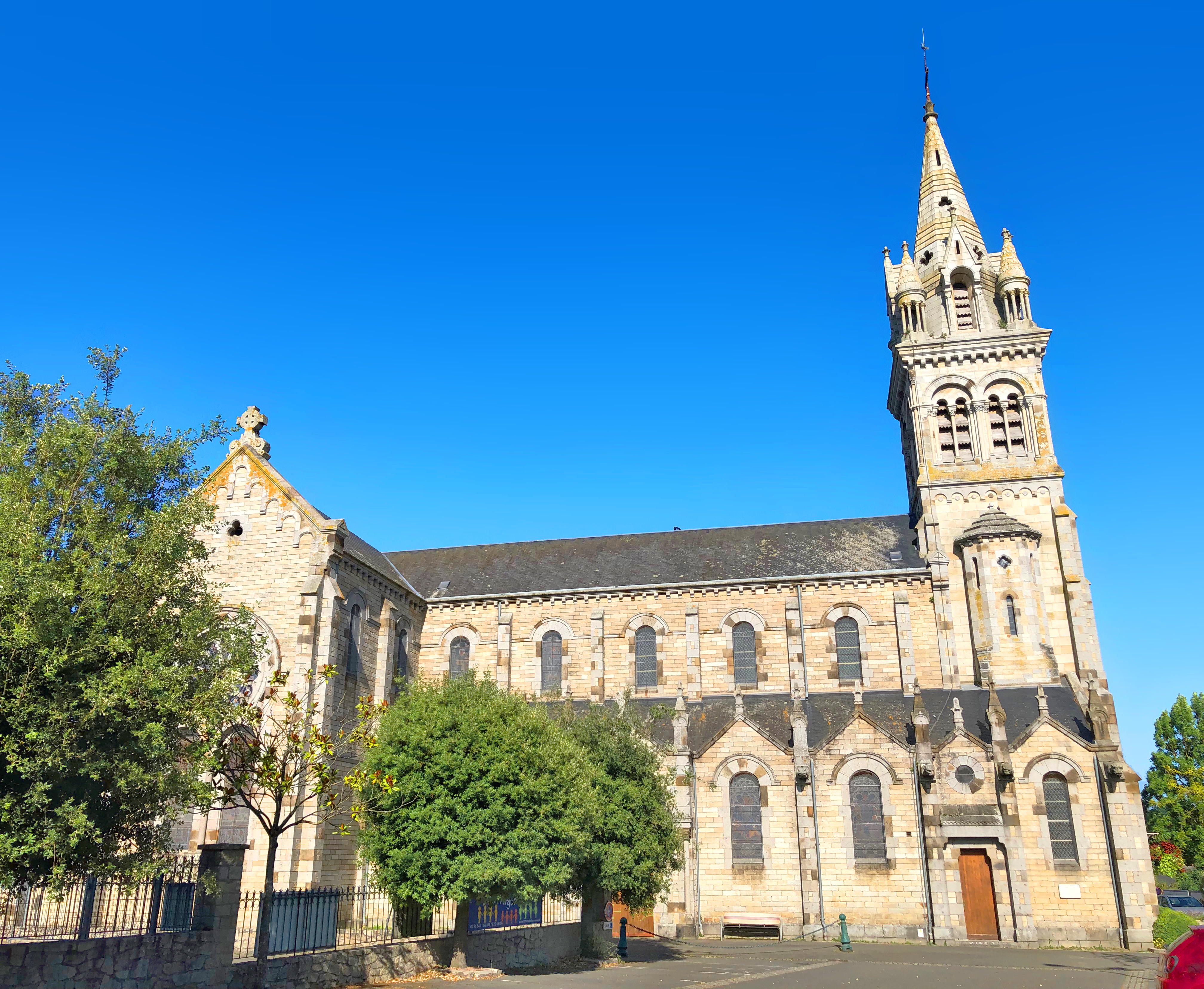
Côté ouest de l'église Saint-Sauveur.
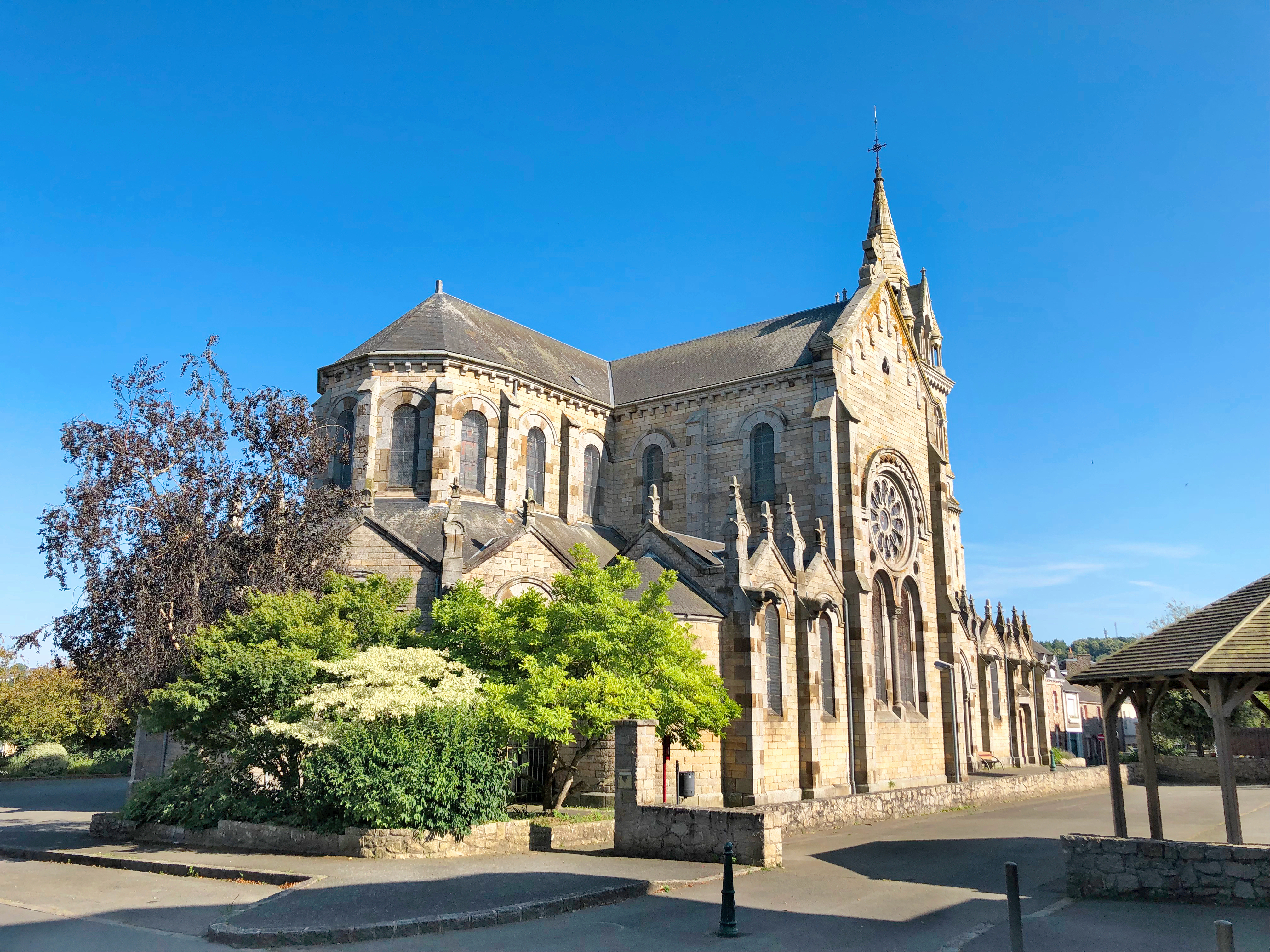
Le chevet et le transept de l'église Saint-Sauveur.
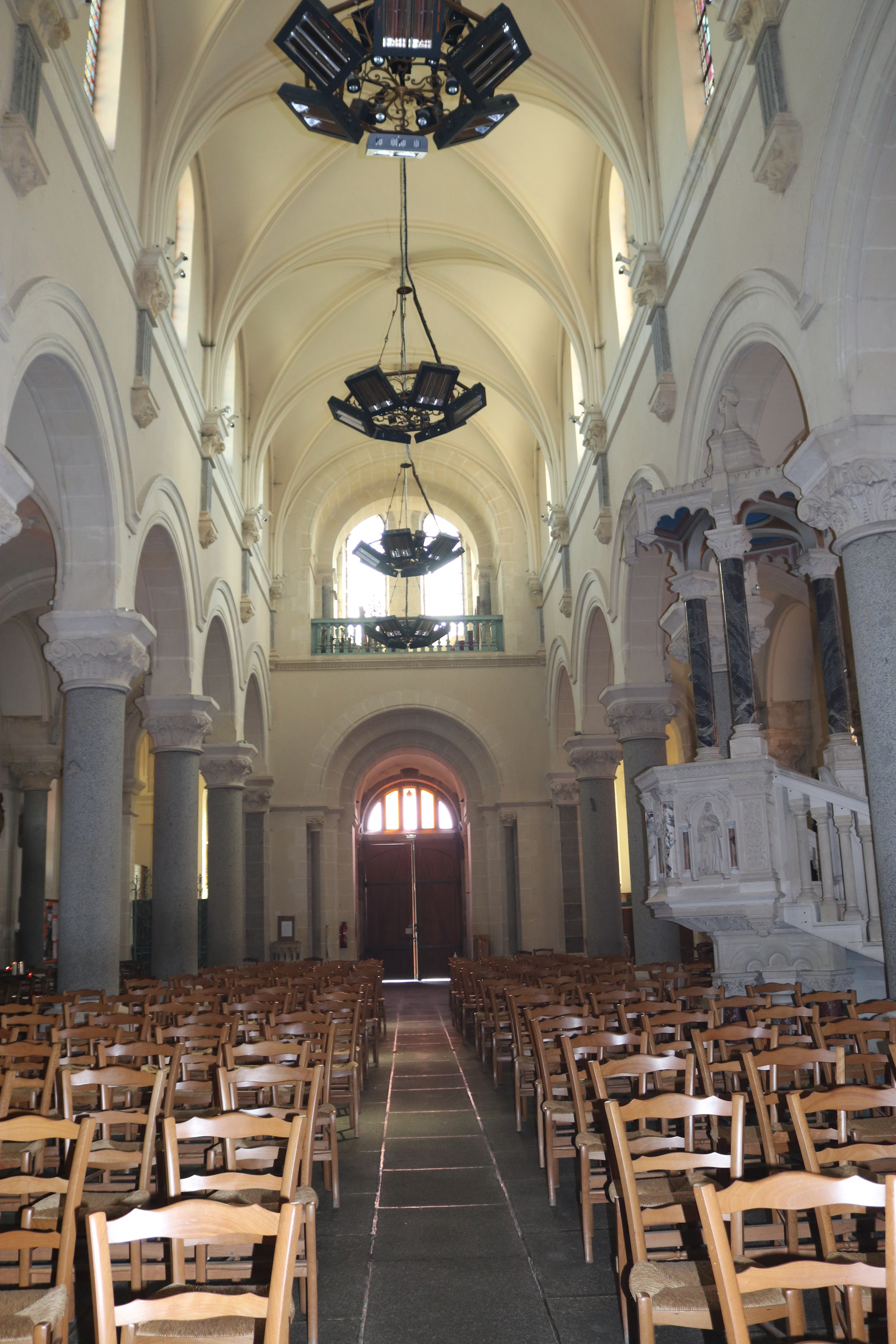
Église Saint-Sauveur : vue intérieure d'ensemble.
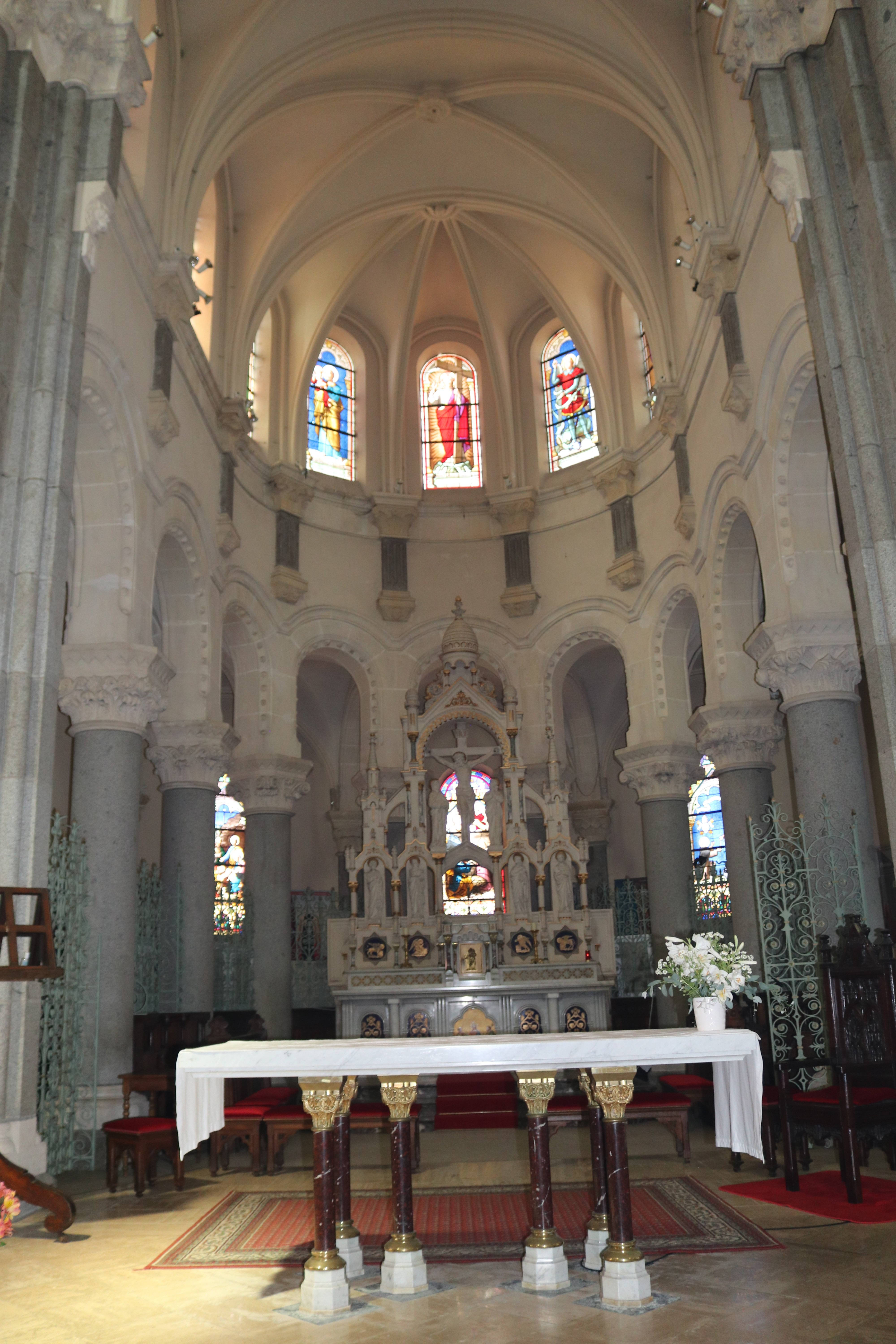
Église Saint-Sauveur : le chœur et le maître-autel.
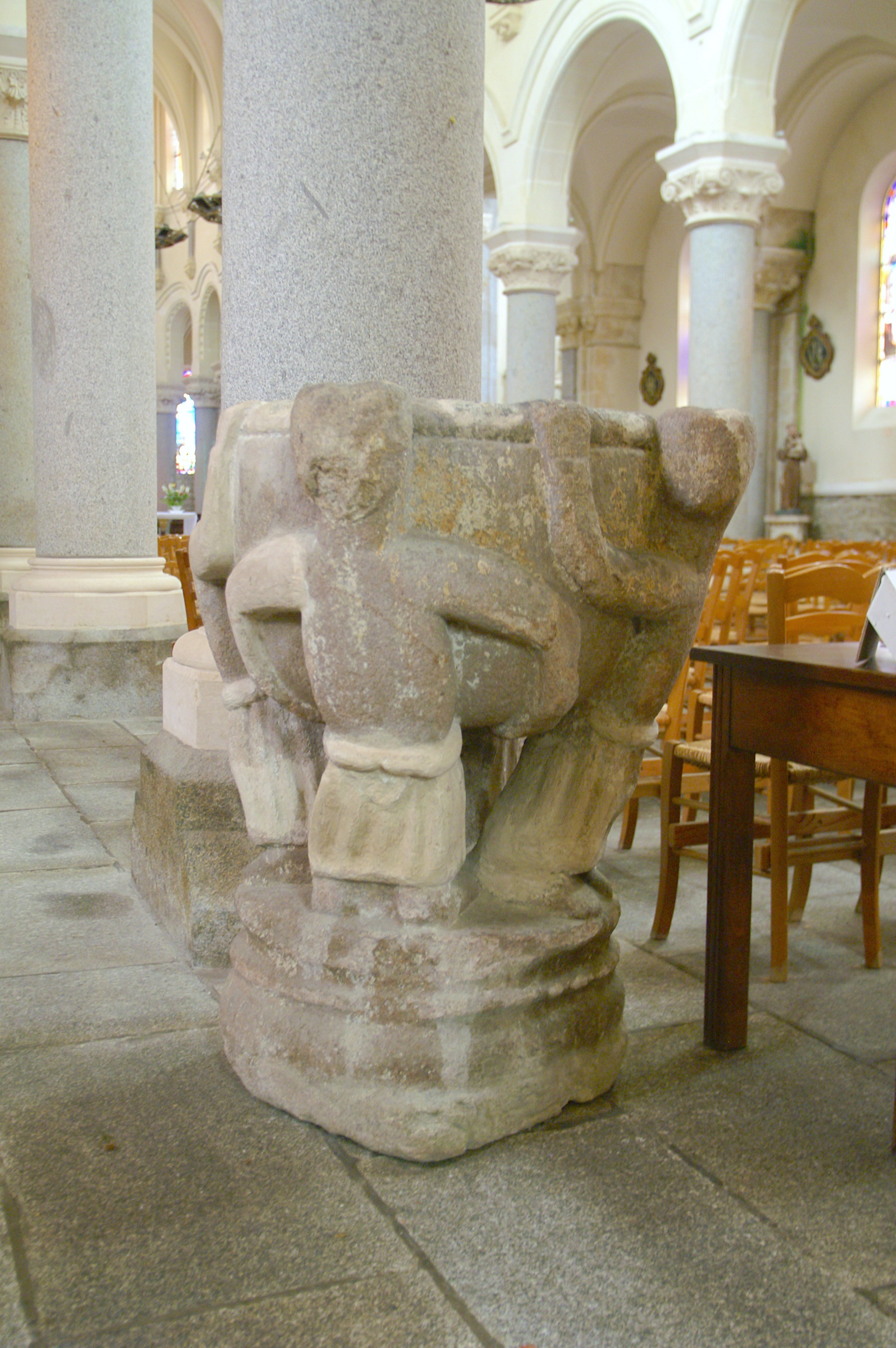
Fonts baptismaux de l'église Saint-Sauveur.
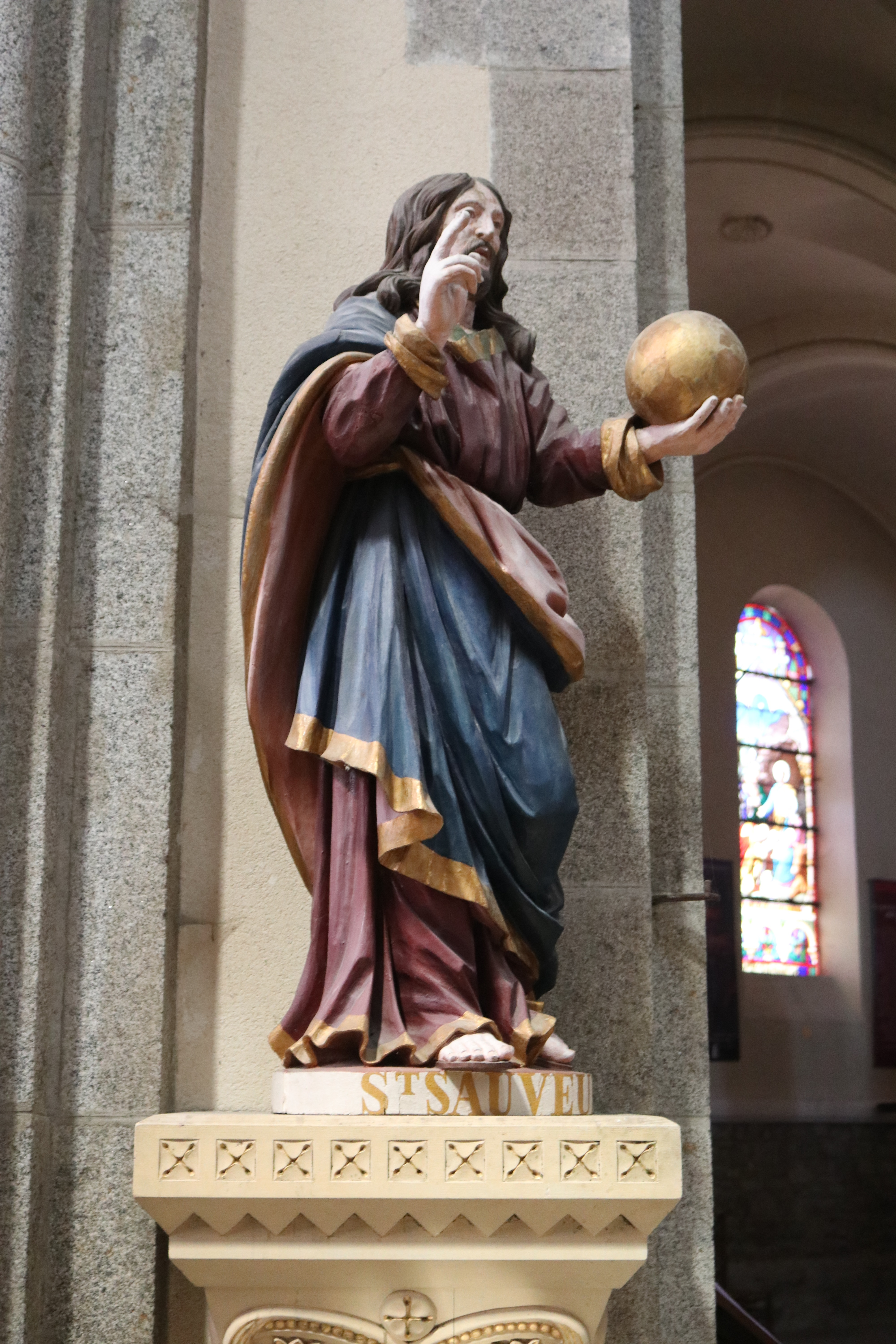
Église Saint-Sauveur : statue du Christ Sauveur (XVIIIe siècle).
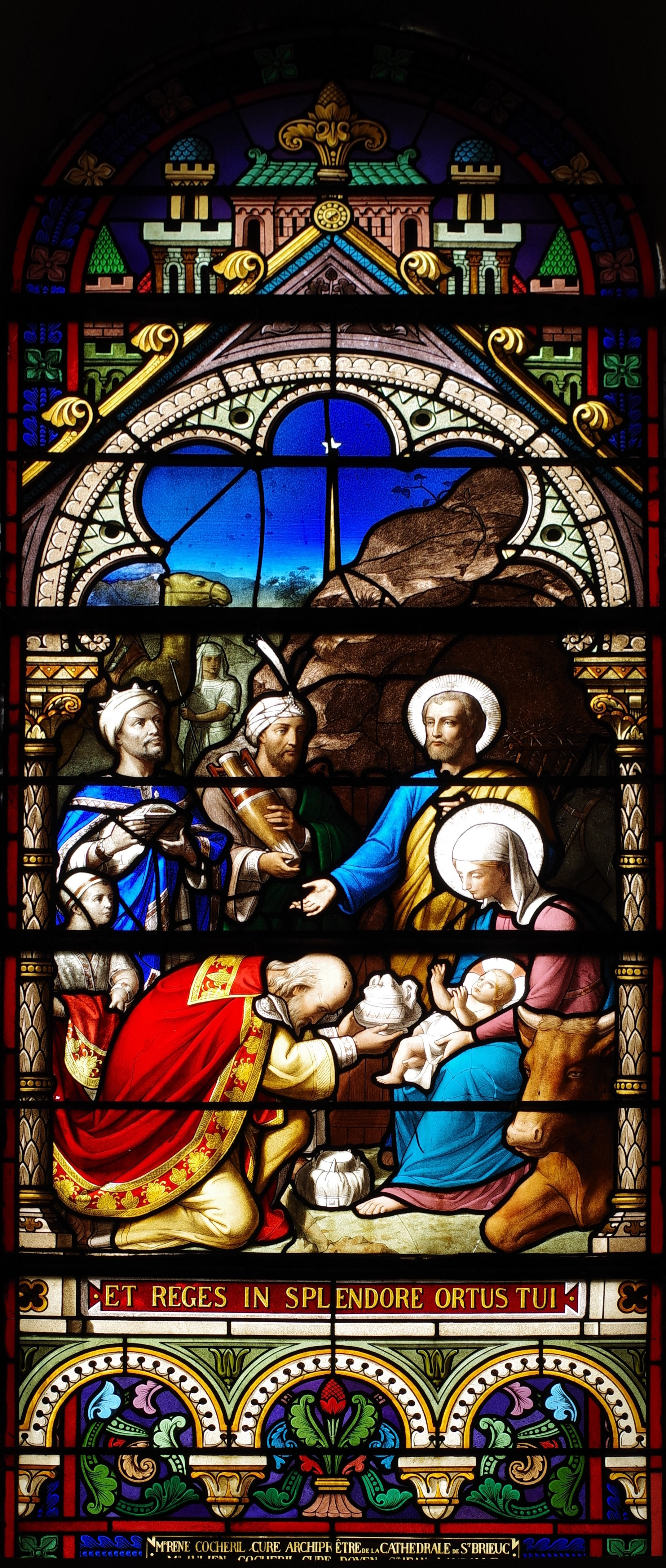
Église Saint-Sauveur : vitrail de l'Adoration des mages.
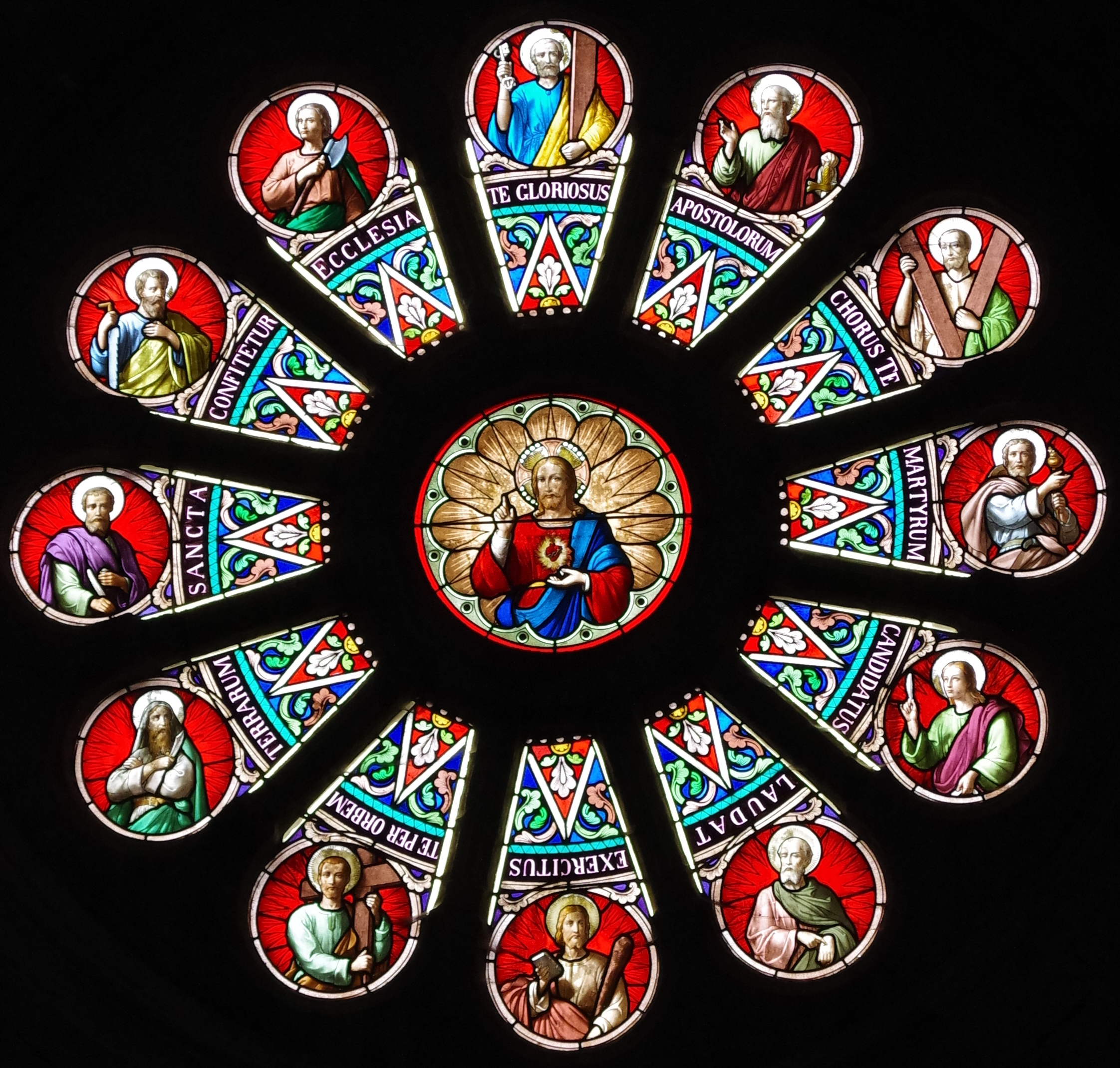
Église Saint-Sauveur : rosace du Sacré-Cœur de Jésus.

- église Notre-Dame-de-Nazareth (XVIIIe – XIXe siècles)[72].

La restauration de l'église s'est terminée en 1892. Voir aussi : statue de Notre-Dame de Nazareth (Plancoët).
La majorité des vitraux sont de l'atelier Megnen, Clamens, Bordereau d'Angers et datent de la fin du XIXe.

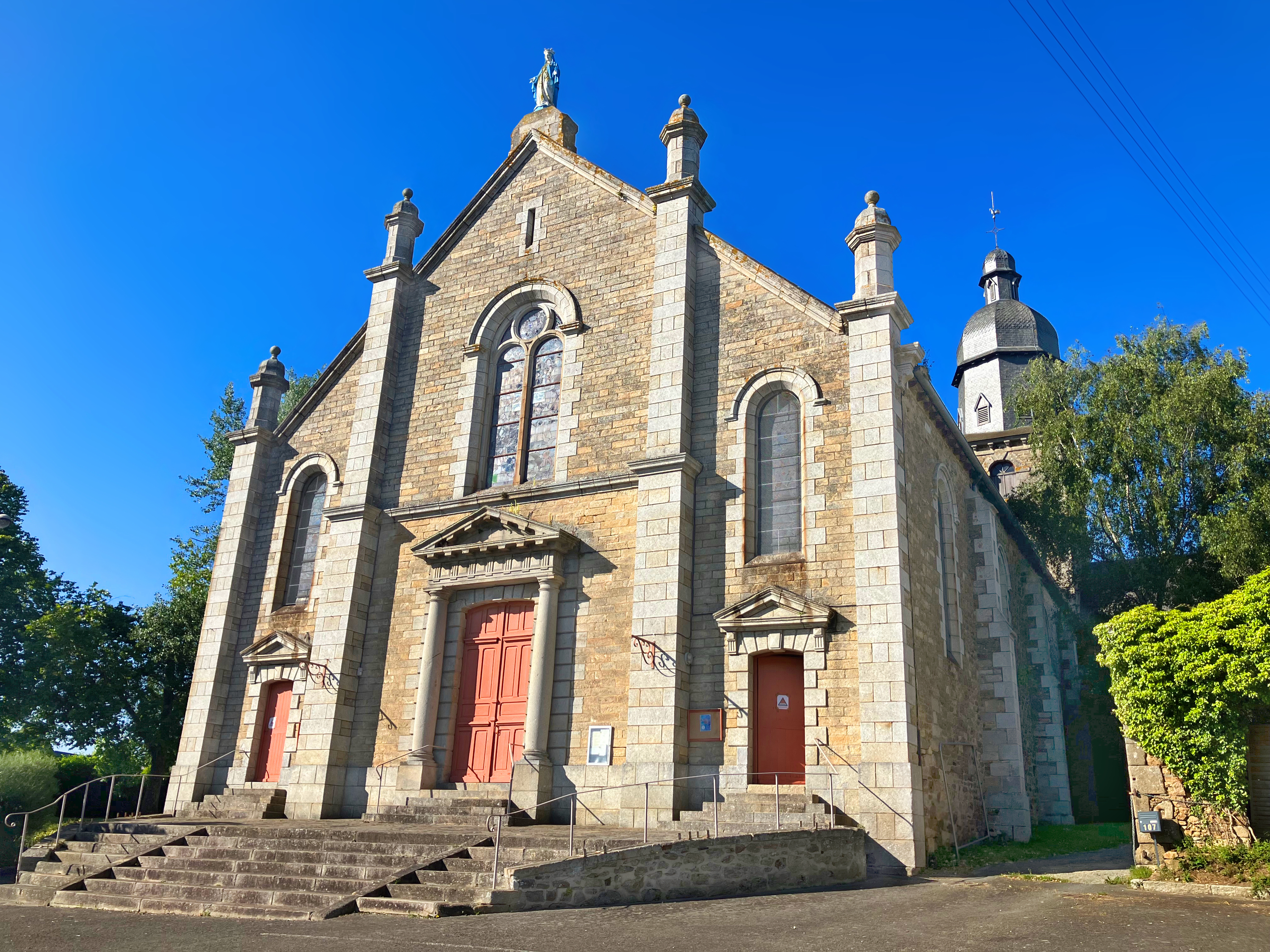
L'église Notre-Dame-de-Nazareth : la façade.
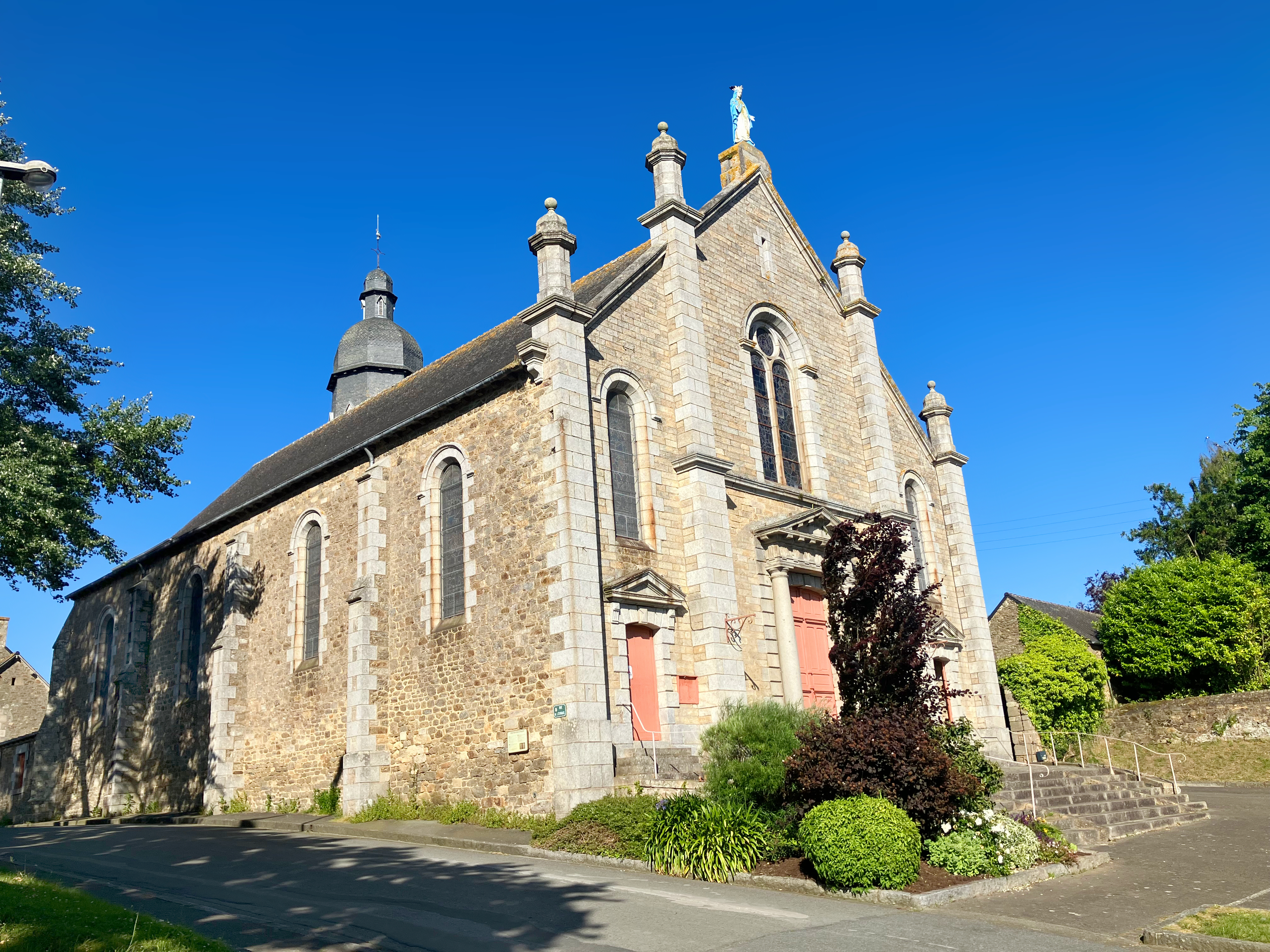
L'église Notre-Dame de Nazareth : vue extérieure.
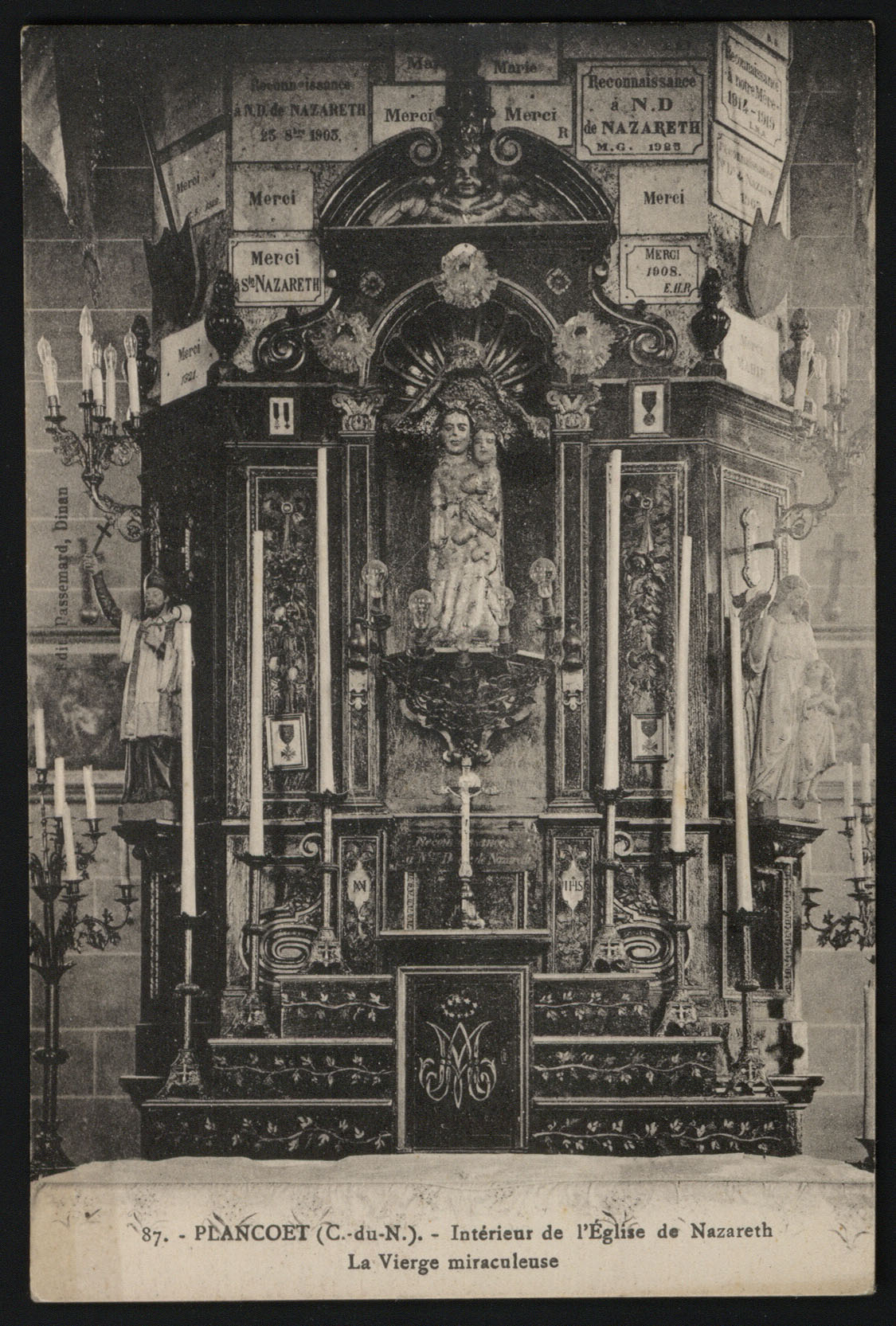
La Vierge miraculeuse et les ex-votos.
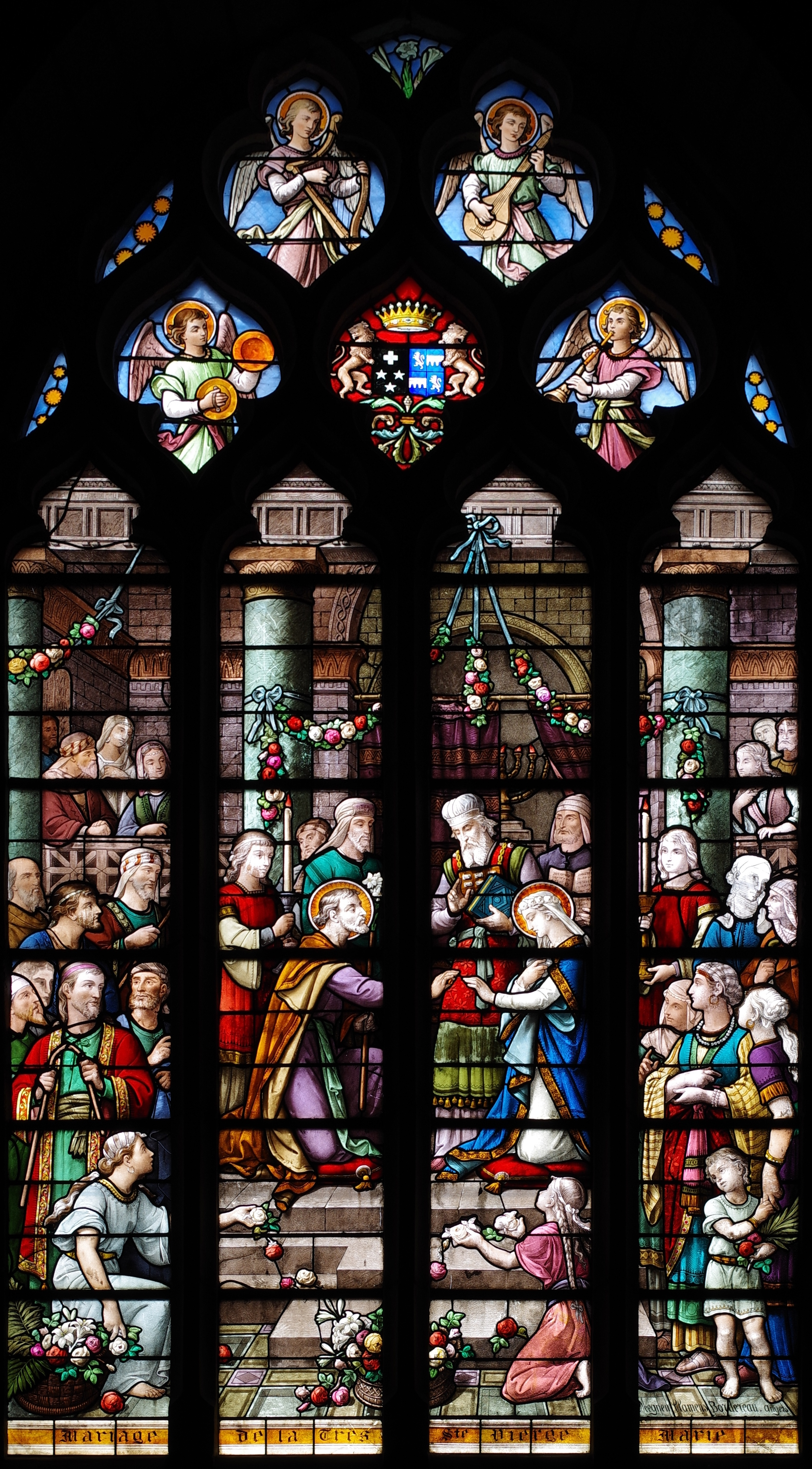
Vitrail du mariage de la Vierge avec les armes de la famille du Breil de Pontbriand.
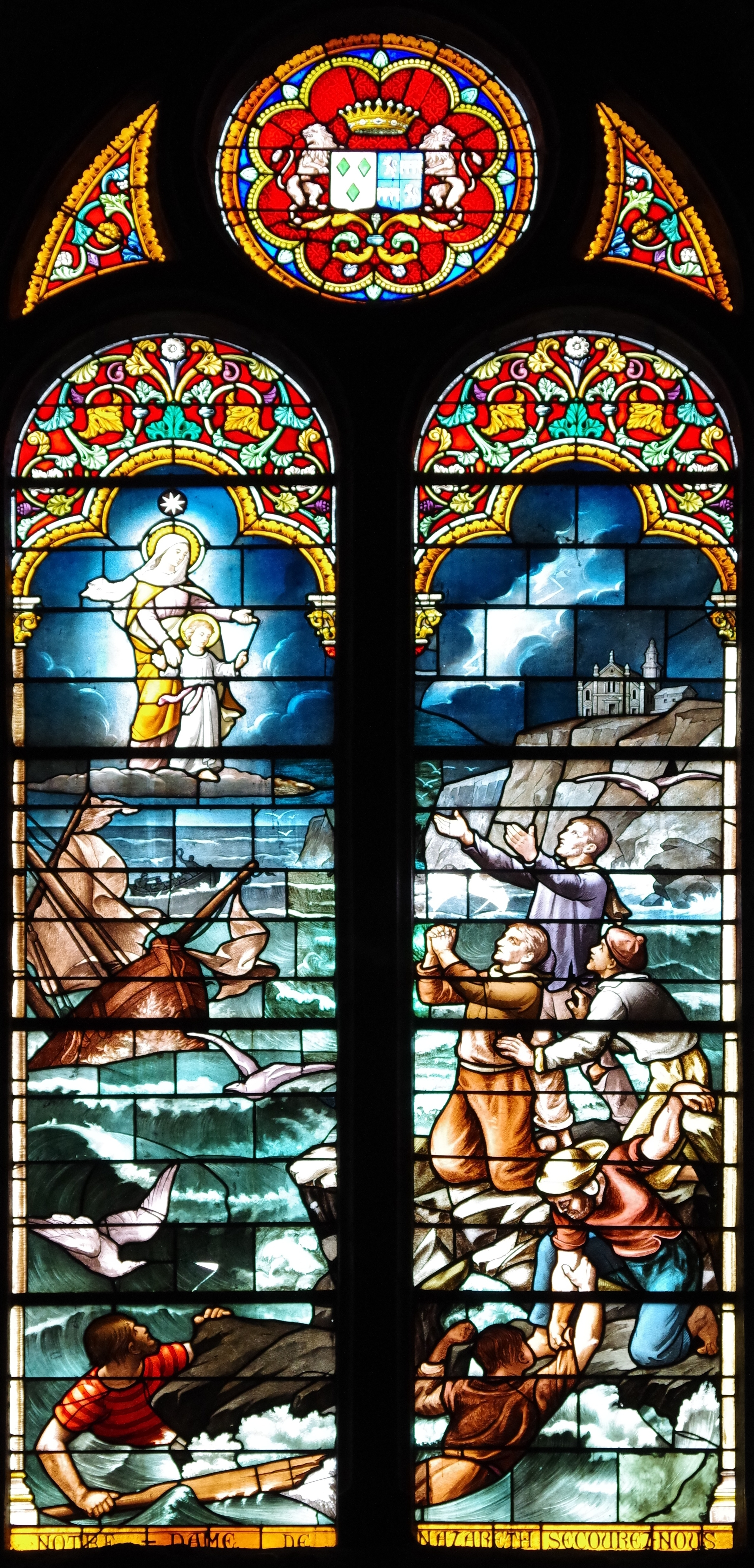
Vitrail « Notre-Dame de Nazareth, secourez-nous ».

- L'ancien couvent des Pères Eudistes (La Corbinais) : le domaine de la Corbinais fut acheté comme bien national lors de la Révolution française par Guillaume Robinot et donné en 1877 aux Eudistes qui y construisirent un juvénat, devenu par le suite une maison de repos ; il fut le siège de la communauté de communes de Plancoët Val d'Arguenon pendant l'existence de celle-ci[75]. et la chapelle Saint-Louis, de style néogothique et construite à la fin du XIXe siècle[76].
- l'ancien couvent des Trinitaires, devenu de nos jours l'hôtel-restaurant "L'Hôtellerie de l'Abbatiale"[77].
- le Dôme (XVIIIe siècle) où habita un temps François-René de Chateaubriand.

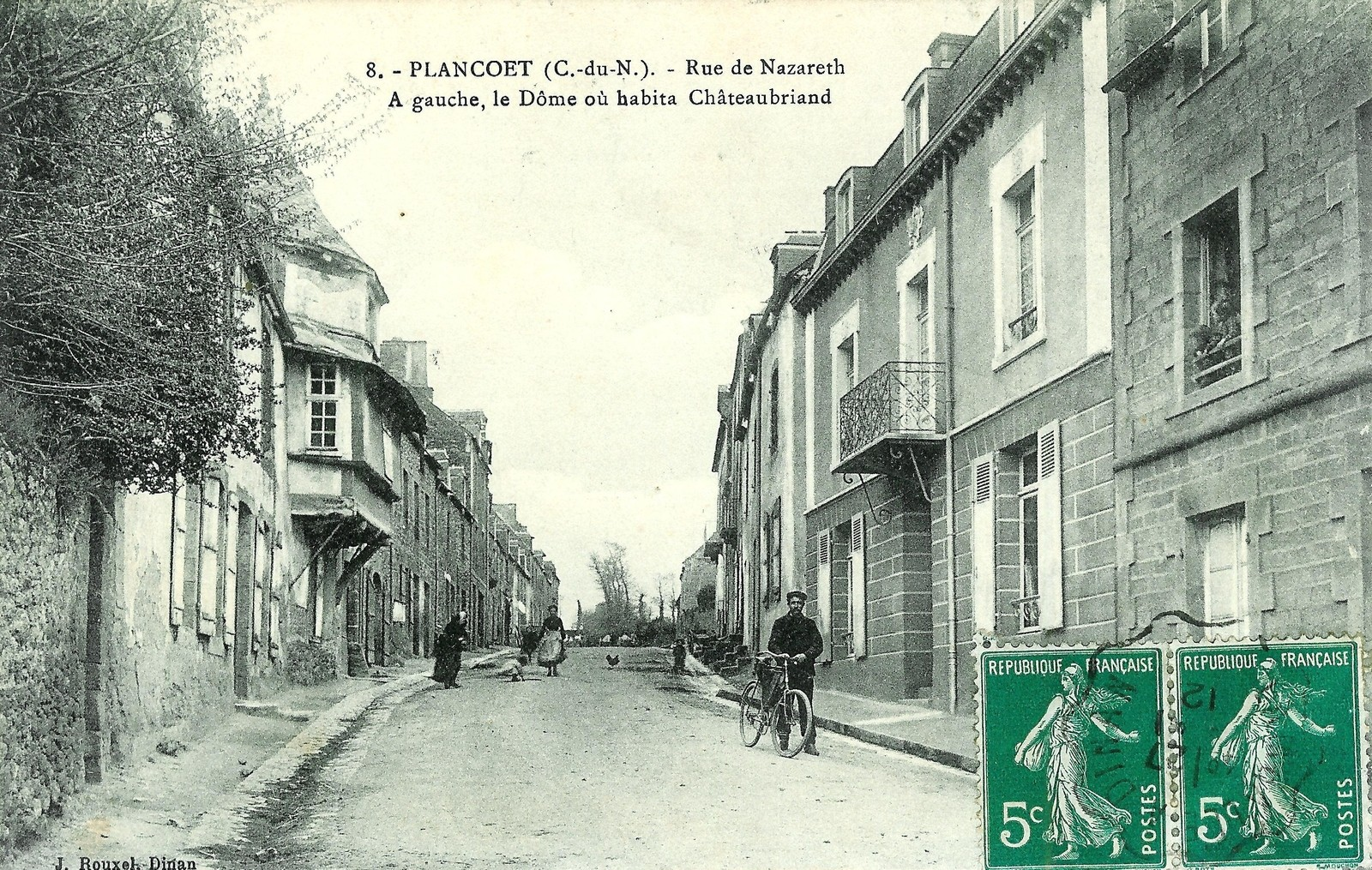
La Rue de Nazareth et le Dôme où habita François-René de Chateaubriand (carte postale début XXe siècle).)

- le château de La Caunelaye, construit pour la première partie au XVIe siècle par Thomas de La Caunelaye est rénové et agrandi au fil des siècles par la famille du Breil de Pontbriand qui l'achète  au début du XVIIIe siècle[78]. Sa chapelle seigneuriale date de 1544, restaurée en 1750 et 1880[79].

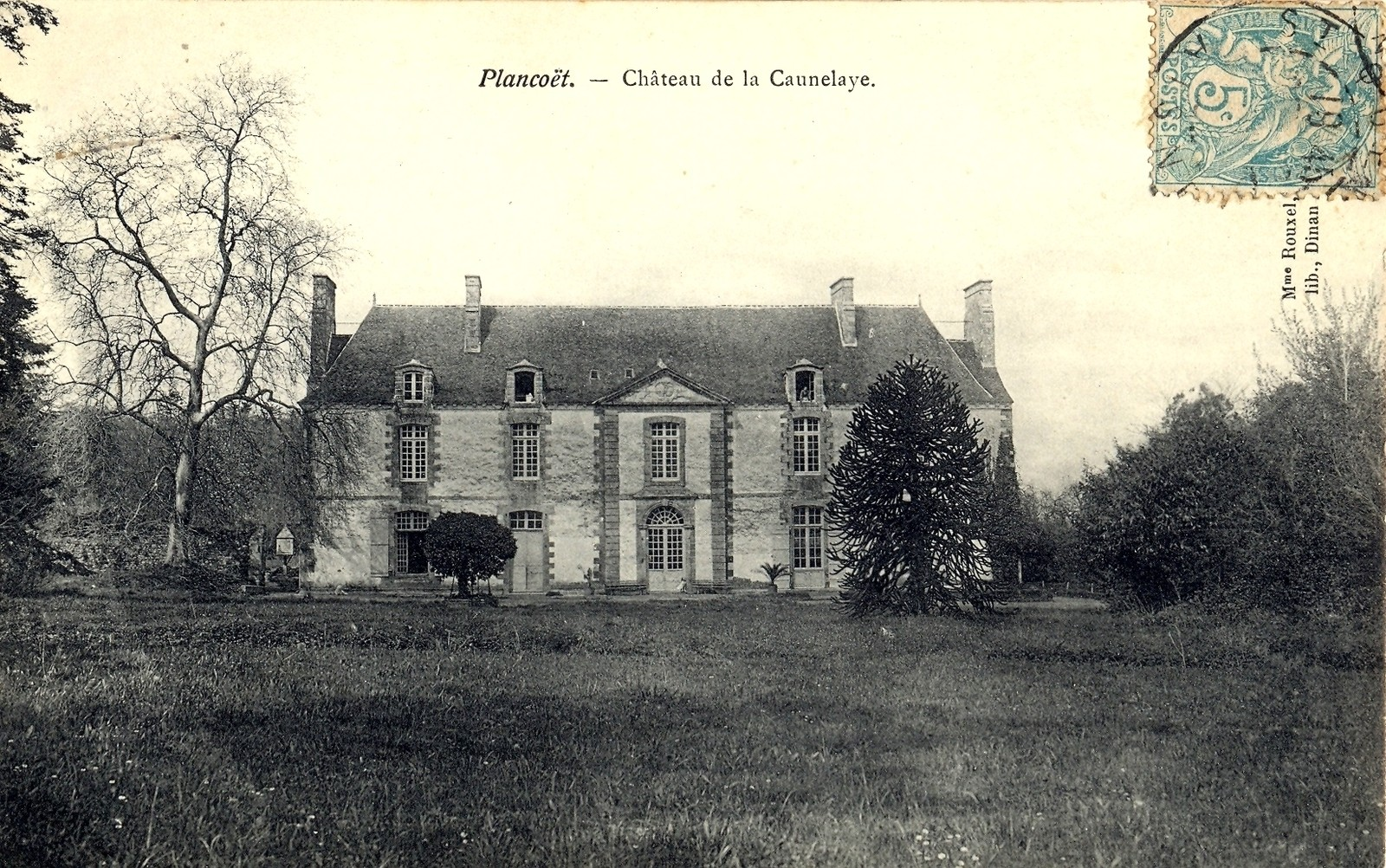
Le château de la Caunelaye au début du XXe siècle (carte postale).

- le manoir de l'Evinais : un lieu noble mentionné dès le XVIe siècle et appartenant alors à la famille Le Bégassoux[80].
- le manoir de la Ville-Hatte[81].
- la mairie : elle a été construite entre 1896 et 1899 dans un style monumental , c'est un édifice en granite de deux étages dont la façade est surmontée d'un fronton triangulaire abritant une horloge et surmonté d'un clocheton[82].
- le tertre de Brandefer [Branfer] et présence d'un souterrain[83].
- la roche de Velléda : roche située dans la vallée marécageuse d'un affluent de l'Arguenon, à la limite sud de la commune, où le jeune François-René de Chateaubriand a imaginé la légendaire Velléda

## Culture  et romans
Plancoët est « le petit village » évoqué par Chateaubriand dans les Mémoires d'outre-tombe : « Si j'ai connu le bonheur », a-t-il écrit dans ses Mémoires d'Outre-Tombe, « c'est certainement à Plancoët », — à Plancoët, où si souvent il gambada sur le tertre Brandfer, dans lequel on reconnaît le site qu'immortalise l'épisode de Velléda.(...). Dans cet ouvrage, Plancoët est orthographié "Plancouët".
Gustave Graux (1837-1899) a écrit notamment Les Amours d'un Jésuite dont l'action se déroule en partie à Plancoët.

## Personnalités liées à la commune
- Louis-René-François Bienvenue (1760, Plancoët - 1835, Saint-Brieuc), homme politique.

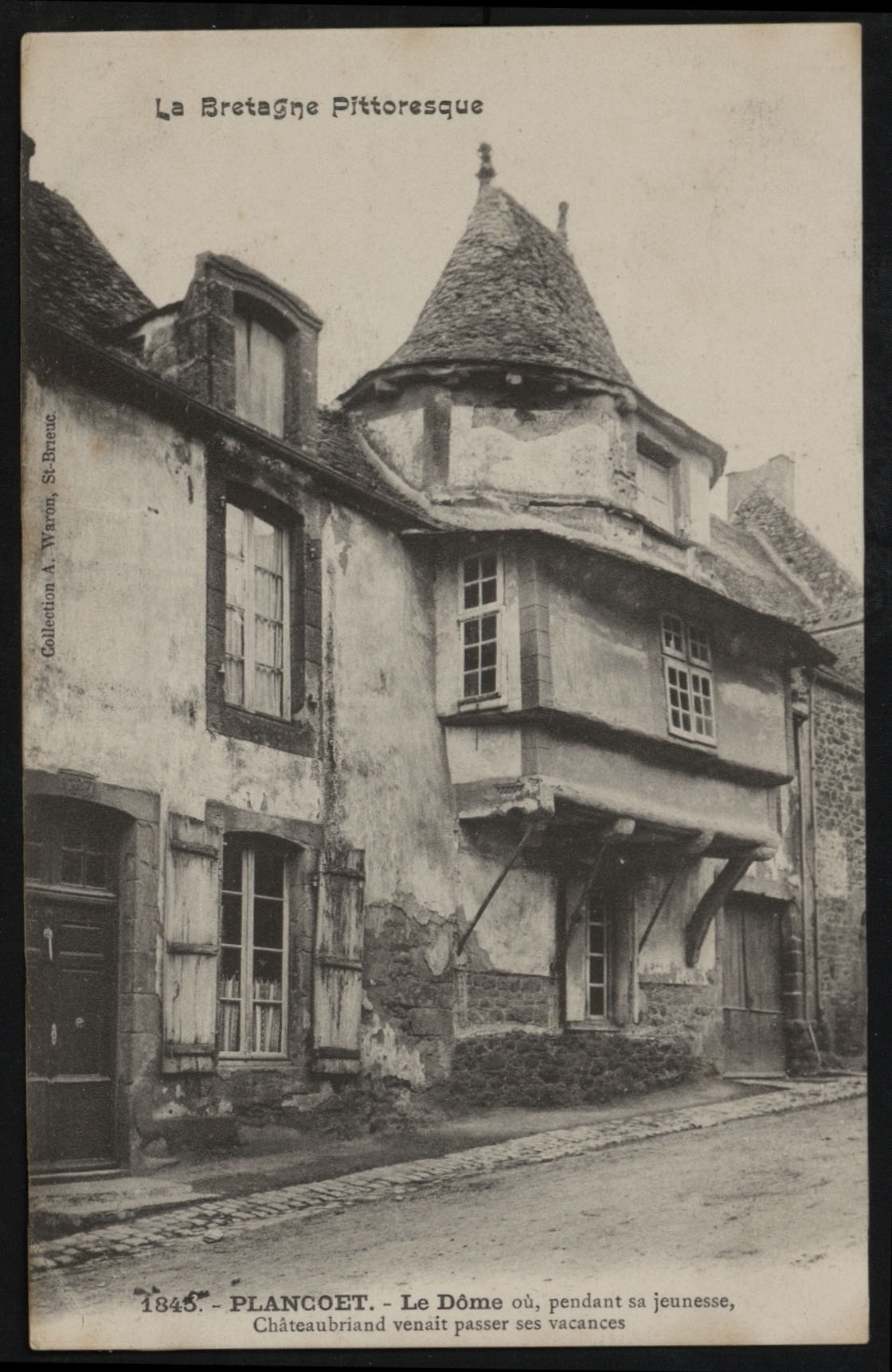
Le Dôme, où le jeune Châteaubriand passait ses vacances

- François-René de Chateaubriand (1768 - 1848), écrivain et homme politique.
- Marie Le Gac-Salonne (1878-1974) journaliste et militante féministe.
- Marie-Paule Salonne (1902 - 1947), écrivain et poète.
- Robert Lemaître (1929-2019), international de football français.
- Désiré Letort (1943-2012) coureur cycliste (8 participations au Tour de France - 1 étape en maillot jaune en 1969).
- Hervé Carn (1949-), poète et écrivain. Professeur agrégé, Docteur en Littérature française. Vit à Plancoët, quartier de Nazareth, depuis 1980.
- Pascal Poisson (1958-), coureur cycliste né à Plancoët.
- Lorenzo (1994-), de son vrai nom Jérémie Serrandour, Rappeur Français y a passé son enfance.

## Industrie
- Une marque d'eau minérale, Plancoët, porte le nom de la ville. La source et l'usine d'embouteillage se situent au lieu-dit « Sassay », dans le quartier de Nazareth.

- La maison Renouard, aujourd'hui maroquinerie de luxe basée à Plancoët, trouve son origine en 1891 dans l'atelier d'un artisan sabotier, ancêtre des dirigeants actuels, installé à l'époque dans la proche commune de Saint-Lormel.
- L'ancienne distillerie de Plancoët est devenue la laiterie industrielle de la Coopérative Laitière de la Côte d'Émeraude, et actuellement laiterie et fromagerie industrielles de la Coopérative laitière de Ploudaniel[87].

## Héraldique
| Blason | Blasonnement : D'argent au sautoir de sable cantonné de quatre roses de gueules. |